# ウォークマンの製品一覧

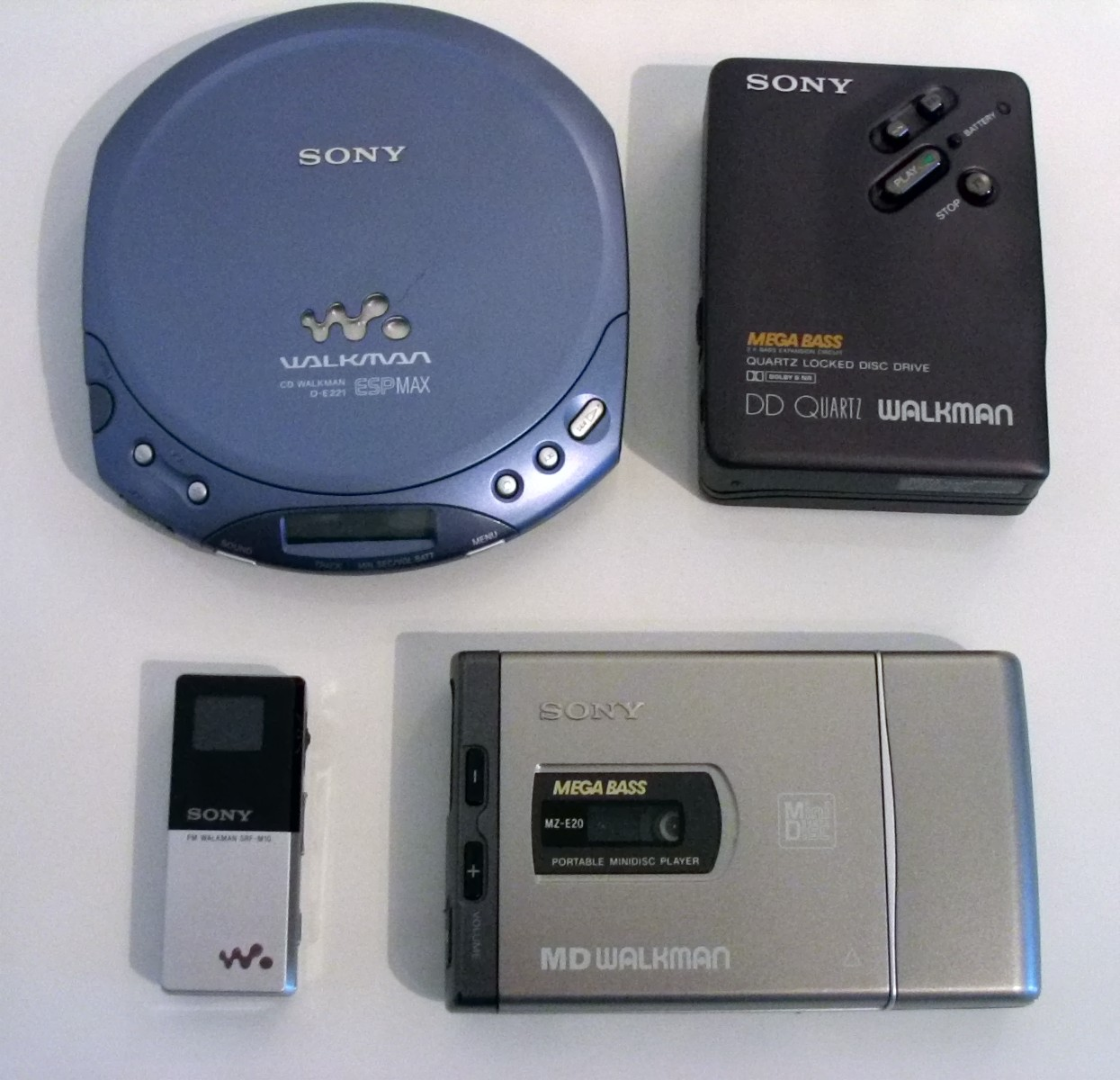
右上から時計回りに、カセットウォークマン、MDウォークマン、メモリースティックウォークマン、CDウォークマン

ウォークマンの製品一覧 （ウォークマンのせいひんいちらん）とは、ソニーがウォークマンブランドで発売したポータブルオーディオプレーヤーを列挙した一覧である。
1979年（昭和54年）7月1日に初代機が発売された。当初の再生可能な記録媒体はコンパクトカセット（以下、カセットテープ）だけであったが、その後1984年にコンパクトディスク（以下、CD）、1988年に8ミリビデオ、1990年にDAT、1992年にミニディスク（以下、MD）、1998年にDVD、1999年にメモリースティック、2000年にフラッシュメモリ、2004年にハードディスクに対応したプレーヤーを発売した。また2000年代後半にはSony Ericssonが発売した、音楽再生機能を持つ携帯電話も「Walkman Phone」または「ウォークマンケータイ」と呼ばれた。
現行品はフラッシュメモリを使用したプレーヤーである。累計出荷台数は2010年3月末の時点で約4億台である。
なお便宜上、ウォークマンに関連性の深いディスクマンブランドやブランド名がないが品番が同系列等の製品も、併せて列挙する。

## カセットテープ

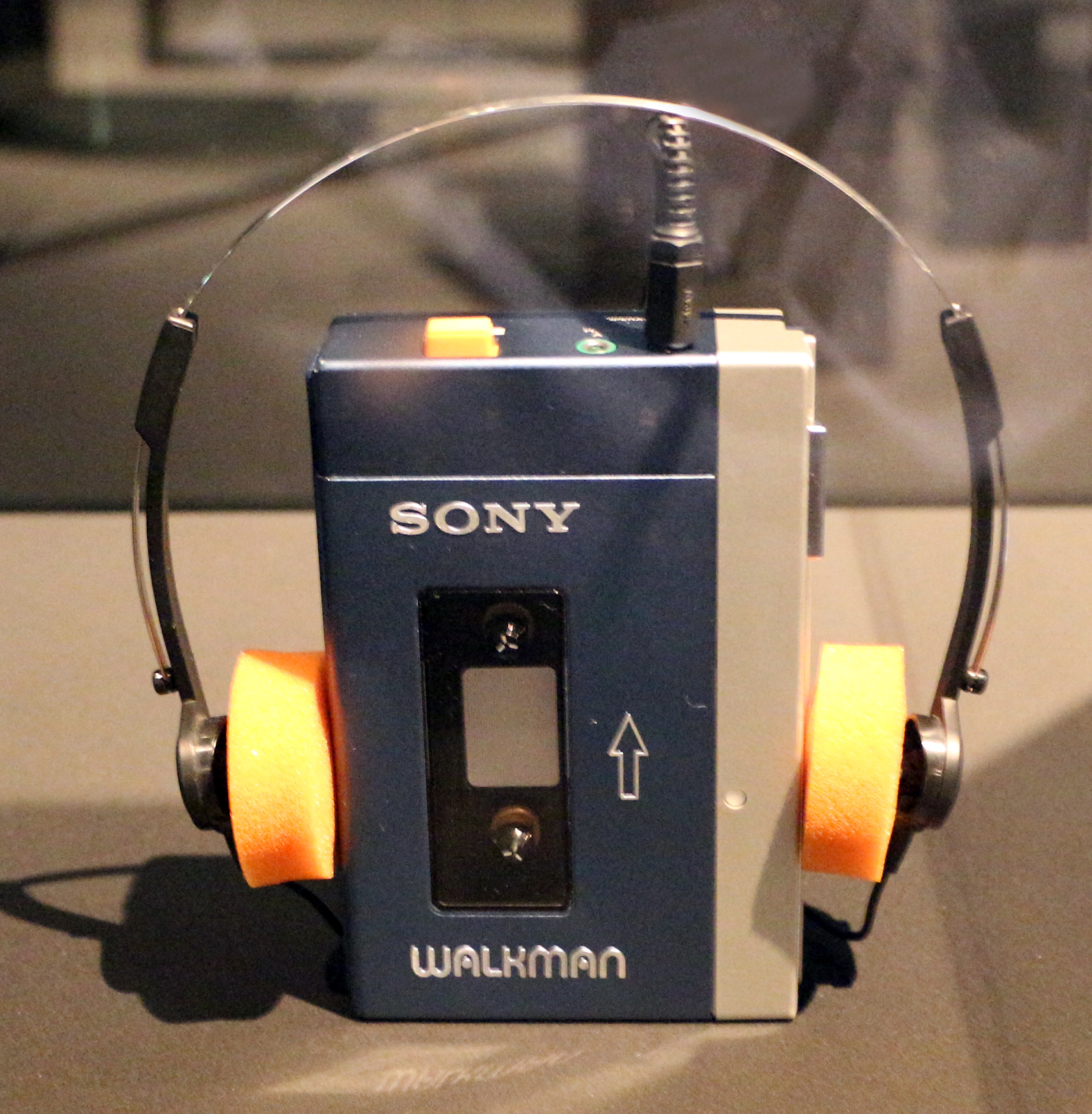
WALKMANロゴが入っている後期のTPS-L2。ヘッドフォンが付属。

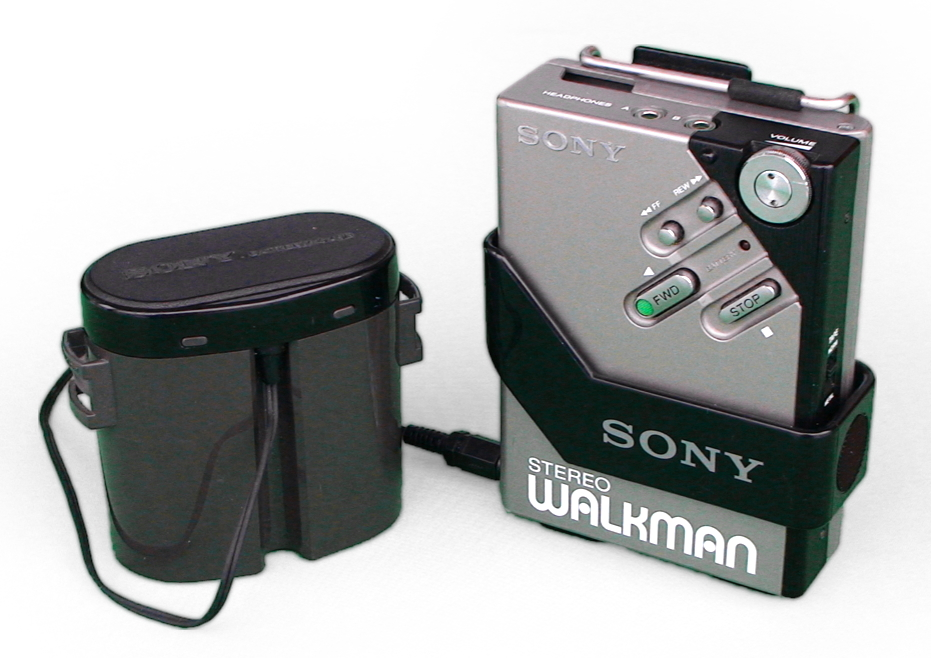
ウォークマンというスタイルを確立したWM-2。左にある飯盒型のバッテリーパックを併用すると60時間稼働した（単一アルカリ乾電池2本使用の場合）

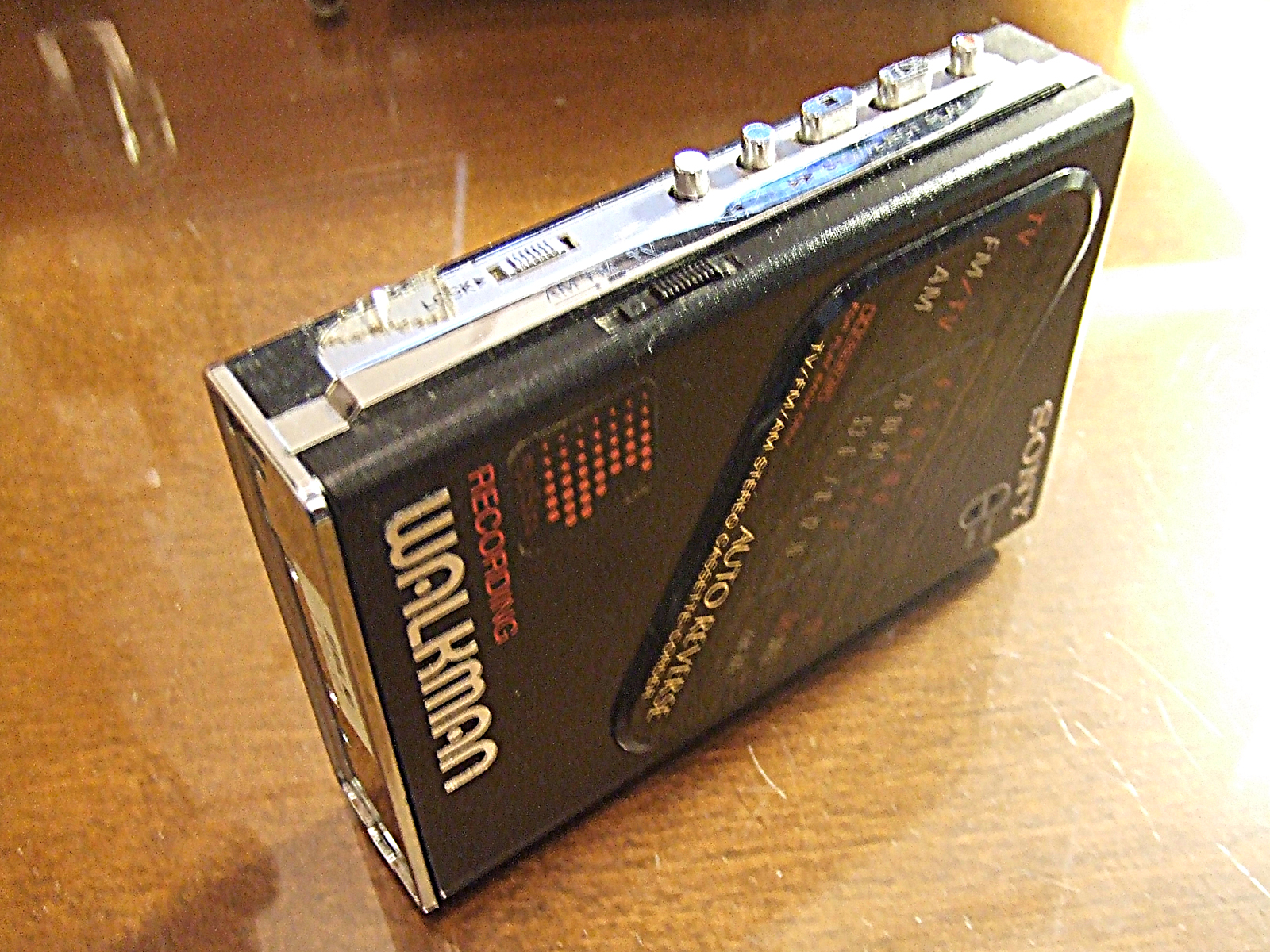
WM-F203

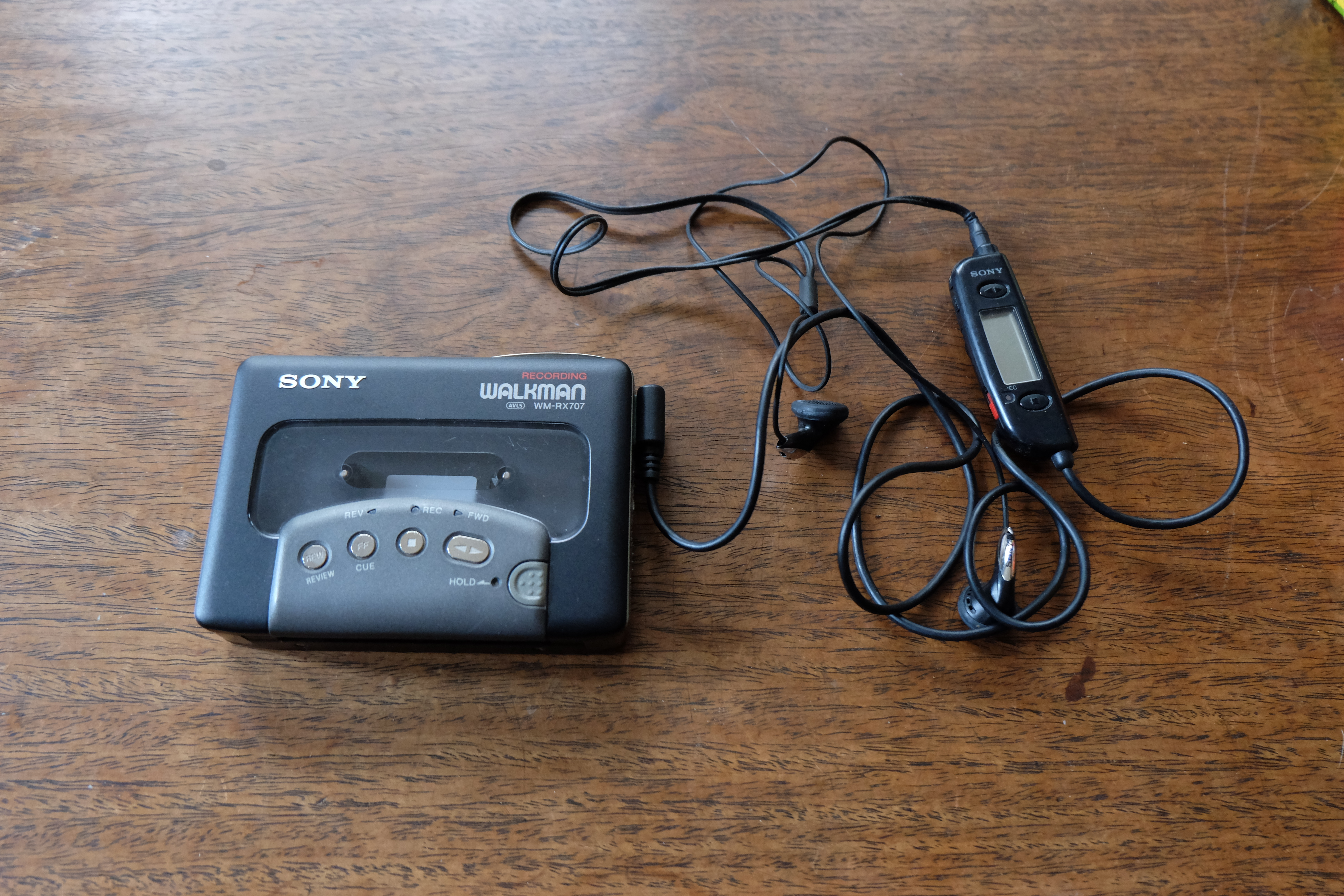
WM-RX707

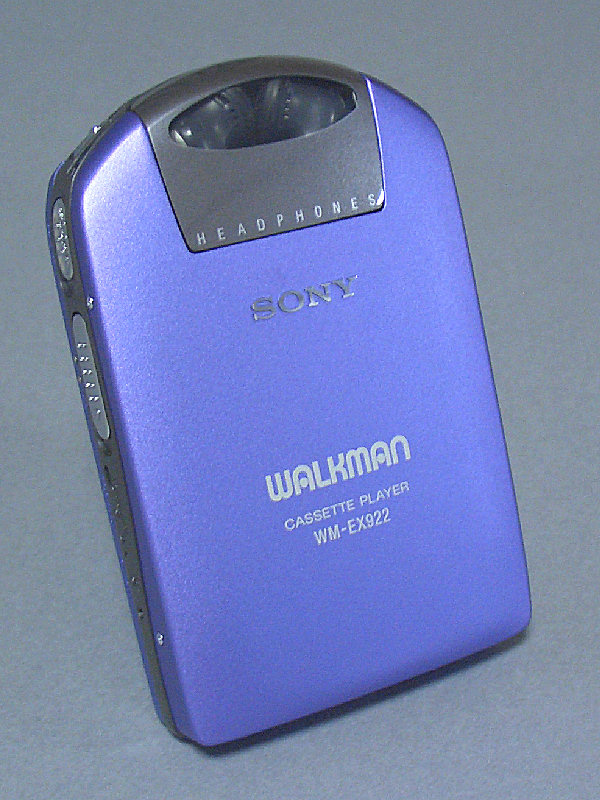
WM-EX922（ヘッドフォン巻き取り式モデル）

後に発売されたフラッシュメモリ型と区別するために「カセットウォークマン」もしくは「ウォークマン（テープ）」と表記されることがある。1979年（昭和54年）7月1日から販売され、2010年（平成22年）10月22日をもって日本国内での販売終了が発表された。累計出荷台数は2億2000万台である。
TPS-L2

1979年7月1日に発売された初代ウォークマン。ただし初期生産分はウォークマンロゴが付いていない。標準価格33,000円。ヘッドホン端子を2系統装備したほか、手動式のテープセレクターを搭載。
「TPS-L2」は世界で発売され、その際の名称は日本では「ウォークマン」だったが、アメリカでは「サウンダバウト（Soundabout）」、イギリスでは「ストワウェイ（Stowaway）」、スウェーデンでは「フリースタイル（Freestyle）」だった。発売から10カ月後の1980年4月に、当時代表取締役会長の盛田昭夫が全世界で「ウォークマン」に統一することを宣言した。以後、カセットテープウォークマンの型番には「WM」が付くようになる。
なお「WM」のほか、型番に「R」が付くモデルは録音対応、「F」が付くモデルは2バンド（AM/FM）もしくは3バンド（AM/FM/TV）チューナー内蔵(WM-F404などの一部Fモデルには録音対応のものも存在する)、「D」が付くモデルはドルビーノイズリダクションシステムを搭載している。
WM-1
日本国外でのみ発売されたモデル。TPS-L2同様ヘッドホン端子を2系統搭載。本体にストラップホールやベルトホルダーが装着されている。
WM-2 / WM-R2 / WM-F2

WM-2は1981年（昭和56年）2月1日に発売された2号機。キャッチコピーは「ウォークマンⅡ」。ダイレクトドライブ機構の採用によって、操作ボタンを前面に配置した結果、カセット確認窓を本体裏面に移動させ、磁気ヘッドも本体側から蓋側に移動させるなど、デザインアイデンティティの確立と小型化が図られた。ヘッドホンも28 gの小型軽量化を実現した。外付けのバッテリケースを用意し（単一乾電池2本）、内蔵単三乾電池2本と合計で最大約70時間連続再生を実現した。1982年の製造分よりカラーが3色になり、「WALKMAN II」のロゴも入れられた。250万台出荷という大ヒットモデルとなった。
WM-R2とWM-F2に関して、クロム（ハイポジション）テープとメタルテープは再生のみ対応。
WM-3 / WM-3EX
1981年5月1日発売。「TPS-L2」のマイナーチェンジ版（外装をグレードアップ）。通称「ウォークマン・デラックス」。
「WM-3EX」は本体色をシャンパンゴールドにし、ギフト用の化粧箱に入れたもの。
WM-D6
1982年（昭和57年）2月21日発売。通称「ウォークマン・プロフェッショナル」。カセットウォークマンシリーズ史上初のクォーツロックキャプスタンサーボ・DCコアレスモーター、およびメタルテープ録音再生、ドルビーBタイプNRを初搭載。乾電池を含む重さは640 gと重量級で筐体も大きかった。そのコンセプト上、カセットデンスケTC-D5Mの縮小版、またはウォークマン版との見方もあった。
ワウ・フラッターは0.04%（WRMS）と一連のカセットウォークマンとしては極めて低い数値であり、録音・再生周波数特性に関してはノーマルポジション・ハイポジション（≒クロムポジション）・メタルポジションの各種テープに関わらず40 Hz - 15 kHz（±3 dB、EIAJ）。このほか、マニュアル録音レベルコントロールと5連ピークレベルメーター、再生時のみ動作する可変調整式テープスピードコントロール機能も搭載する。
WM-7
1982年発売。初めてオートリバースとヘッドホンリモコンを搭載。
WM-DD
1982年発売。通称「ウォークマンD.D.」。ディスクドライブ方式とキャプスタンサーボを採用。カラーは全6色。
WM-DDIIはドルビーBを搭載し、ヘッドホンを省略して低価格化したもの。
WM-20 / WM-F20
1983年（昭和58年）10月発売。標準価格25,000円。カセットケースサイズの開発を目標にして伸縮ケースと超扁平薄型モーターを採用。また初の単三乾電池1本での駆動モデルである。
WM-F5
1983年発売。初のアウトドア仕様の防水モデルで、FMチューナーを搭載。同時に初めてインナーイヤー型のヘッドホンが付属。オートリバースは非搭載。
WM-15 / WM-R15 / WM-F15
1983年発売。オートリバース内蔵。本モデル以降、付属ヘッドホンはインナーイヤー型が標準となる。
WM-DC2
1984年（昭和59年）1月21日発売。カセットウォークマンシリーズ史上初のドルビーCタイプNR、およびアモルファスヘッドを搭載。再生専用機初の「ウォークマン・プロフェッショナル」
WM-D6C
1984年2月1日発売。先述のWM-D6のマイナーチェンジモデルにあたる機種でヘッドホン端子を2端子から1端子に減らされた代わりにマイク入力端子から独立した3.5mmステレオミニジャックのライン入力端子が追加された（先代機種のWM-D6の3.5mmステレオミニジャックのライン入力端子はマイク入力端子と併用）ほか、ドルビーCタイプNRを搭載し、更に録音/再生ヘッドをS&F（センダスト&フェライト）ヘッドからアモルファスヘッド（磁気ヘッドはミツミ電機製）に変更された。また、3.5mmステレオミニジャックを用いたステレオマイク入力端子は新たにプラグインパワーに対応した。先代機種のWM-D6同様、筐体など基本構造はTPS-L2やWM-1/WM-3/WM-3EX、果てはこれらの基となった初代「プレスマン」ことTCM-100/100Bと同等であったが、2000年（平成12年）12月まで約17年に渡り長期製造された。
WM-DDII
1984年発売。「WM-DD」の後継機。
WM-F17
1984年発売。
WM-30 / WM-F30
1984年発売。WM-20のマイナーチェンジモデルで、WM-20の故障しやすい箇所を改善したもの。
WM-40
1984年発売。本モデルからオートリバースが標準化。オプションのカセットテープ形のラジオユニットでラジオ聴取も可能である。
WM-D3
1985年（昭和60年）発売。「ウォークマン・プロフェッショナル」であり、全モデルのWM-D6/D6Cは大きな筐体だったが、WM-D3はコンパクト化された。それでもハイポジションテープ録音再生/メタルポジションテープ再生機能、アモルファス録音/再生ヘッドを除いてWM-D6と同様の機能（ディスクドライブ／キャプスタンサーボ・テープカウンタ・マニュアル録音レベルコントロール・5連ピークレベルメーター・マイク／LINE入力・LINE出力・ドルビーノイズリダクションBなど）を搭載。
WM-50
1985年発売。従来の硬質なイメージではなく柔らかみのあるデザインを採用。
WM-75 / WM-F75
1985年発売。標準価格27,000円。オートリバースを搭載した2代目防水モデル。「GIG スポーツ」のキャッチコピーがつけられた。通称「スポーツ・ウォークマン」。
WM-55 / WM-F55 / WM-R55
1985年発売。オートリバース搭載の廉価モデル。愛称「ウォークマン・ラビット」。
WM-F85
1985年発売。
WM-F65
1985年発売。
WM-101 / WM-F101
1985年9月発売。標準価格26,000円。ガム型電池を初採用し、真のカセットケースサイズを実現した。ガム型電池は外付けケースで搭載。
WM-W800
1985年発売。本体に2本のテープを同時に収納でき、テープダビングも可能。
DD-100 武道館
1986年（昭和61年）発売。 ウォークマンブランドではないが、家電蒐集家の松崎ジュンイチによるとWALKMAN-DDの改良タイプとされる。
WM-60 / WM-F60 / WM-F57
1986年発売。グラフィック・イコライザー搭載。
「WM-F57」はイコライザーの代わりにスピーカーを内蔵した「スピーカー・ウォークマン」。
WM-R202 / WM-F202
1986年発売。録音機能を搭載しつつカセットケースサイズを実現。
WM-F107
1986年発売。3代目防水モデル（JIS防浸型）で、ソーラーバッテリシステムを搭載。充電時間は晴天下で約4時間で、満充電状態で約2時間のテープ再生が可能。充電池は本体内蔵で取り外せない。単三乾電池1本、ACアダプター、カーアダプターでも動作する。付属ヘッドホンは防滴型「スポーツヌード・ターボ」。
WM-109 / WM-F109
1986年発売。有線のヘッドホンリモコン初搭載（再生と停止のみリモコン操作できる）。クイックチャージャー付属。
「WM-F109」は1987年発売。
WM-102 / WM-F203 / WM-104 / WM-103

1986年発売。WM-101にクイックチャージャーを付属したモデル。
「WM-104」はイコライザー搭載。「WM-103」は1987年発売でWM-102のデザインを変更したモデル。
WM-51 / WM-F51
1987年（昭和62年）発売。「ウォークマン・ヒップ」と名付けられたプラスチックボディの安価モデル。初のコード巻き取り式。
WM-501 / WM-F501 / WM-F502
1987年7月発売。標準価格25,000円。「新世代ウォークマン」のキャッチコピーがつけられ、初めてカセットケースサイズを下回る。重低音DBB回路、ヌードターボHiFi、アモルファスヘッドを搭載し高音質化を図る。ガム型電池も本体内蔵型となり、容量も増大した。猿のチョロ松のCMが話題を集めた。
WM-503 / WM-504
1987年発売。基本性能はWM-501と同じであるが、ボディをプラスチックに変更し、薄さよりもデザイン性を優先したモデル。
「WM-504」は蓋がシースルーとなり、カセットが全部見える点が特徴的である。アンディ・ウォーホルのリトグラフに描かれた。
WM-509 / WM-F509
1988年（昭和63年）発売。WM-109にDBB回路を搭載しヘッドホンを高音質化、WM-501のリモコン付属版という位置付け。
WM-52 / WM-F52
1988年発売。WM-51の後継で、イヤレシーバ部が本体収納となる。ノイズリダクションが標準化された。対応電源が初めてバッテリーのみとなる。
WM-150 / WM-550C
1988年発売。EXアモルファスヘッド搭載。
「WM-550C」はWM-150のデザイン違いで、ドルビーCノイズリダクション搭載。CMは猿のチョロ松が出演している。基本構造が変更、安価になった。
WM-505
1988年発売。初のワイヤレスモデルで、プレーヤー本体とヘッドホン部をワイヤレスで接続。「Mr.WALKMAN」のキャッチコピーがつけられた。
WM-701C / WM-F701C / WM-701S / WM-701T
1988年発売。フルリモコンが搭載されたと同時にヘッドホンプレイヤーとして最軽量を実現。登場時は高級モデルとしての位置づけであり、「Mr.WALKMAN」のキャッチコピーがつけられた。
チューナー内蔵版の「WM-F701C」では、シンセチューニングを採用し、9極プラグリモコン一体型ステレオイヤホン（MDR-E472）付属。
「WM-701S」はウォークマン10周年記念モデルの銀メッキバージョンで、「WM-701T」は同モデルのティファニーバージョン。
WM-F404
1988年発売。
WM-DD9
1989年（平成元年）発売。再生専用としては初のウォークマン・プロフェッショナル。2モーターディスクドライブ／クオーツロックキャプスタンサーボ搭載のDDクオーツシステム、さらに、アドバンスドEXアモルファスヘッドにドルビーCノイズリダクション搭載。ワウ・フラッターは0.07%〈WRMS〉。再生周波数特性は歴代カセットウォークマン中、最高の数値となる20 Hz - 20 kHzを達成。最大板厚は2 mm。
WM-609 / WM-607
1989年発売。デザインの変更以外はWM-509と同等。当時物品税の廃止・消費税の導入により、価格改定のためのモデルチェンジが多く見られた。
WM-506 / WM-F606
1989年発売。ウォークマン10周年記念モデルのワイヤレスウォークマン。
WM-170 / WM-171 / WM-172
1989年発売。ベーシックモデルで、型番の違いはカラーのみの違い。「WM-170」はブラック、「WM-171」はパールホワイト。「WM-172」はチタンカラー。
WM-F180
1989年発売。ベーシックモデル。
WM-R707 / WM-F707
1990年（平成2年）発売。「WM-701C」に録音機能が追加。
WM-702 / WM-F702
1990年発売。「WM-701C」の廉価版。リモコンモデルの標準化を図り始めた頃のモデル。
WM-703C
1990年発売。「WM-701C」の後継機。
WM-507 / WM-F507
1990年発売。
WM-190
1990年発売。周囲への音漏れを軽減したヘッドホンを採用。
WM-F181
1990年発売。
WM-600
1990年4月発売。「未来派ウォークマン」。カセットのA/B面自動検出機構と音漏れ対策用のイコライザーを搭載し、付属ヘッドホンは耳に密着するエルゴノミクスデザインを採用。ジョイフルリモコンを付属。
WM-805
1990年発売。「新世代ワイヤレスウォークマン」。ワイヤレスリモコンでの本体操作を初めて実現。
以下の1990年以降のモデルでは型番が変更され、大半の機種に「X」が付くようになる。「R」「F」「D」に関してはそれまでと同様の意味であり、新たに「E」が付くモデルは再生専用、「G」が付くモデルは録音・再生・チューナー内蔵、「K」が付くモデルはキーホルダー型リモコン搭載、「Q」が付くモデルは丸みを帯びたボディを採用、「W」が付くモデルはワイヤレスリモコン搭載である。また末尾に「HG」が付くモデルは本体にクロムメッキ処理が施されている。
WM-EX80
1990年発売。初のEXシリーズ。
WM-EX60 / WM-EX70
1990年発売。「WM-EX60」はオートテープセレクター（ノーマルとハイ・メタルを自動で判別）機能が初搭載。ジョイフルリモコン採用。
「WM-EX70」はフルボタンリモコン採用。
WM-FX70
1991年発売。
WM-EX85 / WM-FX85
1991年発売。「WM-EX70」と同等の機能で海外対応の充電器付属。
WM-EX88 / WM-EX77
1991年（平成3年）発売。AMS（局の頭出し機能）・ホールドシャッター・AVLSを初搭載。
「WM-EX88」は付属リモコンが液晶付き。
WM-FX77
1991年発売。
WM-SX77
1991年発売。防滴設計モデル。外付けバッテリーケースは単二乾電池収納タイプである。
WM-WX88
1991年発売。防滴ワイヤレスリモコンを搭載。ただし本体は防水に対応していない。
WM-EX90
1991年発売。「ウォークマンO.B」と呼ばれ、区間リピートやテープカウンター採用。
WM-GX90
1991年発売。
WM-EX66
1992年（平成4年）発売。ベーシックモデル。
WM-EX78
1992年発売。限定販売モデルで、本体カラーに合わせたリモコンが付属する以外はWM-EX77と同等。
WM-RX77 / WM-GX77
1992年発売。
WM-DX100
1992年発売。「ウォークマン・プロフェッショナル」モデルでPLLサーボメカ、ドルビーCを搭載。リモコンも付属。
WM-EX909 / WM-FX909
1992年発売。標準価格25,000円。スタミナ再生を打ち出した初のモデル。付属ガム型電池がニッケル水素二次電池に変更されたほか、キャプスタンなど部品数の削減や再生ヘッドのデュアル化をした省電力型メカを採用。付属ガム型電池のみで7.5時間再生、アルカリ乾電池併用で20時間再生。ブランクスキップ搭載。
WM-EX707 / WM-FX707
1992年発売。ホールドダイヤルを採用。
WM-FX505
1992年発売。初のAMステレオ放送対応。
WM-WX808
1992年発売。
WM-EX808 / WM-EX808HG / WM-FX808
1993年（平成5年）発売。マグネシウム配合高強度アルミ合金とホールドシャッターを搭載し、「薄丈夫ウォークマン」のキャッチフレーズが付いた。リモコンも一新された。

WM-RX707 / WM-GX707
1993年発売。録音再生ウォークマン。録音再生ウォークマンで初めてリモコンに液晶画面が搭載した。
WM-EX606
1992年発売。
WM-EX99R
1993年発売。ICリピート機能を初搭載。
WM-EX999 / WM-FX999
1993年発売。通称「ボディーガード・ウォークマン」。省電力メカとマグネシウム配合高強度アルミ合金を搭載。ホールドシャッターはデザインが大幅に変更されたため、ホールドスイッチに近い操作感覚になっている。このモデル以降トップモデルを中心にニッケル水素二次電池が標準で付属する。
WM-EX777 / WM-FX777
1993年発売。ベーシックモデル。
WM-EX555
1993年発売。
WM-WX777
Hi-BANDワイヤレスを搭載し、リモコンにも3色のバリエーションを用意。
WM-EX1 / WM-EX1HG / WM-FX1
1994年（平成6年）7月1日発売。ウォークマン15周年記念モデル。標準価格22,000円。「15の便利な高性能」をキャッチコピーとし、最大約36時間連続再生、早送り・巻戻しの高速化（25倍速高速サーチ）、前後9曲頭出し（9曲AMS）、ワンプッシュローディング、1曲リピート、ミュージックスキャン、ブランクスキップ、キュー&レビュー、薄型ホールドシャッターなどを搭載。
リモコンのクリップがワニグチ型に変更。また、本体との接続端子がCDウォークマンやMDウォークマンと同じ端子に変更され、WM-EX808、WM-EX808HG、WM-EX999に付属のリモコンとの接続が不可能となった。
「WM-FX1」はシンセチューナーのメモリーに不揮発性メモリを搭載し、メモリー用ボタン電池なしでもプリセット内容が保持されるようになった。
WM-EX911
リモコン付きタイプ初のコード巻き取りモデルで、ヘッドホンはリモコンに巻き取る形である。さらにリモコンも本体に収納でき、巻き取り機構も自動化された。
WM-EX811
1995年（平成7年）3月10日発売。
WM-GX711
1995年3月10日発売。便利なリモコン操作ウォークマン、PC-WM1プラグアダプタ（9極プラグ）付属。
WM-WX1
1995年9月10日発売。ワイヤレスタイプ初のコード巻き取りモデル。本体の機能はWM-EX1を踏襲している。
WM-EX2 / WM-EX2HG / WM-FX2
1996年（平成8年）発売。WM-EX1のマイナーチェンジモデルであり、再生時間がWM-EX2で最大約50時間、WM-FX2で最大約48時間に伸びた。リモコンの液晶画面に蓄光材が採用された。
クロムメッキバージョンの「WM-EX2HG」は日本国内未発売
WM-EQ2
初のビーンズウォークマン。機能を簡略化した代わりに「見せる楽しさ」を徹底追求し、カラフルなシースルーボディとスケルトンのヘッドホンコードを採用。
WM-EX922

1996年9月10日発売。 WM-EX911の後継。リモコンをヘッドホンに内蔵し（右側にワンボタン式の操作ボタン、左側に音量調節つまみ）、リモコン付きヘッドフォンの本体完全収納を実現。重低音補正回路が「MEGA BASS」として新たに装備。1996年度グッドデザイン賞を受賞。
WM-GX822
1996年10月21日発売。時計内蔵（時計部はボタン電池で動作）、ラジオタイマー録音、3WAYリピート、再生スピードコントロールなど当時最高峰の多機能度を備えた録音再生モデル。リモコンには初のELバックライトを搭載。
WM-RX822
テープ再生スピードコントロール用のジョグシャトル搭載。
WM-FX877
ジョグレバーリモコンを付属。
WM-GX677
オートリバース搭載。
WM-MV1
メタルジャケットボディを採用。
WM-EX5 / WM-FX5
1996年11月1日発売。通称「美・ウォークマン」。本体にミラーフェースを採用し、高速サーチが36倍速とさらに高速化され、再生時間も最大約62時間に伸びた。リモコンは再生専用機として初めてELバックライトを搭載（RM-WM71EL）。音質補正回路は重低音をMEGA BASSよりさらに強調させた「GROOVE」と、録音から長期間経過し高域再現性が低下したテープの高域を補正する「REVIVE」を新たに搭載。
ホールドシャッターは本モデルで最後となる。
WM-EX3
1996年11月21日発売。WM-EX2の後継モデル。52時間連続再生。ヘッドフォンも耳の中まで入り込むデザインの「重低音ヌード」を採用。9曲AMS・ブランクスキップ・1曲リピート・36倍高速サーチ・音揺れガードメカ・オートテープセレクタ・オートリバース機能搭載。MEGA BASS・GROOVE・REVIVE搭載・快適音量スイッチ（AVLS）装備。
WM-EQ3
WM-EQ2の後継。本体に蓄光材を採用し、ボディが暗闇で光る仕組みになっていた。
WM-WE1
1997年（平成9年）10月10日発売。LCDを搭載したワイヤレスレシーバーを付属。
WM-WE7 / WM-EX7
1997年10月10日発売。
「WM-WE7」はオーバーヘッド型のワイヤレスレシーバーを付属し、完全コードレスワイヤレスを実現。
「WM-EX7」は再生時間が最大約86時間に伸びた。リモコンはジョグレバーを搭載し、操作に応じてアニメーションする。またこのモデルからマイクロプラグを廃止し、ステレオミニプラグに移行した。
WM-EX9
1998年（平成10年）10月21日発売。「ハイグレードウォークマン」のキャッチコピーが付けられた。新開発メカデッキ・Fメカを搭載して17.4mm（本体最薄部）の薄型化と100時間連続再生を実現。
販促「Walkman Gold Selection」キャンペーンで奥菜恵を起用。
WM-WE01
1999年（平成11年）7月1日発売。ウォークマン20周年記念モデル第1弾。リモコン・ヘッドホンのフルワイヤレスを実現。
WM-EX20
1999年10月10日発売。ウォークマン20周年記念モデル第2弾。オールステンレスキャビネット採用により、歴代最薄16.9 mm（本体最薄部）を実現。新型液晶ワンボタンリモコンを搭載し、充電スタンドが付属。ウォークマン初のサラウンドシステムとして「MEGA SORROUND」を搭載。
WM-EK1 / WM-FK2
1999年発売。ウォークマン20周年記念モデル。Widditウォークマン。
WM-FS1
1999年ごろ発売。スポーツウォークマン。
WM-EQ7 / WM-EQ9
1999年ごろ発売。ビーンズウォークマン。スケルトンボディを採用。WM-EQ9はスピーカー内蔵。
WM-EQ7WP
1999年ごろ発売。Whoopee（ウッピー）の名称を持つ。
YP-EW20 / YP-EW21 / YP-EW22 / YP-EW23 / YP-EW20 / YP-EW21 / YP-EW22 / YP-EW20 / YP-EW21 / YP-EW22
1999年ごろ発売。ウォークマンブランドではなくYPPY CASSETTE PLAYERという名称で限定販売。
WM-GX322
1999年ごろ発売。
WM-GX323
2000年ごろ発売。
WM-GX200
2000年（平成12年）9月10日発売。新ウォークマンロゴ初採用。モノラル2ウェイスピーカーを搭載。
WM-EX2000
2000年10月21日発売。PC-OCC巻線ヘッドと真鍮製フライホイールを採用した改良型Fメカの搭載で、さらなる音質向上を追求。ガム型電池のみで50時間連続再生を実現したため乾電池ケースが付属されなくなる（ただし、ケース固定用のねじ穴は開いている）。事実上最後の高音質モデルとなった。
WM-EX910 / WM-EX610 / WM-EX615 / WM-FX200
2000年10月21日発売。「WM-EX910」はメインストリーム機としては最後の単3乾電池対応モデル。
「WM-EX610」はWM-EX910の廉価版。リモコンのバックライトは非搭載。
「WM-EX615」は本体操作スイッチをウォークマンロゴの形にあしらったモデル。
「WM-FX200」は単3乾電池2本駆動。本体内部が見える「スケルトン」構造。
WM-EX900
2000年ごろ発売。
WM-EX600
2000年ごろ発売。
WM-EK3
2000年ごろ発売。Widditウォークマン
WM-FK5
2000年ごろ発売。Widditウォークマン
WM-GX688
2001年（平成13年）発売。
WM-GX400
2001年3月21日発売。内蔵ステレオスピーカー・内蔵モノラルマイク搭載。単3乾電池2本駆動。
WM-EX921 / WM-EX621
2001年10月21日発売。対応電源はガム型電池専用で単3乾電池との併用による使用には非対応。
「WM-EX921」はカセットウォークマンとしては最後のドルビーBノイズリダクション搭載機となった。
「WM-EX621」は語学学習に最適なキュー＆レビュー操作が快適な「スイングレバー」採用。
WM-FX888
バックライト付スティック・リモコン付属。
WM-EX631
2002年（平成14年）10月21日発売。語学用途を意識した、テープスピードコントロール機能が追加された。
WM-FX202
2002年11月1日発売。本体の素材に植物原料プラスチックを採用。単3乾電池2本駆動。カセットテープウォークマンで最後まで生産されたモデルで、2010年に生産完了となった。
WM-GX202
2003年（平成15年）2月21日発売。内蔵モノラルスピーカーがフルレンジに変更。新たにモノラルマイクを内蔵。単3乾電池2本駆動。
WM-GX788
2003年4月21日発売。録音再生機の事実上フラッグシップモデル。再生スピードコントール・キュー&レビュー・2倍録音モードを搭載。
WM-GX410
2004年（平成16年）2月21日発売。内蔵ステレオスピーカー・内蔵モノラルマイク搭載。単3乾電池2本駆動。最後の録音再生機モデル。
WM-EX651
2004年10月21日発売。ハイ・メタル再生、リモコン搭載機およびカセットテープウォークマンとして最後のモデル。

## ラジオ
SRF-40/SRF-30
FMチューナーのみ、ヘッドホン別売り。SRF-30はヘッドフォン付属版。通称「FMウォークマン」。
SRF-80
FM/AM2バンドチューナー搭載。通称「ラジオウォークマン」。
SRF-6
FMチューナーのみ。通称「スポーツFMウォークマン」。
SRF-6以降、日本ではウォークマンにラジオチューナーを内蔵する形で存続している。海外向けには「ラジオウォークマン」が現在も生産されているが、日本国内でも「ライターサイズラジオ」として「ウォークマン」のロゴを外して販売されている。
以下は日本未発売モデル。
SRF-M40W
1988年発売。シンセサイザーチューナーに切り替えられたFMウォークマン。

## CD

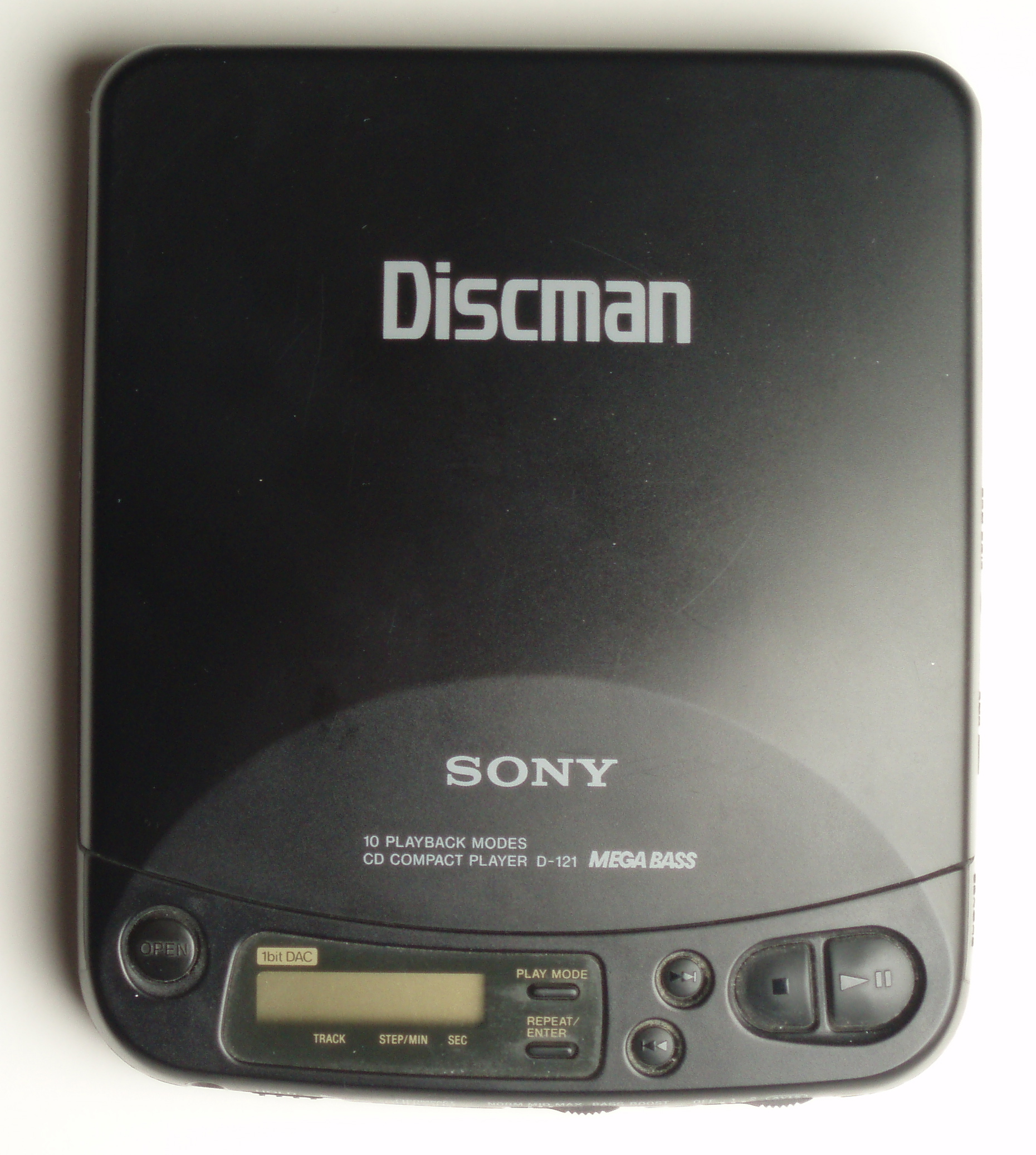
Discman D121

1997年（平成9年）9月までのモデルはD-82を除き「ディスクマン」（ESP搭載モデルは「ディスクマンESP」）、1997年（平成9年）10月からのモデルは「CDウォークマン」である。ブランドの違いでロゴ以外に基本的に異なる点はない。また一般にはメーカーのブランド名切り替え以前から「CDウォークマン」と認知されていた。2014年（平成26年）にD-EJ002とD-NE241が販売終了した。
D-50
1984年（昭和59年）11月1日発売、世界初のポータブルCDプレーヤー。49,800円という当時としては破格の値段で発売し、当時低迷していたCD市場の活性化に大きく貢献した。まだDiscmanの名は冠せず、本体にはCD COMPACT PLAYERと表記されていた。

### ディスクマン（ディスクマンESP）
D-50MkII
D-50の改良型だが、ディスクマンの名を冠した最初のモデルで、本体にDiscmanロゴが付された。
D-55T
D-100
1986年（昭和61年）11月1日発売。
D-150
1988年（昭和63年）2月1日発売。
D-40
1988年3月1日発売。
D-88（8cmCDサイズ）
1988年4月21日発売。「ポケットディスクマン」。8cmCDサイズだがディスクセレクターによりディスクを本体よりはみ出させて12cmCDを再生可能。
D-30 / D-20 / D-T20
1988年9月21日発売。
「D-T20」は1989年発売で初のFM/AMチューナー付きモデル。CD部はD-20と同じである。
D-82（8cmCD専用）
1988年（昭和63年）10月21日発売。8センチCD専用とすることで十分に小型化したためか、他モデルは「ディスクマン」の中で「CDウォークマン」の愛称が付けられた。後に全般のブランド名となった「CDウォークマン」と時代が離れているため、俗に元祖などと言われる。
D-250
1989年（平成元年）1月21日発売。
D-90
1989年2月21日発売。
D-22
1989年9月発売。
D-Z555
1989年10月21日発売。グラフィックイコライザ搭載モデル。
D-810
D-350
1989年8月21日発売。初のリモコン付き。付属充電池（BP-5）初採用。
D-99
1990年発売。ソニー初の1 bit DAC搭載モデル。
D-11
1990年（平成2年）発売。
D-66 / D-T66
1990年6月21日発売。ディスクガードチャッキング機構を初採用。また、デュアルダンパー搭載。
「D-T66」はD-66のチューナー付きモデル。
D-303
1990年（平成2年）11月21日発売。角型光デジタル出力端子搭載。MDR-E472（4極ブラック）リモコン付きイヤホン採用。
D-202
1991年（平成3年）3月10日発売。アラカルトヘッドホン初採用。リモコン先のヘッドホンが交換可能になる。BP-DM1充電池付属。
D-101
1991年6月10日発売。D-202の廉価版。
D-33 / D-J50
1991年7月15日発売。
D-515
1992年（平成4年）5月21日発売。初の音飛びガードESP搭載モデル。また、初の液晶リモコン搭載モデルでもある。製品本体と箱には"Discman ESP"と表記されている。
D-211
1992年7月1日発売。
D-111
1992年9月1日発売。D-211の廉価版。
D-T115
1992年12月1日発売。初のAMステレオ対応。
D-311
ディスクマンで初めて液晶リモコンとDSPを搭載。
D-127
1993年（平成5年）3月1日発売。
D-223
1993年4月21日発売。
D-321 / D-421SP
1993年6月1日発売。3秒ESP、DSP、丸型光デジタル出力端子を搭載。
「D-421SP」は防水仕様。
D-121 / D-220
1993年発売。日本未発売。
D-120
1993年10月21日発売。
D-626
1993年11月21日発売。最初で最後となった「ワイヤレスディスクマン」。双方向液晶リモコン搭載。
D-330
D-335
1994年（平成6年）6月10日発売。6秒ESP、丸型光デジタル出力端子を搭載。
D-235
1994年6月21日発売。3秒ESPを搭載。以降、音飛び防止技術が進歩する。
D-134
D-135
1994年7月1日発売。
D-535G
1994年11月10日発売。CD+G対応。ワイヤレスカードリモコン付属。
D-777
1995年（平成7年）4月21日発売。ESP搭載。初めてガム型充電池NH-9WM（N）に対応した世界最薄（当時）モデル。ディスクマンのブランド名が使われているガム電池対応機は本機のみであった。RM-DM20L液晶リモコン付属。
D-140 / D-145
1995年5月10日発売。
D-80（8cmCD専用）
1995年8月21日発売。本体カラーは3色、3秒ESP、スケルトンリッド搭載。8cm専用機だがCDウォークマンの愛称は使われなかった。8cm専用機は本モデルが最終。
D-245
1995年9月1日発売。
D-345
1995年10月10日発売。
D-131
1995年11月1日発売。
D-340
1995年11月10日発売。
D-152 / D-153 / D-154 / D-155
1996年（平成8年）6月21日発売。
D-465 / D-365 / D-265
1996年12月1日発売。20秒（D-265/365は10秒）ESP、簡易型（曲番を出力しない）光デジタル出力端子（丸型）搭載。
D-465は従来のホールドスイッチに代え、本体天面の操作ボタン類を全て覆うホールドシャッターを搭載。液晶付リモコンヘッドホン付属（RM-DM24L、D-265のみ）、ELバックライト液晶付リモコンヘッドホン付属（RM-DM25L、D-365/465のみ）。充電式ニカド電池はBP-DM10（別売り）、ニッケル水素充電池BP-DM20付属（D-365/465のみ）。単三アルカリ乾電池で40時間連続再生対応。
D-140SP
1997年（平成9年）3月15日発売。
D-1000
唯一スピーカー（モノラル）内蔵。（ヘッドホン／ライン出力はステレオ）縦置きも可能。デジタル時計、アラーム／スヌーズ機能も備え、目覚まし時計としても使用できる。（アラーム音はCDと電子音を切替選択可能）愛称は「シンギング・ディスクマン」。
D-475 / D-375 / D-275
1997年5月発売。D-465 / D-365 / D-265の後継機種。前機種との変更点は「MD Link」への対応。
D-T405
1997年9月1日発売。AM/FM2バンドチューナーを本体に内蔵。D-375のチューナー搭載モデル。音楽プレーヤとしては最後の「ディスクマン」（データディスクマンにディスクマンの名は残った）
D-901NV
シリーズ唯一のCD-ROMポータブルナビゲーションシステム。

#### カーディスクマン
D-601K / D-600
1987年（昭和62年）6月発売。初代カーディスクマン。本モデルは充電池・乾電池駆動には対応していない（カー電源又はAC電源専用）為、商品名が「カーCDシステム」であり、そのロゴが本体に付されている。車載キット付属。「CAR」のロゴは車載用であることを強調する為、赤色となっている。以後、車載用モデルは型番が「K」で終わる。商品名は「CDコンパクトプレーヤー」である。（ディスクマンの愛称を使用しない）
「D-600」はD-601Kから車載キットを省略したデスクトップモデルでAC電源専用だが、別売の車載キット購入でD-601K同様に車内で使用できる。
D-800K
1989年（平成元年）発売。
D-808K
1991年（平成3年）10月1日発売。初の車載用「カーディスクマン」。デュアルダンパーを搭載し耐震性向上、車載キット標準添付、自照式ボタン採用。車載用モデルとしては初めて乾電池駆動に対応し、本モデルより車から外してポータブルCDプレーヤーとしても使用できるようになった。これを機に、以後の車載用モデルのブランド名が正式に「カーディスクマン」となり、本体にそのロゴが付された。（D-601K同様、「CAR」のロゴは車載用であることを強調する為、赤色となっている。これは最終機種D-848Kまで続いた。）
D-828K
1993年（平成5年）6月10日発売。ワイヤレスリモコン付き。
D-848K
1995年（平成7年）10月21日発売。カーディスクマンの最終機種。電動開閉式。10秒ESP、15種類の音響効果が楽しめるDSP、自照式ワイヤレス液晶リモコン搭載。付属の車載キットには従来より使われてきたカーマウントアームは無く、カーマウントベースをセンターコンソールのふたに固定する形式に変更された。電動フード、自照式ワイヤレス液晶リモコンが採用されたのもこれが理由であると考えられる。リモコンは車両に固定したホルダーより外すと自動的に液晶やボタンのバックライトが緑色に点灯する。

#### ビデオCDディスクマン
D-V500
1996年6月21日発売。ブランド名はない。
D-V8000
1998年5月21日にVideoCD Discmanとして発売。

#### その他
IVO-V10
INTELLIGENT Discmanの名称で発売された、CD-I対応のディスクマン。
PRD-150
初のCD-ROMディスクマン。
PRD-650
6倍速CD-ROMドライブ搭載CD-ROMディスクマン。
このほか電子ブックに対応した「データディスクマン」（DD-1やDD-S35）もある。

### CDウォークマン
カセットテープウォークマン同様、型番に「E」が付くモデルは再生専用、「F」が付くモデルはチューナー内蔵である。

#### CDDA再生モデル
D-E305
1997年（平成9年）5月10日発売。1 bitDAC、10秒ESP（大容量のバッファを搭載することにより、連続した振動で少々の時間全く読み取りができなくても音飛びさせない）を搭載するなど、系列としてはCDウォークマンのブランド名を持つモデル群につながっているが、本体と箱には"DiscmanESP"と記されている。
D-E500
1997年（平成9年）10月10日発売。単三アルカリ乾電池で45時間連続再生、このモデルからブランドが全面的に「CDウォークマン」に切り替わる。10秒ESP音飛びキャンセラー搭載、RM-DM27L液晶リモコン付属。
D-E800 / D-E700
1998年（平成10年）1月9日発売。連続音飛びキャンセラー搭載。D-E800のみ本体液晶にもバックライトを搭載。このモデルより、電池使用時でも光デジタル出力端子が使用可能になる。（電池使用時、光デジタル出力端子使用中はバックライトが点灯しない。）ELバックライト液晶リモコン（RM-DM28EL）付属。
D-E900
1998年発売。D-777のマイナーチェンジモデル。ブルーマイカ塗装を採用し、一台一台違った表情に仕上げる。NH-14WMガム型充電式電池2本使用。連続音飛びキャンセラー、Digital MEGA BASS搭載。本体同色液晶リモコン（RM-DM30L）付属。
D-5WD
1998年3月21日発売。widditシリーズ。防沫仕様。
D-E400
1998年5月10日発売。廉価モデル。
D-E808 / D-E707 / D-E505
1998年11月10日発売。高音質連続音飛びキャンセラーを搭載し、リモコンも光るeyeコマンダー（RM-DM32EL）を採用。同時にマイクロプラグも廃止された。
「D-E808」はアルミ製上蓋、本体に3D液晶搭載。販促「Walkman Gold Selection」キャンペーンで奥菜恵を起用。
「D-E707」はプラ製上蓋の塗装にグロスコートを採用。同一曲内の指定した部分を繰り返すにはLOOP（ループ）演奏。
「D-E505」はeyeコマンダー採用（RM-DM31L）。
D-E404
1999年（平成11年）発売。「D-E400」のマイナーチェンジモデル。
D-180WP
1999年ごろ発売。Whoopee（ウッピー）の名称を持つ。
D-7WD
1999年5月10日発売。widditシリーズ
D-E01
1999年（平成11年）7月1日発売。標準価格38,000円（税別）。CDウォークマン15周年記念モデルとして、フルマグネシウムボディにスロットイン機構を備える、G-PROTECTION初搭載。8cmCDアダプター（CSA-8）付属、付属充電池（NH-14WM）2本と付属の外付け乾電池ケースで単3アルカリ乾電池2本を併用すると業界最長の62時間連続再生を実現。業界初CD-TEXT対応リモコン（RM-CD01ELT）が付属。録音再生MDウォークマンへのCDテキスト（文字情報）コピーが可能なJoint-TEXTに初対応。64曲のプログラム機能搭載。
D-E525
1999年7月発売。eyeコマンダー採用。本体操作ボタンのデザインやヘッドホン、付属品が変更された。
D-E990 / D-E880
1999年10月21日発売。ウォークマン20周年記念モデル第2弾。
「D-E990」は発売当時世界最小最軽量サイズを、「D-E880」は発売本体単独での業界最長40時間連続再生を、それぞれ実現。eyeコマンダー（RM-CD12EL）は文字部分もブルーに浮かび上がるタイプになり、D-E880では本体液晶もブルーに浮かび上がる。ジョイント・テキスト機能が搭載。
D-E770
2000年（平成12年）発売。「D-E525」の後継、eyeコマンダー（RM-CD11L）採用。
D-E660
2000年発売。G-PROTECTION搭載。
D-F400
ワールドモデル。
D-F700
2000年6月10日発売。AM/FM2バンドチューナーをリモコン（RM-CDF7L）に内蔵。
D-E999 / D-E888
2000年10月10日発売。付属リモコンはRM-MC11ELに変更され、MDウォークマンと共通化された。G-PROTECTIONが2modeになり、音質を重視したstyle1と、音飛び防止を重視したstyle2から選択できる。
「D-E999」は上蓋にマグネシウムダイキャストを採用し、発売当時業界最小（幅127.2mm、高さ15.4mm、奥行135.6mm）、最軽量（155ｇ、本体のみ）、業界最長の80時間連続再生を実現。
D-E777 / D-E666
2001年（平成13年）発売。D-E770の後継。
以下のモデルより、型番に「J」が付くようになった。
D-FJ65
2001年発売。ワールドモデル。
D-EJ1000 / D-EJ955 / D-EJ855
2001年10月10日発売。アンチショックピックアップ、G-PROTECTION 2mode搭載。携帯電話感覚で充電できる充電スタンド付属（D-EJ1000/EJ955のみ）。業界初CD-R/RW再生対応、
「D-EJ1000」は世界最長の115連続時間再生を実現。「D-EJ955」「D-EJ855」は最長で92連続時間再生を実現。
D-EJ775 / D-EJ775 M7
2002年（平成14年）2月10日発売。ネット直販サイト「ソニースタイル」限定。
「D-EJ775 M7」はスパイダーマンモデル
D-EJ750 / D-EJ751 / D-EJ753 / D-EJ755
海外モデル。
D-EJ2000 / D-EJ985 / D-EJ885
D-EJ2000、D-EJ985は2002年10月10日、ガム型充電式電池1本駆動を実現。本モデルから付属のスティック・コントローラーがRM-MC30Lに一新された。
D-EJ885は同年11月10日発売。充電スタンド付属。
D-EJ785
2003年（平成15年）2月21日発売。本体に単3形乾電池を収納可能。
D-FJ787
2003年4月発売。AM/FM/TV3バンドチューナーをリモコン（RM-MC36LT）に内蔵。
D-EJ700
2003年11月10日発売。スタンダードモデル。付属しているスティック・コントローラー（RM-MC30L）はバックライトと文字表示には非対応だが、別売りのスティック・コントローラーでのバックライト機能には対応している。
D-EJ800
2004年（平成16年）6月10日発売。丸型光デジタル出力端子を搭載し、バックライト付スティック・コントローラー（RM-MC32EL）と充電スタンドおよびカナル型ヘッドホンを付属。付属充電池と単3形乾電池の併用で、約110時間の連続再生が可能。
D-EJ720
2005年（平成17年）2月発売。スタンダードモデル。デジタルサウンドエンハンサー搭載。
D-EJ002
2005年11月10日発売。ベーシックモデル。単3乾電池2本駆動。液晶は本体に搭載し、リモコンには非搭載。2014年まで販売された。
D-EJ011
海外モデル

#### ATRAC CD / MP3 CD対応モデル
型番に「C」が付くモデルはMP3 CD（MP3を記録したCD-R/RW）の再生に対応する。
D-CJ01
2002年（平成14年）2月発売。初のMP3再生対応機である。再生時間はMP3は約24時間、オーディオCDは約32時間。リモコンはRM-MC11ELが付属しており、CD-TEXT、ID3 v1.1に対応するが、日本語表示には対応していない。
型番に「N」が付くモデルはATRAC CD（ATRAC3、ATRAC3plusを記録したCD-R/RW）とMP3 CDの再生に対応する。
D-NE1 / D-NE9
2003年（平成15年）4月21日発売。CD一枚に高音質490曲收録、オリジナルCD作成ソフト（SonicStage Simple Burner Ver.1.0）付属。
リモコンはD-NE1には漢字かな対応のRM-MC35ELKが付属。Atrac3plusでは約150時間の再生に対応
リモコンはD-NE9にはRM-MC33ELが付属（バックライト付）。
D-NE10 / D-NE900 / D-NE800
2003年11月10日発売。オリジナルCD作成ソフト（SonicStage Simple Burner Ver.1.1）のものとインストール（SonicStage Ver.2.0）CD-ROMが付属。490曲の音楽ファイルを高音質のまま１枚のCD-R/RWに収録可能。なお、ATRAC3plusは転送ビットレート48/64kbpsに加え、新たに256kbpsにも対応。曲間をあけないようにする初対応（シームレス機能付、ATRAC CDのみ）。
「D-NE10」はパラメトリックイコライザの採用で細かい音の設定が可能。本体にアルミニウム＆マグネシウム素材を採用し、リモコンには漢字かな表示対応したRM-MC35ELKを付属。
「D-NE900」は本体に漢字表示対応液晶画面とジョグダイヤルを搭載しているが、リモコンには漢字表示非対応のRM-MC33ELが付属。
「D-NE800」は本体に英数カナ表示対応液晶画面と光沢塗装を採用し、ガム型充電式電池2本駆動で、NH-10WMを2本付属している。また、付属のスティック・コントローラーはバックライトに非対応のRM-MC33Lが付属しているが、別売りのスティック・コントローラー（RM-MC33ELなど）でのバックライト機能には対応している。
D-NE700
2004年（平成16年）発売。
D-NF600
2004年（平成16年）発売。海外モデル。
D-NE20 / D-NE920 / D-NE820
2004年11月10日発売。デジタルアンプを搭載し、付属のスティック・コントローラーが再び一新された。SonicStage Ver.2.1のインストールCD-ROMが付属する。丸型光デジタル出力端子はこれらのモデルで最後となる。
「D-NE20」はCDウォークマン20周年記念モデルで、発売当時世界最薄・最小・最軽量を実現。漢字かな表示対応のRM-MC55ELKが付属。
「D-NE920」は本体に5行漢字表示対応の白色バックライト付液晶画面を搭載。漢字かな表示対応のRM-MC55ELKが付属。
「D-NE820」はカジュアルモデルで、付属充電池はNH-14WMに変更され、ガム型充電式電池1本駆動を実現した。漢字かな表示非対応のRM-MC53ELが付属。デジタルアンプ搭載。
D-NE830 / D-NE730
2005年（平成17年）11月10日発売。デジタルアンプを搭載し、ATRAC CDとMP3 CD再生対応（iTunesで作成したMP3 CDの再生可能、ただしMP3形式のみ再生可能）。丸型光デジタル出力は搭載されていない。最後の液晶リモコン対応モデルで、2010年（平成22年）2月頃まで生産された。海外向けにはインストール（SonicStage Ver.3.3）CD-ROMが付属する。
「D-NE830」は漢字表示対応スティック・コントローラー（RM-MC55ELK）付属。付属充電池はNH-14WM。
「D-NE730」はカナ表示対応スティック・コントローラー（RM-MC53EL）付属。デジタルアンプ搭載。付属充電池は初期はNH-10WMであったが、中期以降はNH-14WMに変更された。
D-NE720
2005年発売。海外モデル。
D-NE241
2010年（平成22年）11月21日発売。MP3が聞ける多機能モデル（ATRAC CD非対応）。リモコンは丸型である。液晶は本体のみ、リモコンに非搭載。
2006年（平成18年）12月に発売された「D-NE241（JE）」という海外モデルの国内版である。2014年（平成26年）まで販売された。

## ビデオ
1988年（昭和63年）に初代機「GV-8」が発売。

## DAT

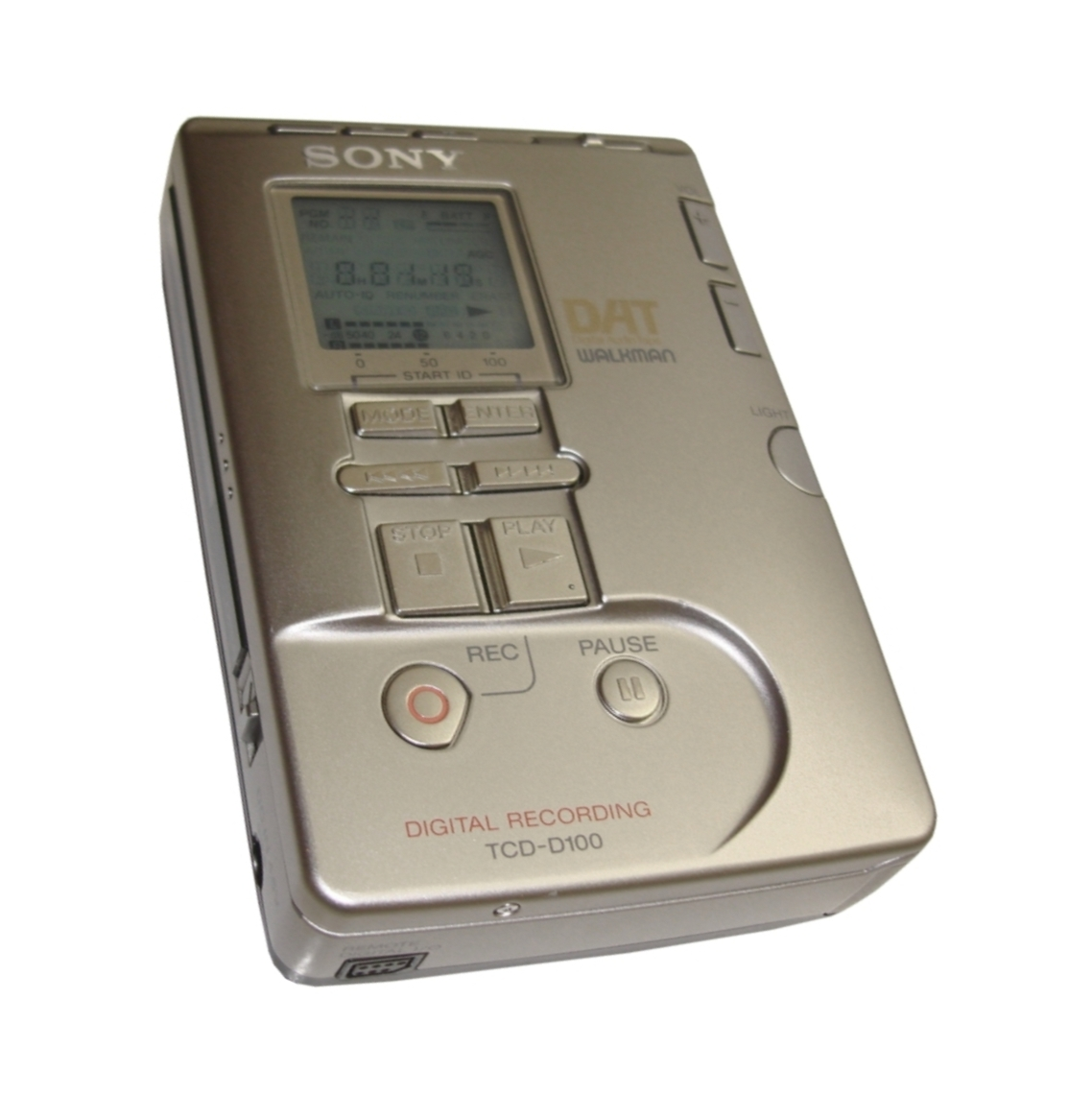
TCD-D100

1990年11月に初代発売。2005年のTCD-D100生産出荷終了でブランド展開を終了する。なお、いずれのモデルも180分テープには対応していない。
TCD-D3（初代DATウォークマン）
標準価格98,000円（税別）。
WMD-DT1
ノントラッキング技術を採用して劇的な小型化を実現した再生専用機（いわゆるDATプレーヤー）。同時期に発売されたMDウォークマンより小さかった。
TCD-D7
1993年3月発売。標準価格69,800円（税別）。
TCD-D8
1996年2月発売。標準価格77,000円（税別）。実質的には上記のTCD-D7のマイナーチェンジモデル。
TCD-D100
1997年7月発売のDAT10周年記念モデル。標準価格95,000円（税別）。専用ニッケル水素充電池2本（NH-D100）付属。液晶付リモコンヘッドホン（RM-ED100）付属、POC-DA12SPデジタル接続ケーブル対応（別売り）。ウォークマンロゴのないセミプロモデルPCM-M1という兄弟機が存在する、標準価格108,000円（税別）。

## MD

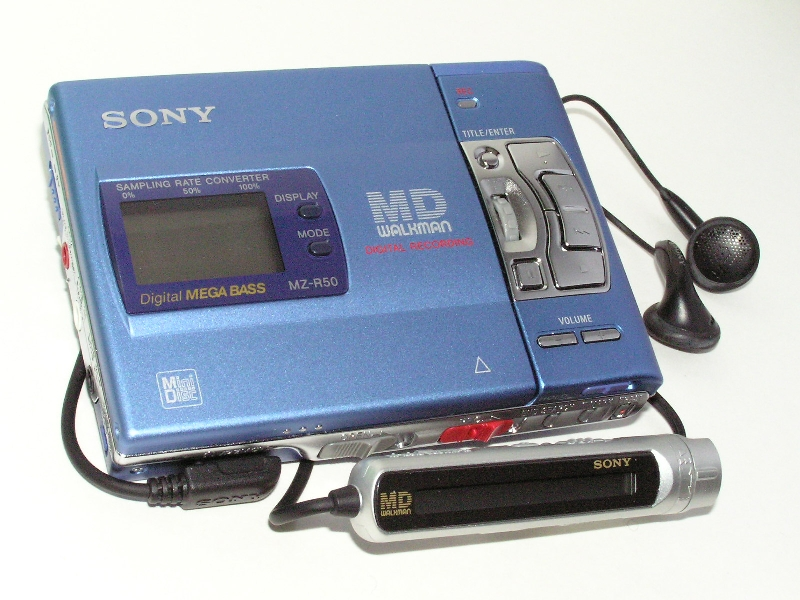
MZ-R50

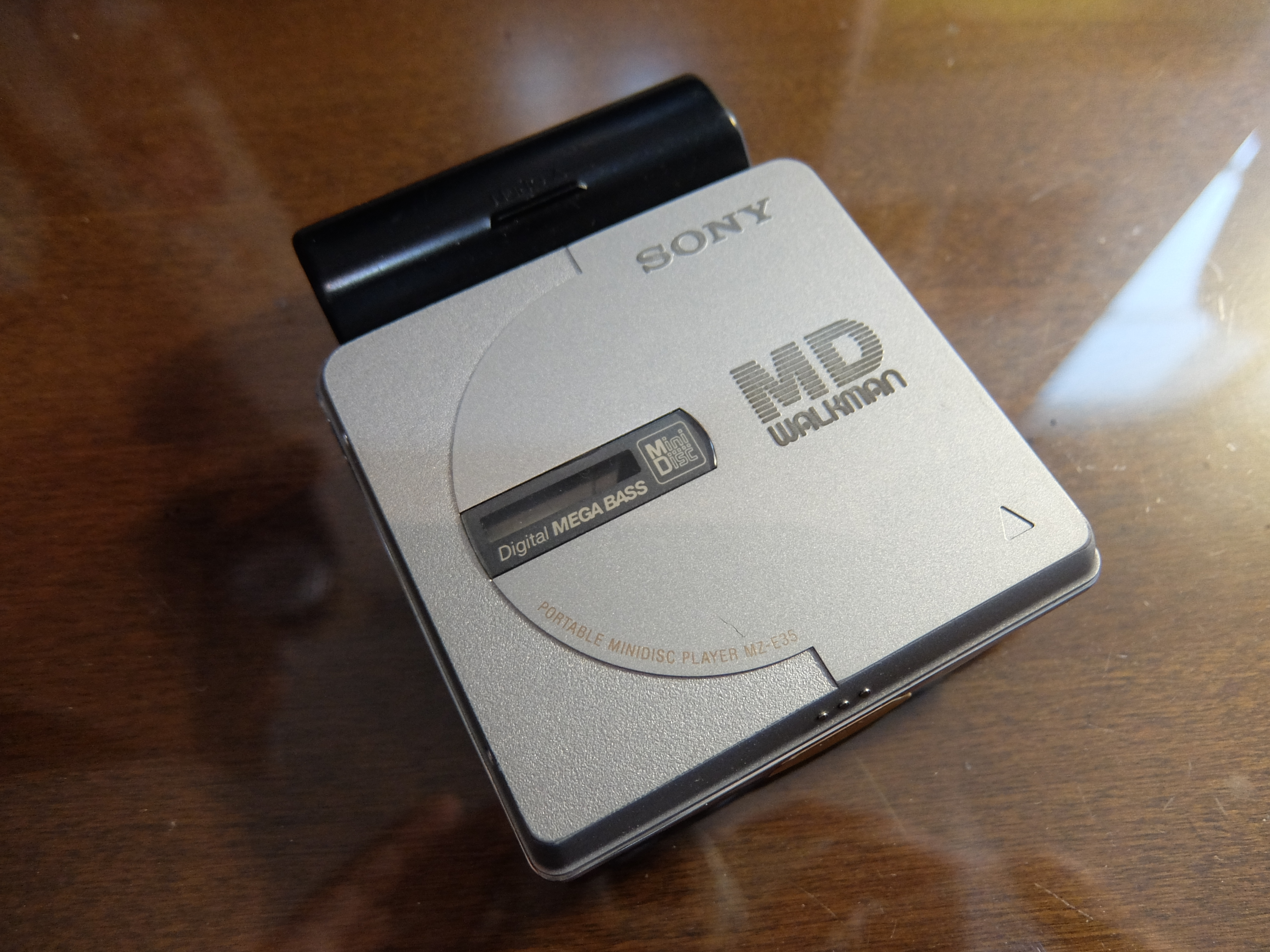
MZ-E35

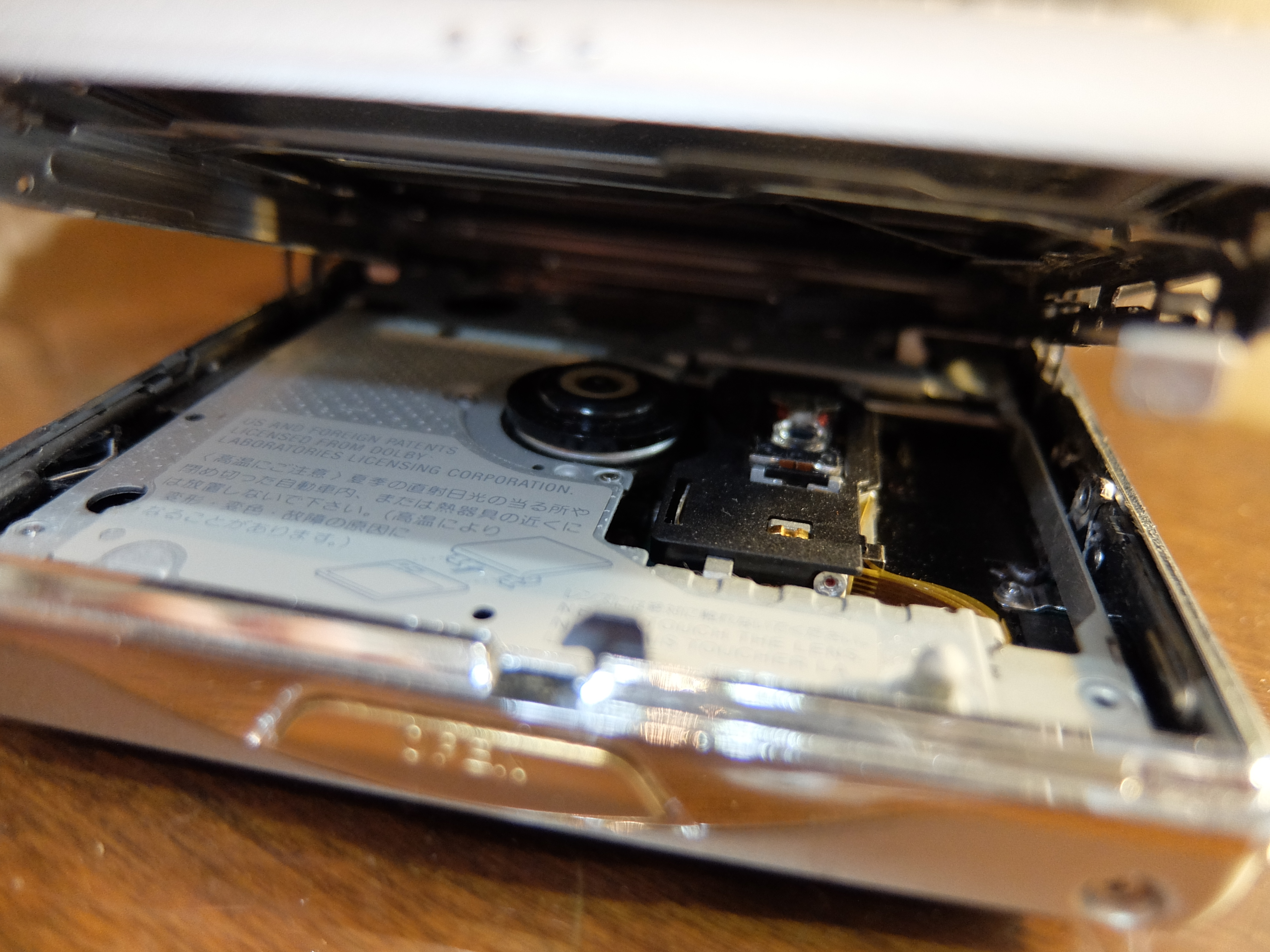
MZ-E35 内部の様子

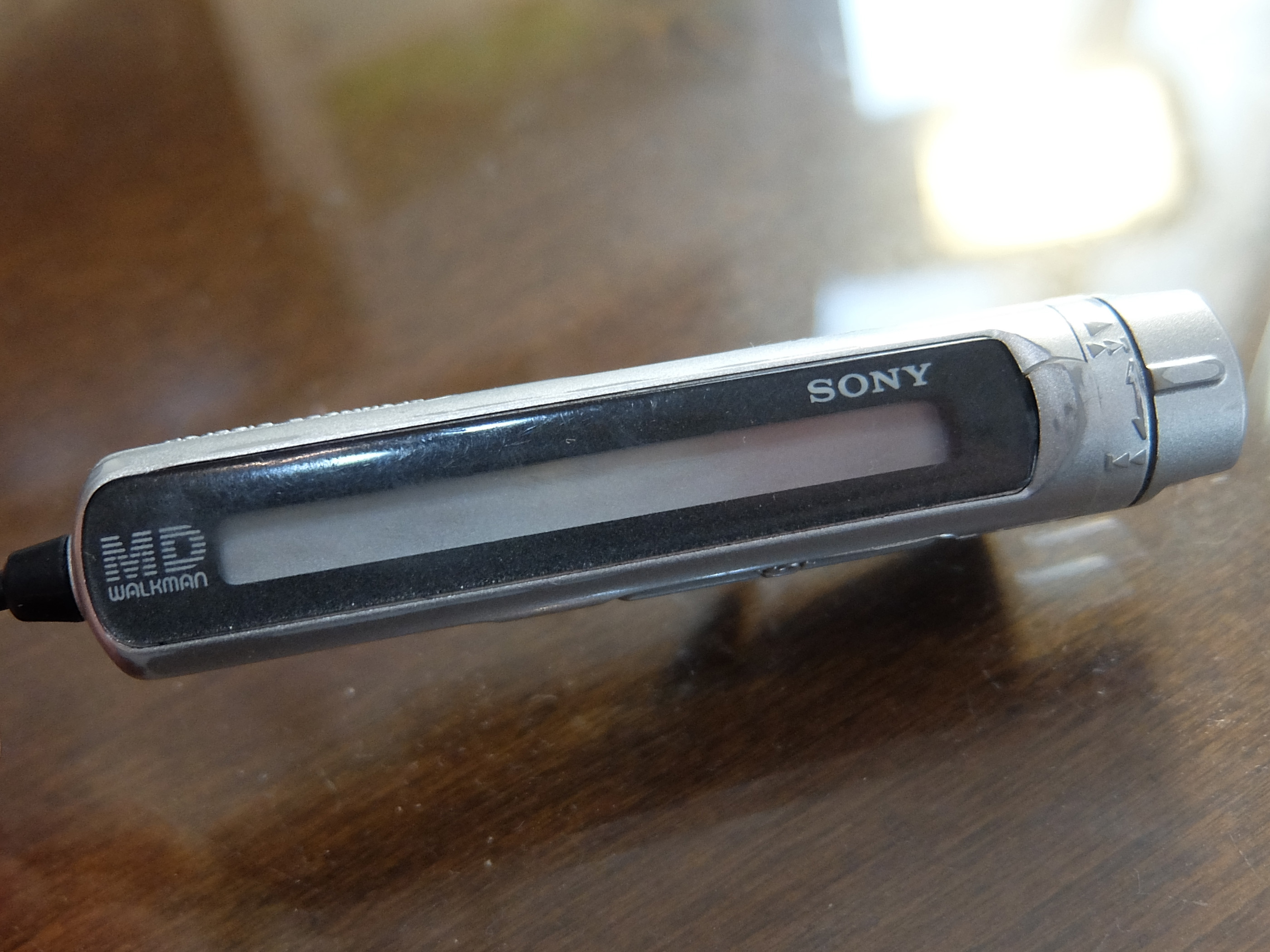
MZ-E35 リモコン

1992年から展開。2000年後半からはMDLPに対応し、2004年からはHi-MD対応モデルも登場。1990年代後半から2000年代前半にかけて主力製品であったが、2011年のMZ-RH1生産出荷終了でブランド展開を終了する。

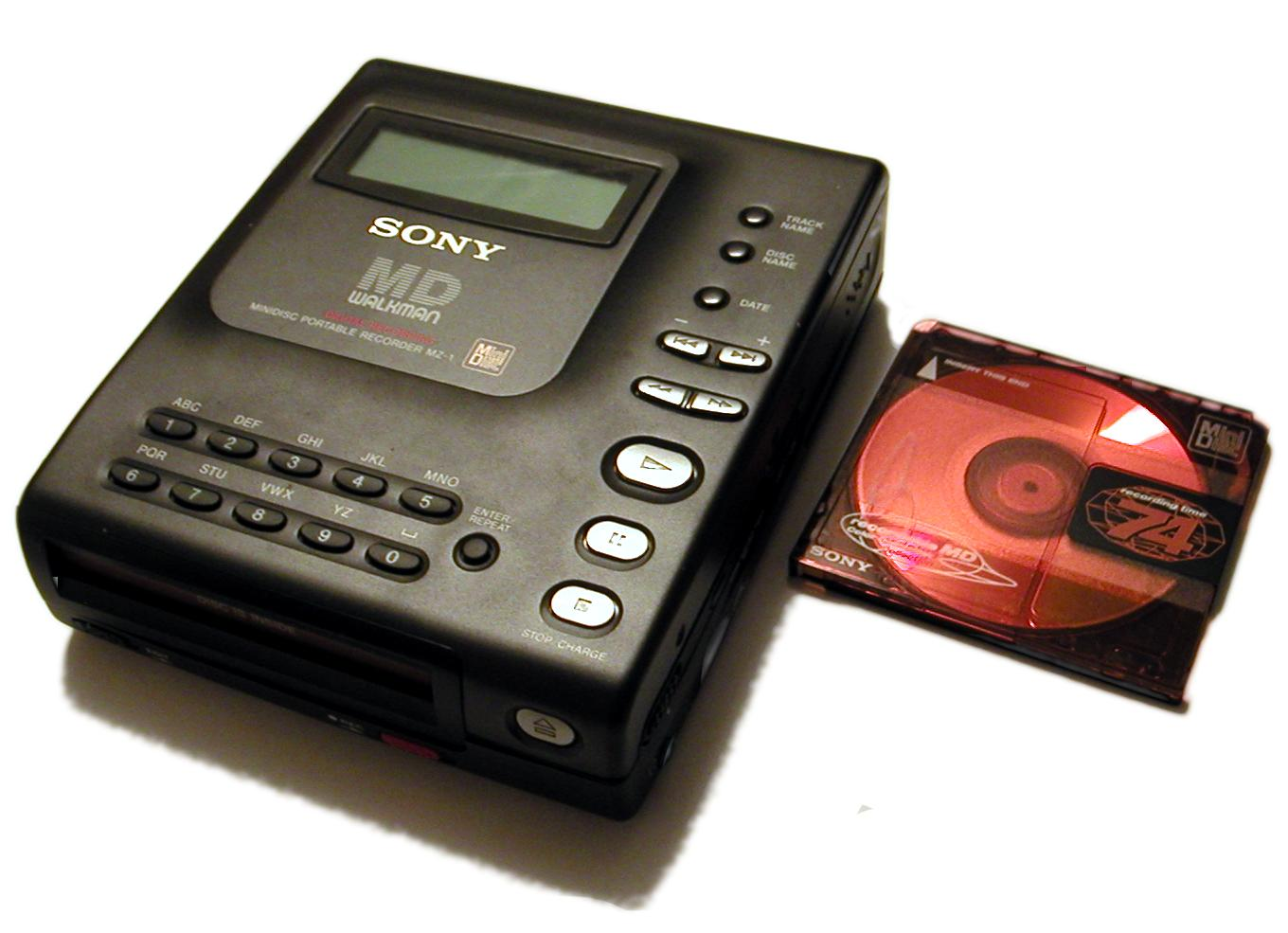
MZ-1

MZ-1 / MZ-2P

1992年11月1日発売の初代モデル。ローディングメカニズムはスロットイン式を採用。文字入力・表示は英数字のみ対応。バッテリーはニッケル・カドミウム蓄電池を付属。
「MZ-1」は録音再生モデルで「MZ-2P」は再生専用モデル
上記の初期モデルを除くと、カセットテープウォークマンやCDウォークマンと同様に、型番に「R」が付くモデルは録音対応、「E」が付くモデルは再生専用、「F」が付くモデルはチューナー内蔵である。「B」が付くモデルはマイク・スピーカーを内蔵する（ウォークマンブランドではないが便宜上記載する。）。また末尾に「ST」が付くモデルはMDステーションモデルである。
MZ-R2 / MZ-E2
1993年12月1日発売。共に初代機より小型化が図られた。
「MZ-R2」は編集機能が簡略化されたが、最大録音再生時間74分（MDW-74使用時、モノラル録音できない）、リチウムイオン充電池を初採用（LIP-12、別売り）、充電器（ACP-MZ60A、別売り）。
「MZ-E2」はカセットウォークマンのように丸型の液晶付きリモコン（RM-MZE2MP）が付属し、それで操作するようになった。LIP-10リチウムイオン充電池を初採用。
MZ-E3
1995年3月25日発売。MZ-R2のリチウムイオン充電池（LIP-12、別売り）、ディスクマンと同じニッケル水素充電池（BP-DM20）に変更し、乾電池2本駆動も可能、本体サイズがやや横広になった。本体右上に液晶搭載。
MZ-R3
1995年5月31日発売。ジョグダイヤルを採用しMZ-1並みの編集機能が復活。ニッケル水素充電池（BP-DM20）を初採用。付属リモコン（RM-MZR2MP）を搭載。
MZ-B3
1995年8月21日発売の初代ビジネス向けモデル。重要トラックマーク機能搭載。文字入力・曲番入れ替え不対応。入力端子はマイク入力のみ。
MZ-R4ST
1996年7月21日発売。初のMDステーションモデル。主要機能をMDステーションに集約し、発売当時業界最小最軽量を実現。液晶付きリモコンが搭載された。MDウォークマン側の入力端子はマイク入力のみ。付属リチウムイオン充電池（LIP-12）を本体部とステーション部の両方で充電可能。ニッケル水素充電池BP-DM20（別売り）、充電器搭載（BC-DM20、別売り）。
MZ-R30 / MZ-E50 / MZ-E50L
1996年10月21日発売。
「MZ-R30」は新型ジョグダイヤルを搭載し、操作性が向上した。カタカナ入力も可能。標準価格48,000円（税別）、付属充電池と単三アルカリ乾電池2本併用で連続再生15時間。
「MZ-E50」および「MZ-E50L」はソニー創業50周年記念モデルで、標準価格48,000円（税別）。本体キャビネット全面とトラバースメカにマグネシウム合金を採用し、発売当時世界最小サイズ、世界最軽量の76 g、世界最薄の厚さ13.5 mmを実現。省電力技術により、ガム型充電式電池1本での駆動が可能になった。RM-MZE50MP（RM-MZE50SP、MZ-E50Lのみ）リモコンはマイナーチェンジが行われ、カナ表示に対応。MDR-A34ステレオヘッドフォン、クラウディオ・アバド"交響曲第9番「合唱」"MDアルバムが付属（MZ-E50Lのみ）。
MZ-E30
1996年11月21日発売。標準価格38,000円（税別）。初の投影MDジャケットサイズを実現し、本体塗装に見る角度によって色彩が微妙に変化するスパークリングカラーを採用。省電力技術により、ガム型充電式電池1本での駆動が可能になった。
MZ-F40
1997年3月10日発売。MDウォークマン唯一のラジオ搭載機。ラジオはFM・AM・TVの3バンドで、ワールドチューナー機能も搭載。
MZ-EP10 / MZ-EP11 / MZ-EPS11
1997年7月5日発売。ヘッドローディング・メカを搭載し、ディスクチェンジのアクションを簡略化した。また初のガム型充電式電池・単三乾電池のコンパチブル機である。他の機能はMZ-E50およびMZ-E30に準ずる。MDウォークマンへのマイクロプラグ式リモコンの付属は本モデルが最後となった。
MZ-EP10とMZ-EP11はデザイン、MZ-EP11とMZ-EPS11は本体カラーの違いである。MZ-EPS11は限定モデルとして発売。
MZ-R50 / MZ-E35 / MZ-E25

1997年10月10日発売。新開発のスティック・コントローラーを搭載。同時にマイクロプラグが廃止され、ステレオミニプラグに変更された。この機種から内部的に漢字かな表示に対応し、別売りのラベルプリンターで漢字かなエリアのタイトル表示・印刷が可能となる。
「MZ-E35」は本体上面にマグネシウムダイキャストを採用し、40秒音飛びガードシステムも初搭載。
「MZ-E25」はガム型充電式電池・単三乾電池のコンパチブル機でありながら、MZ-EP10/MZ-EP11/MZ-EPS11より若干小型化され、電池持続時間も若干伸びている。
MZ-R5ST
1997年11月10日発売。ワイドビットストリームを搭載。リモコンもスティック・コントローラーを付属。MDステーション側にもカードリモコンを付属。MDウォークマンをMDステーションに装着したままMDの取出しが可能となった。唯一タイマー録音・再生に対応。（タイマー別売）リチウムイオン充電池（LIP-8）を付属。
MZ-E44 / MZ-E45
1998年7月10日発売。ハンドストラップを付属したカジュアルモデルで、バックライト付スティック・コントローラー（RM-MZE44）を初搭載。
MZ-E44とMZ-E45はデザインおよびカラーに違いがある。
MZ-R55 / MZ-E55 / MZ-E33
1998年10月10日発売。発売当時業界最小最軽量。録音再生初のガム型充電式電池モデルで、初めてNH-14WMが付属する。このモデルから録音中でも文字入力操作が行えるようになった。9文字表示バックライト付スティック・コントローラー（RM-MZR55）を搭載。録音再生モデルのACアダプター（AC-MZR55）の動作電圧が本モデルから3Vに変更された。販促「Walkman Gold Selection」キャンペーンで奥菜恵を起用。
「MZ-E55」は本体キャビネット全面にマグネシウム合金を採用し、発売当時世界最小サイズを実現。また本体カラーに合わせたバックライト付スティック・コントローラー（RM-MZE55）が付属。
「MZ-E33」はガム型充電式電池・単三乾電池のコンパチブル機としては最後のモデルで、単三乾電池型充電式電池を付属した。
MZ-E70
1999年3月10日発売。ポップな本体カラーを採用し、ゴールドのバックライト対応スティック・コントローラーが付属する。また付属充電式電池がNH-14WMに変更された。機能はMZ-E55に準ずる。
MZ-E80
1999年6月10日発売のウォークマン20周年記念モデルで、発売当時業界最長の42時間連続再生（付属ガム型充電式電池と単3アルカリ乾電池併用時）を実現し、リモコンがスマート・スティック・コントローラーに変更され、同時にこれ以降の機種は付属リモコンが9文字表示に対応する（漢字かな表示対応スティック・コントローラー付属モデルを除く）。ハンドストラップを付属したカジュアルモデルである。
MZ-E75
1999年9月10日に発売され、デュアルヘッドホンジャックを搭載し、本体にスパークリングカラーが復刻された（グリーンのみ）。デジタル・サウンド・プリセット機能も初採用された。
ワンタッチオープン初搭載。クリアを採用したスマート・スティック・コントローラーが付属。
MZ-R90 / MZ-E90
1999年10月10日発売。強度に優れるプレスフォージング製法による高剛性マグネシウムボディを上キャビネットに採用し、発売当時世界最小最軽量を実現。
「MZ-E90」は強度に優れる新製法の高剛性マグネシウムボディを採用し、発売当時の世界最小サイズ（幅78.4 mm、厚さ13.5 mm、奥行71.5 mm）、及び世界最長再生（56時間）を実現。
MZ-R91
1999年10月21日発売。本体外装はアルミで、3色のカラーバリエーションが存在した。録音対応スマート・スティック・コントローラーを付属。
MZ-R90とMZ-R91は録音再生機として、発売当時世界最長の再生約29時間・録音約14.5時間（付属ガム型充電式電池と単三アルカリ乾電池の併用時）を実現。新たにネーム・バンク機能とジョイント・テキスト機能が搭載された。本モデル以降ラインアウトがヘッドホンジャックと兼用になる。
MZ-E95
1999年11月10日発売。リチウムイオン・ポリマー二次電池を搭載し、充電式電池単独時、アルカリ乾電池併用共に発売当時世界最長時間再生を実現。MDウォークマンとして初めて充電スタンドが付属する。
MZ-E7W
2000年1月21日発売。腕時計型のワイヤレスリモコンが付属し、ワイヤレス操作が可能になった。
MZ-E77
2000年3月10日発売。「MZ-E75」の後継モデルで、ポップなカラーバリエーションとMDが見える窓を採用。クールなクリアを採用したスマート・スティック・コントローラーが付属。
MZ-E800
2000年6月10日発売。新ウォークマンロゴを初採用。シームレスボディを採用し、ヘッドローディング・メカが復刻された。また、ガム型充電式電池タイプのMDウォークマンとして初めて充電スタンドが付属し、本体に曲番・音量を表示する液晶を搭載。
MZ-B50
2000年10月21日発売。

### MDLP対応
MDLP（長時間録音）に対応したモデル。
MZ-R900 / MZ-E900
2000年9月10日発売。録音再生機初のMDLP対応機で、発売当時世界最長の再生約66時間・録音約30時間（LP4モード、付属ガム型充電式電池と単三アルカリ乾電池の併用時）を実現。パーソナルディスクメモリー、メロディタイマー機能搭載。スティック・コントローラーが一新された。
「MZ-E900」は発売当時世界最小（幅77.7 mm、厚さ12.7 mm、奥行71.0 mm）世界最軽量（58g、本体のみ）発売当時世界最長の100時間連続再生(LP4モード、付属ガム型充電式電池と単3アルカリ乾電池併用時)を実現。
MZ-E700
「MZ-E900」と同様発売当時世界最長の100時間連続再生（LP4モード、付属ガム型充電式電池と単3アルカリ乾電池併用時）を実現。
MZ-E500
2000年11月21日発売。充電式電池がNC-6WMとなり、リモコンもバックライト非搭載である。
MZ-E600
2001年2月10日発売。充電式電池がNC-6WMとなり、リモコンもバックライト非搭載である。携帯着信アラーム機能（PDC方式のみ対応）を搭載。
MZ-E501
2001年6月10日発売。MDに録音済みの曲をグループに分けて管理ができる「グループ機能」を初搭載。また本モデル以後充電スタンドが標準で付属。
MZ-R909
2001年8月21日発売。
MZ-E909
2001年9月10日発売。発売当時世界最軽量（49 g、本体のみ）・最長再生145時間（LP4モード、付属ガム型充電式電池と単三アルカリ乾電池の併用時）を実現。漢字かな表示対応スティック・コントローラーを付属（他の機種ではオプションで対応）。G-PROTECTIONとATRAC DSP TYPE-Rを初搭載。
本機種以降、付属または別売の漢字表示対応リモコンを使用した際、文字表示を「漢字カナ交互」（セクタ1とセクタ4双方に文字データがある際はセクタ1とセクタ4の文字データを交互に表示）と「漢字優先」（セクタ1とセクタ4双方に文字データがある際はセクタ4の文字データのみ表示）の2モードから選択できる。
MZ-E707
2001年10月10日発売。最大再生時間は120時間（LP4モード、付属ガム型充電式電池と単三アルカリ乾電池の併用時）である。
MZ-B100
2001年10月21日発売。録音ボタンを押し込み式とし、テレコの代用品として高齢者でも気軽に使えるよう配慮。ステレオマイクを搭載。
MZ-E606W
2001年11月10日発売。ワイヤレスコントローラー付属。
MZ-E505
2002年3月1日発売。最大再生時間は120時間（LP4モード、付属ガム型充電式電池と単三アルカリ乾電池の併用時）である。
MZ-R910
2002年6月21日発売。演算処理性能を2倍に高めたATRAC DSP TYPE-R、G-PROTECTIONを初搭載。3行表示液晶を採用、MDグループ機能の編集に初対応。充電スタンド付属。
機能は「MZ-R909」とほぼ同じであるが、バッテリー持続時間が伸びている。
MZ-E10 / MZ-E710
2002年11月10日発売。
「MZ-E10」はMD10周年記念モデル。メカや基盤、ピックアップの専用設計により、発売当時世界最薄（9.9 mm）、最軽量（55 g、内蔵リチウムイオン二次電池込み）を実現。デジタルアンプとバーチャルホンテクノロジー・アコースティックエンジンを初搭載し、6バンドイコライザ搭載（6帯域それぞれ-10 dBから10 dBの範囲で7段階可変のイコライザを搭載。あらかじめプリセットされた「ヘビー、ポップス、ジャズ、ユニーク」の4モードに、好みに設定できる2つのカスタムモードの計6モードがある。漢字かな表示対応スティック・コントローラー（RM-MC35ELKU）が一新された。なお付属のスティック・コントローラーは本機専用で、別のモデルに接続することができない（別売りのスティック・コントローラーにも接続することができない）。BCA-MZE10充電スタンド付属。
「MZ-E710」はデジタルアンプとバーチャルホンテクノロジー・アコースティックエンジンを搭載。
MZ-E610 / MZ-E510 / MZ-B10
2003年2月10日発売。
「MZ-E610」は女性を想定したピンク（ストライプ）とホワイト（水玉）の2デザインを採用し、手提げ型ポーチと耳かけ式ヘッドホンが付属する。
「MZ-B10」は語学学習に便利なデジタル・ピッチ・コントロールを搭載。録音ボタンは「MZ-B100」と同様に押し込み式。
MZ-E810SP
2003年2月21日発売。充電スタンドをスピーカーとしても使えるモデルで、バーチャルホンテクノロジー・アコースティックエンジンを搭載。またワールドボルテージ対応（100 - 240V）ACアダプターが付属。なおこのモデル以降、廉価モデルの付属充電池がNH-10WMに変更された。またカナ表示対応スティック・コントローラーも漢字かな表示対応スティック・コントローラーと同様のデザインに一新された。また操作方法も変更されたため、一部のMDウォークマン用周辺機器が非対応となっている。
MZ-E720 / MZ-E620
2003年10月10日発売。
「MZ-E720」は従来のデジタルアンプよりも高音質・低ノイズのHDデジタルアンプを初搭載。
「MZ-E620」はカナル型ヘッドホンを付属。
MZ-E520
2004年2月10日発売。付属リモコンがホワイトである。
MZ-E730 / MZ-E630
2004年10月10日発売。NetMDおよびHi-MD非対応の再生専用機としては最終モデルで、両機種ともにデジタルアンプ（MZ-E730のみHDデジタルアンプ）＆DSP TYPE-Sを搭載。
MZ-E630は「6 colors」のキャッチコピーがつけられたカジュアルモデルで、カナル型ヘッドホンを付属。

### NetMD対応

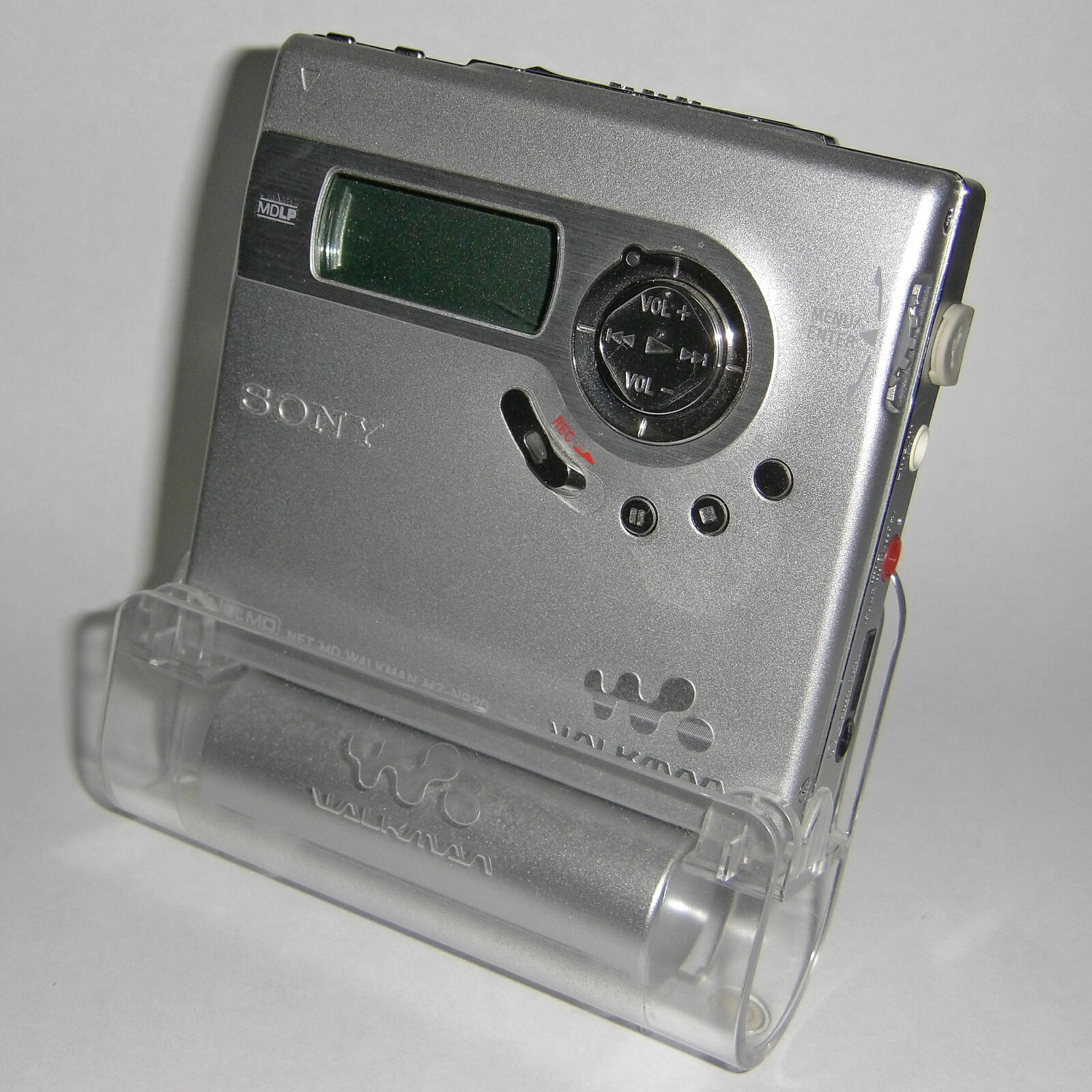
MZ-N920

NetMDに対応したモデルで、型番に「N」が付く。型番の「E」はこれまでの機種と同じ意味である。
MZ-N1
2001年12月10日に発売された、初のNetMD対応モデル。レコーディングモデルとして発売当時世界最長の110連続時間再生を実現。また充電スタンドはUSBクレードル（BCA-WM20U）も兼ねている（充電にはACアダプターが必要）。演算処理性能を2倍に高めたATRAC DSP TYPE-R、G-PROTECTIONを搭載し、漢字かな表示対応スティック・コントローラー（RM-MC12ELK）が付属。OpenMG Jukebox Ver.2.2のインストールCD-ROMが付属する。
MZ-N10
2002年11月10日に発売された、MD10周年記念モデル。端子部を基盤に埋め込む「ミッドマウント機構」を採用し、録音再生機として発売当時世界最薄（最薄部12.9mm）、最軽量（84g、内蔵リチウムイオン二次電池込み）を実現。LPモードでの演算処理性能を高めたATRAC DSP TYPE-Sを搭載し、バーチャルホンテクノロジー・アコースティックエンジンを採用。6バンドイコライザ搭載（6帯域それぞれ-10 dBから10 dBの範囲で7段階可変のイコライザを搭載。あらかじめプリセットされた「ヘビー、ポップス、ジャズ、ユニーク」の4モードに、好みに設定できる2つのカスタムモードの計6モードがある。）。最大転送速度が約64倍速に高速化。付属の漢字かな表示対応スティック・コントローラー（RM-MC35ELK）が一新された。USBクレードル兼用の充電スタンドを付属（BCA-WM21U）。このモデルからSonicStage Ver.1.5のインストールCD-ROMが付属する。
MZ-N910
2003年3月10日発売。MZ-R910の後継で、付属の充電スタンドがクレードルタイプでなくなり、代わりにmini-USB端子が本体に搭載された。
MZ-NE810
2003年6月10日発売。mini-USB端子は本体に搭載されている。デジタルアンプとATRAC DSP TYPE-Sを両搭載。録音にはPCからアプリの使用が必須。よってアナログ録音は出来ない。インストールCD-ROM（SonicStage Ver.1.5/Net MD Simple Burner）が付属。
MZ-N920

2004年2月10日発売。デジタルアンプを搭載。ノーマルMDタイプとしては最後のレコーディングモデルである。本機は、日本製NetMDウォークマンのものとマレーシア製できるものと2種類ある。インストールCD-ROM（SonicStage Ver.2.0/MD Simple Burner Ver.2.0）が付属。

### Hi-MD対応

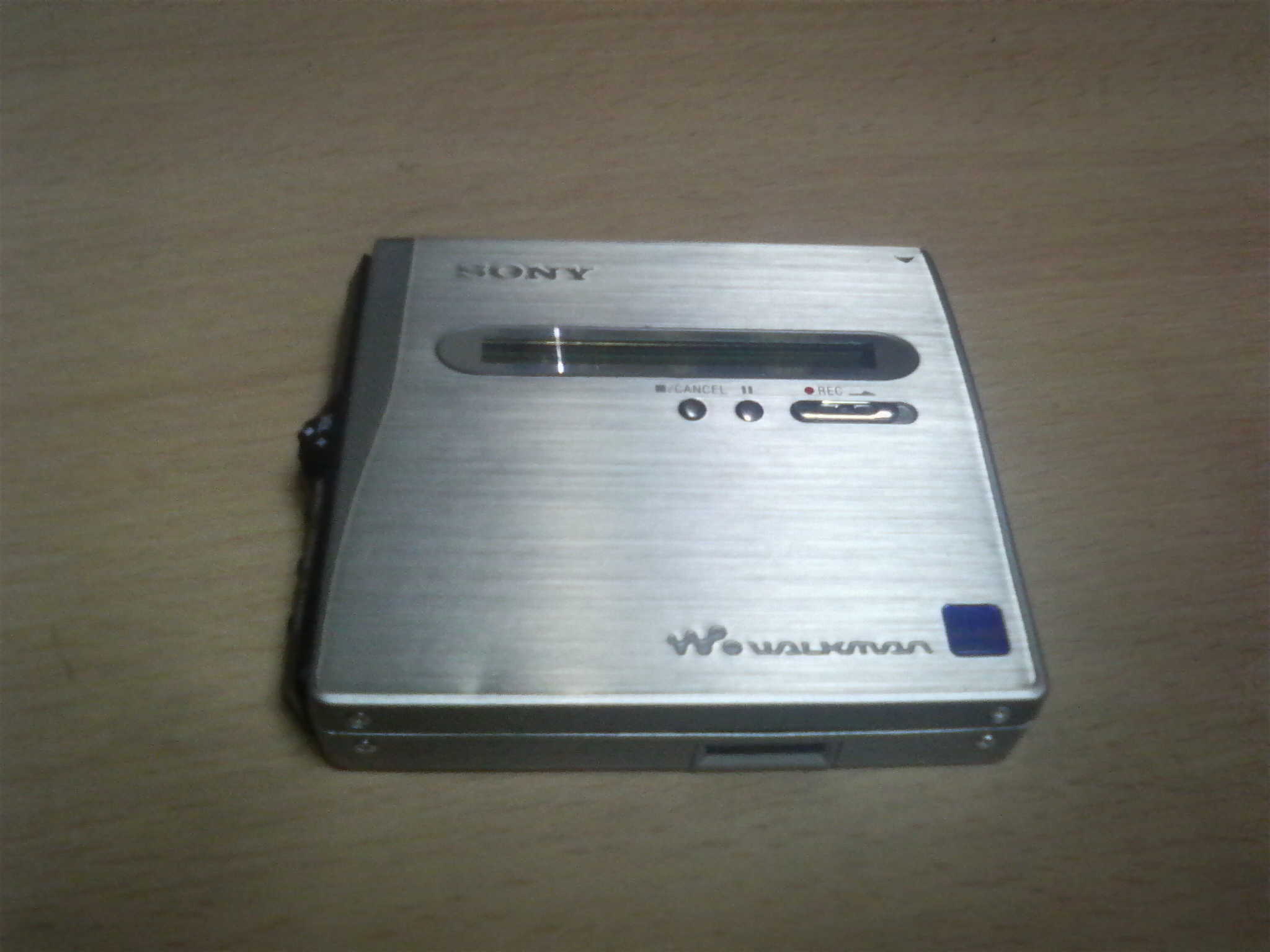
MZ-NH1

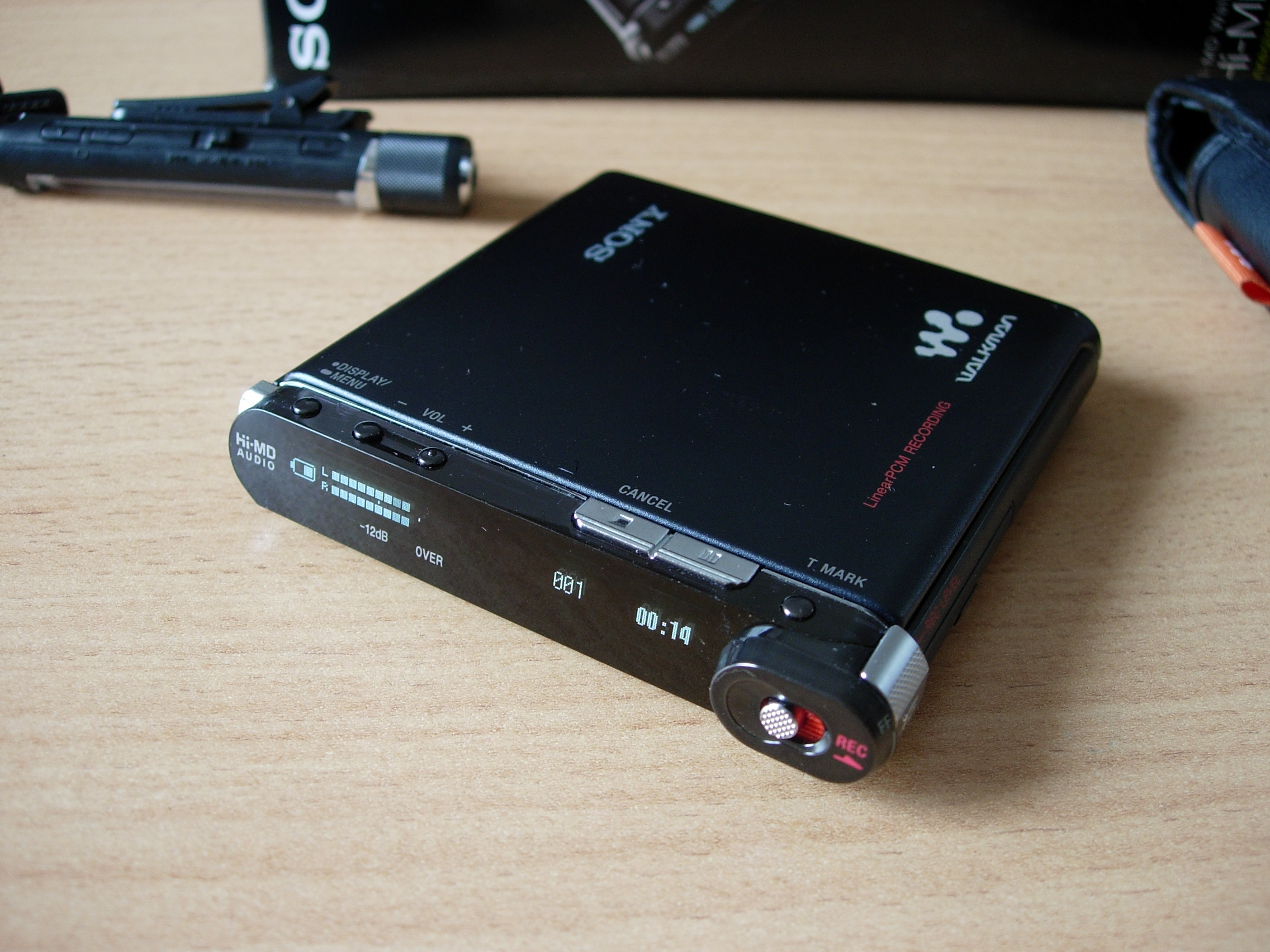
MZ-RH1

Hi-MDに対応したモデルで、型番に「H」が付く。型番の「E」はこれまでの機種と同じ意味である。
MZ-NH1 / MZ-NH3D / MZ-EH1

2004年7月10日発売。
「MZ-NH1」はフルマグネシウムボディ、3行漢字表示対応ジョグリモコン（RM-MC40ELK）を採用。従来のMD方式で本体録音が可能。交換可能なリチウムイオン二次電池（LIP-4WM）を付属、充電スタンドを付属（BCA-MZNH1）。リニアPCM録音初対応（Hi-MDモード使用時）。インストールCD-ROM（SonicStage Ver.2.1/MD Simple Burner Ver.2.0）が付属、最大45時間パソコン転送可能 。
「MZ-NH3D」はUSBからの記録に特化したモデル。交換可能なリチウムイオン二次電池を付属。
「MZ-EH1」は漢字表示対応3行ジョグダイヤルリモコン（RM-MC40ELK）を付属、交換可能なリチウムイオン二次電池（LIP-4WM）を付属。25.5時間連続再生対応、充電スタンド（BCA-MZEH1）を付属。
MZ-DH10P / MZ-RH10 / MZ-EH930
2005年3月10日発売。
「MZ-DH10P」はHi-MD Photo対応。130万画素CMOSセンサーと1.5型TFT液晶を搭載し、ウォークマンで初めてジャケット表示と画像撮影に対応した。録音はNetMD専用である。付属リモコンがスティック・コントローラーに変更された。交換可能なリチウムイオン二次電池を付属。
「MZ-RH10」は本体に有機ELディスプレイ搭載し、MP3形式にも対応。インストールCD-ROM（SonicStage Ver.3.0/MD Simple Burner Ver.2.0）が付属。バックライト液晶リモコン（RM-MC35ELK）対応。北米向けにはほぼ同様の機種が「MZ-M100」発売、付属リモコンがスティック・コントローラー（RM-MC60）に変更された。小型ステレオマイク（ECM-DS70P）付属。
「MZ-EH930」は付属充電池がNH-14WMに変更され、付属リモコンがスティック・コントローラーに変更された。
MZ-EH70 / MZ-EH50
2005年11月10日発売。再生専用としては最終モデル。付属リモコンがカナ表示タイプに変更された。EH70のみ高性能コンデンサー採用HDデジタルアンプを搭載。
MZ-RH1

2006年4月21日発売。大容量カップリングコンデンサ、ダイナミックノーマライザ初搭載。デジタル録音したMDからPCへのデジタルコピーを初めて実現。USB 2.0 High-Speed対応。有機ELディスプレイを本体側面に搭載し、再生専用機種並みの薄さを実現している。交換可能なリチウムイオン二次電池を付属。本体カラーは銀色だが、ソニースタイル限定で黒色もあった。MDウォークマンの最終モデルで、スティック・コントローラー（RM-MC35ELK）対応。2011年8月頃に生産完了した。
北米向けにはほぼ同様の機種が「MZ-M200」の型番で、業務用の販路で販売されていた。小型ステレオマイク付属。本体のカラーはMZ-RH1のソニースタイル限定品と同じ黒色だった。バックライト液晶リモコン（RM-MC38EL）対応。インストールCD-ROM（SonicStage Ver.3.4/MD Simple Burner Ver.2.0/Hi-MD Music Transfer Ver.1.0 For Macintosh）が付属。

## DVD
PBD-D50
1998年7月10日にDVD-ROMディスクマンとして発売。
PBD-V30
1998年9月10日にDVDディスクマンとして発売。
D-VM1
2001年11月21日にDVDウォークマンとして発売。
D-VE7000S
2006年6月1日発売。
D-VE7000Sの生産終了をもってブランド展開終了。

## メモリースティック

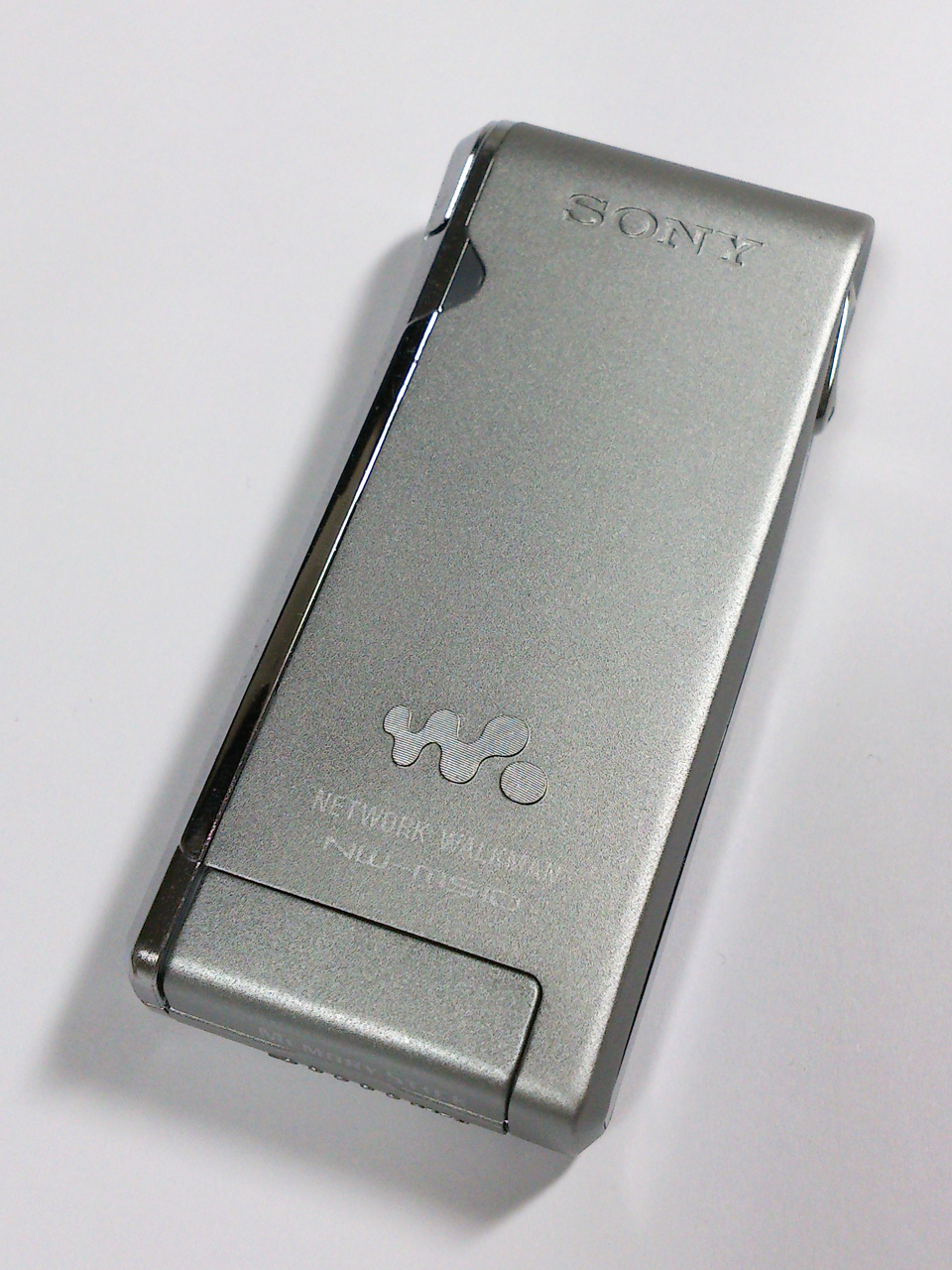
NW-MS10

初期のネットワークウォークマン。MagicGateに対応したメモリースティックを使用することから、特に初代機のNW-MS7はメモリースティックウォークマンとも呼ばれる。
第1世代
NW-MS7（メモリースティック 64MB付属）
1999年12月21日発売。
初代ネットワークウォークマンで、旧ロゴのNWウォークマンはこれが唯一。

第2世代
NW-MS9（メモリースティック 64MB付属）
2000年12月10日発売。
前モデルよりもボディが小型化された。
NW-MS11（メモリースティック 128MB付属）
2001年10月21日発売。
NW-MS10（メモリースティック別売）
2002年7月8日発売。
耳かけ式ヘッドホン付属。

第3世代
NW-MS70D（フラッシュメモリ/256MB/メモリースティックDuo別売）
2003年2月10日発売。
ボディがさらに小型化され、同時に対応メモリースティックもDuoタイプに変更され、新たに256MBのフラッシュメモリが内蔵された。ATRAC3plusに標準で対応。初めて「Virtual Mobile Engine」が搭載され、スタミナ再生やギャップレス再生に対応するといったことが実現する。また、本体液晶にはバックライトを搭載。インストールCD-ROMがOpenMG JukeboxからSonicStageに変更された。
NW-MS90D（フラッシュメモリ/512MB/メモリースティックDuo別売）
2003年10月21日発売。
内蔵メモリを512MBに増量し、カナル型ヘッドホンが付属。
NW-MS77DR（フラッシュメモリ/256MB/メモリースティックDuo別売）
2004年3月10日発売。
USBクレードルでのダイレクト録音機能を搭載。

## ハードディスク

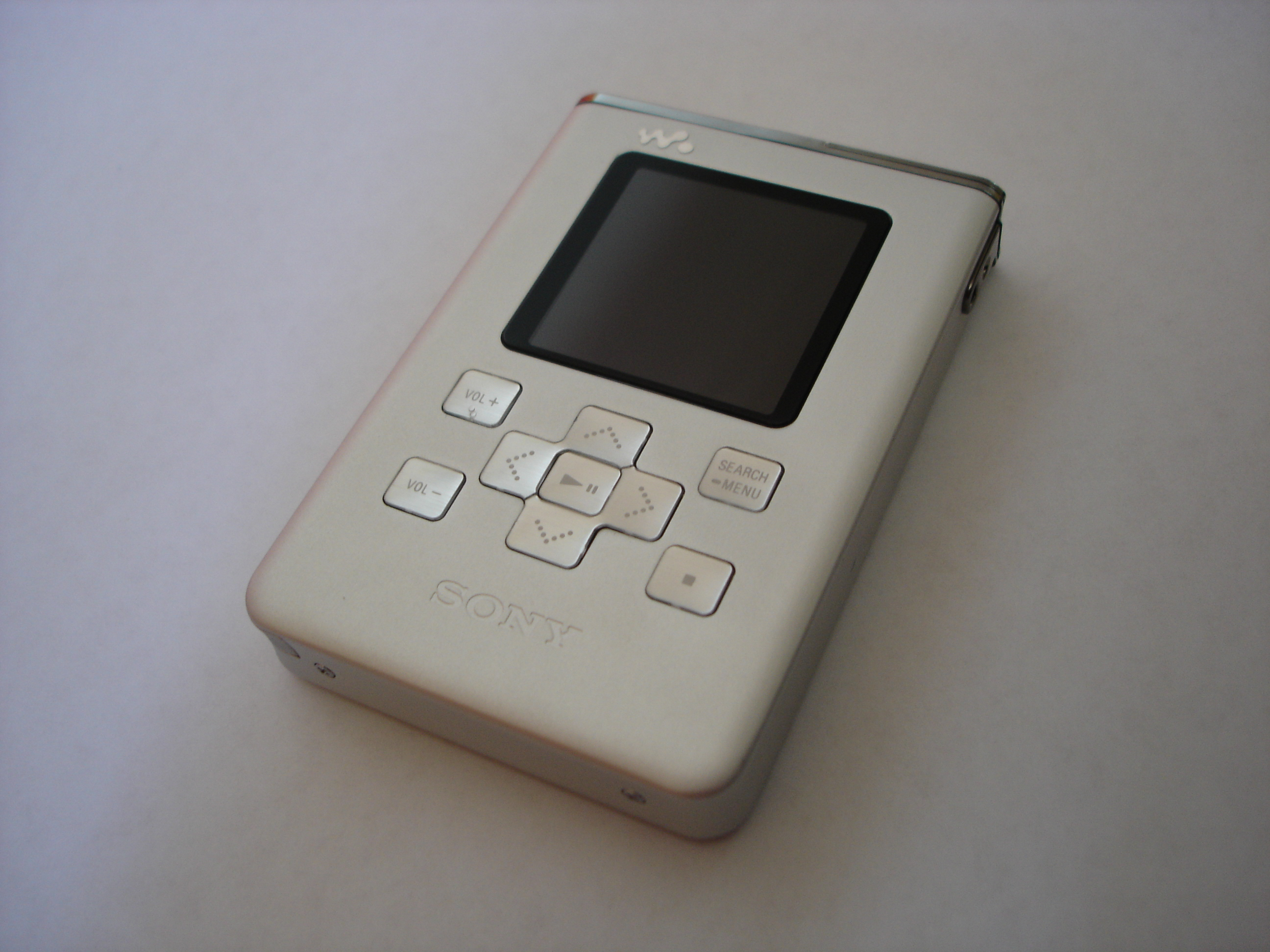
NW-HD5

2004年7月から展開されたハードディスクタイプのウォークマン。特徴は他社のハードディスクプレイヤーよりも長時間の再生が可能な点であり、NW-HD3までのモデルは最大で連続30時間再生、NW-HD5/HD5Hではハードディスクプレイヤーでは世界最長の連続40時間再生を実現した。一方でNW-HD1・HD2では当初MP3非対応だったが、HD3以降でMP3をはじめとする非ATRAC系コーデックに対応した。
また、不意の衝撃によるハードディスクの破損対策として、重力加速度センサーと耐衝撃ダンパーを搭載。重力加速度センサーが本体の落下を検知すると瞬時にヘッドが退避し、ハードディスクを衝撃から守り、さらに耐衝撃ダンパーがハードディスクにかかる物理的な衝撃を和らげる。
第1世代
NW-HD1（20GB）
2004年7月10日発売。
1.8インチHDD搭載プレーヤーとして世界最小最軽量（110g）。ウォークマン25周年記念モデルで、本体に緑色のバックライトを採用し、インストールCD-ROM（SonicStage Ver.2.1 for ATRAC HDD）が付属。USB充電クレードル（BCA-NWHD1）、スティック・コントローラー（RM-MC35ELK）が付属。
NW-HD2（20GB）
2004年10月10日発売。
本体に青色のバックライトを採用、クレードルとスティック・コントローラーが付属しなくなり、代わりに変換アダプターを介してPCと接続が可能で、いずれも別売りのスティック・コントローラー（RM-MC35ELK）及びジョグダイヤル付リモコン（RM-MC40ELK）との接続に対応している。
NW-HD3（20GB）
2004年12月10日発売。
NW-HD1とNW-HD2は当初再生可能なフォーマットはATRAC3/ATRAC3plusのみだったが、NW-HD3はMP3に標準で対応。なおNW-HD1とNW-HD2も2004年11月30日から2005年5月31日の期間で有償アップグレード可能だった。

第2世代

NW-HD5（20GB）
2005年4月10日発売。
デザインが大きく変更され、新たに十字キーを採用した。Gセンサーを利用し本体の方向によって表示が変化するようになった。本体にUSBミニ端子を装備したほか、バッテリー交換がユーザー自身で行える。
十字キーのボタンがすぐに割れるとの報告が多数寄せられた。
NW-HD5H（30GB）
2005年5月発売。
ネット直販サイト「ソニースタイル」限定。

## フラッシュメモリ
2000年6月から展開。エントリーモデルからフラッグシップモデルまで多数の製品が発売されてきた。発売された年によって展開されているシリーズが異なるため一概には言えないが、概ね2015年まではエントリーがEまたはSシリーズ、ミドルレンジがSシリーズ、ハイエンドがAまたはFシリーズ、フラッグシップがX・Z・ZXシリーズであり、2016年以降はエントリーがSシリーズ、ミドルレンジがAシリーズ、ハイエンドがZXシリーズ、フラッグシップがWM1シリーズである。フラッシュメモリ型のウォークマンは同世代の製品で記憶容量のみが異なるものがあるが、以下の表には最も容量が大きい製品を記載した。
|                | 2005年 | 2006年 | 2007年 | 2008年 | 2009年 | 2010年 | 2011年 | 2012年 | 2013年 | 2014年 | 2015年 |
| エントリー     | E307   | E005   | E016   | E026F  | E044   | E053   | E053   | E063   | E083   | E083   | S13    |
| ミドルレンジ   | N/A    | S706F  | S718F  | S739F  | S746   | S756   | S766   | S775   | S786   | S15    | S15    |
| ハイエンド     | A3000  | A808   | A919   | A829   | A847   | A857   | A867   | F807   | F887   | A17    | A27HN  |
| フラッグシップ | N/A    | N/A    | N/A    | N/A    | X1060  | X1060  | Z1070  | Z1070  | ZX1    | ZX1    | ZX100  |

|                | 2016年 | 2017年 | 2018年 | 2019年 | 2020年 | 2021年 | 2022年 | 2023年 |
| エントリー     | S15    | S315   | S315   | S315   | S315   | S315   | S315   | S315   |
| ミドルレンジ   | A37HN  | A47    | A57    | A107   | A107   | A107   | A107   | A307   |
| ハイエンド     | ZX100  | ZX300  | ZX300G | ZX507  | ZX507  | ZX507  | ZX507  | ZX707  |
| フラッグシップ | WM1Z   | WM1Z   | WM1Z   | WM1Z   | WM1Z   | WM1Z   | WM1ZM2 | WM1ZM2 |

### エントリーモデル

#### Eシリーズ

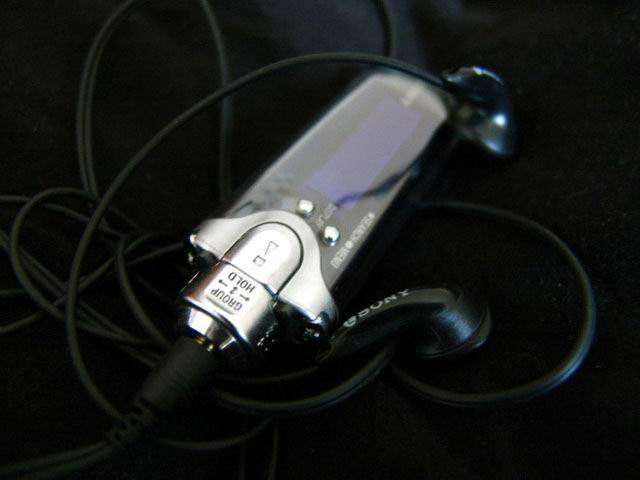
NW-E405

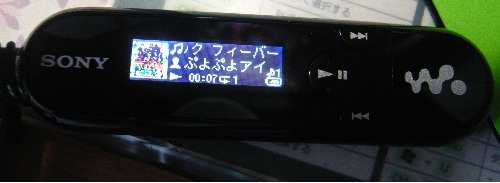
NW-E042

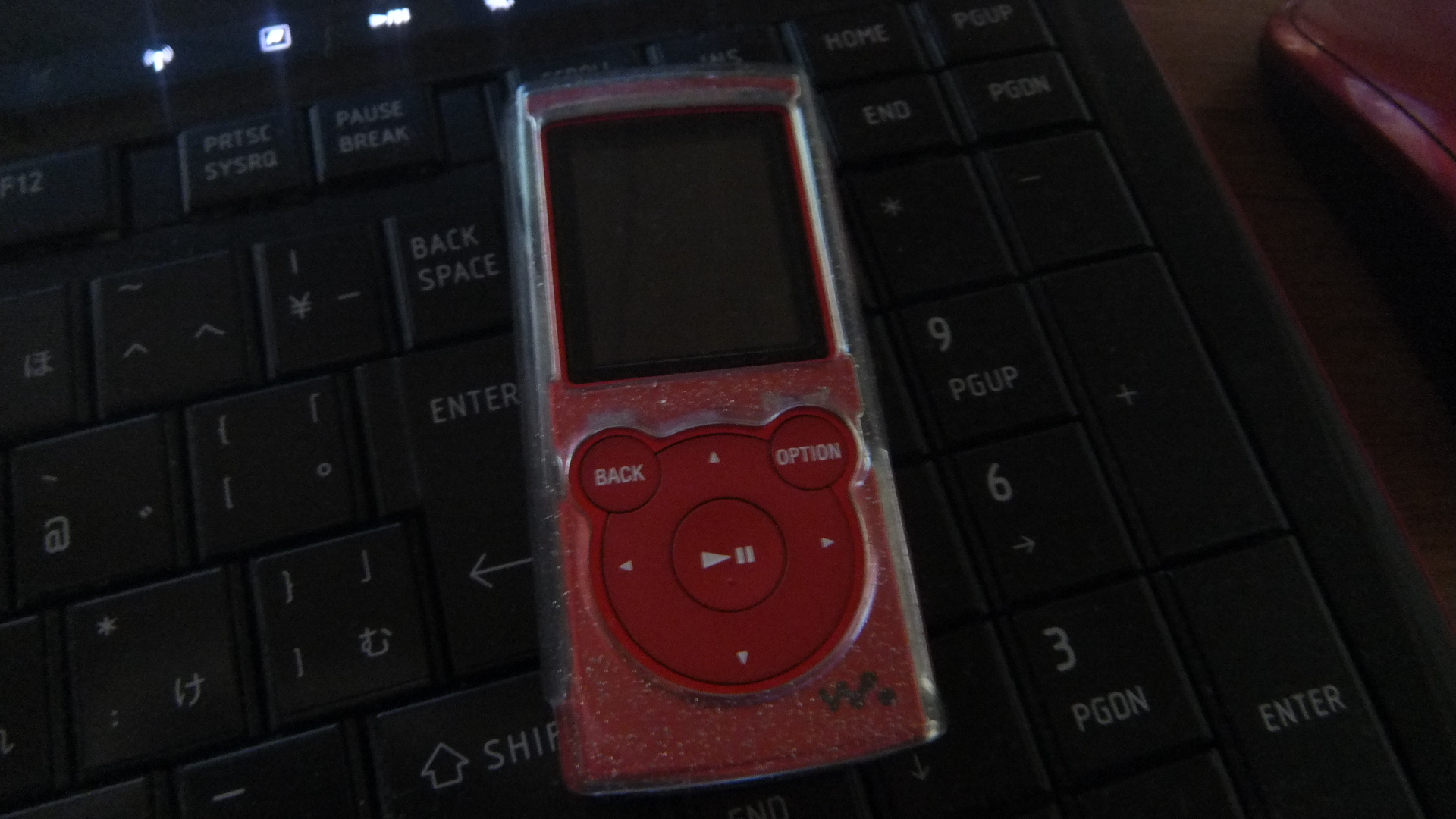
NW-E062

当初はMSシリーズとともにネットワークウォークマンの主流であったが、2006年以降はAシリーズ・Sシリーズに次ぐエントリーモデルとしての位置付けになっている。
第1世代
NW-E3（64MB）
シルバーモデルが2000年6月10日に、ブルー・レッドモデルが同年12月10日に、それぞれ発売。本機種から2代目ロゴを採用。
NW-E2（32MB・日本未発売）
NW-E3の32MBモデル。アメリカで発売。
NW-E5（96MB）
2000年12月10日発売。5,000台限定。
NW-E8P（64MB）
2001年4月21日発売。
初のヘッドホン一体型モデル。基本機能はNW-E5/E3に準ずる。

第2世代
NW-E10（128MB）/ NW-E7（64MB）
2001年10月21日発売。
新たにUSBクレードルを付属した。MP3の無変換再生に初めて対応したが、転送はOpenMG Jukeboxから行った。

第3世代
NW-E95（512MB）/ NW-E75（256MB）
2004年6月15日に発表され、同年7月10日に発売された。
単4型アルカリ乾電池1本で最大約70時間の連続再生が可能。A-Bリピート機能及びセンテンスリピート機能を搭載。
NW-E99（1GB）
2004年12月10日発売。
MP3の再生をサポートするが、転送はMP3 FileManagerから行う。当時の半導体メモリの事情から、512MBメモリを2個内蔵した形で発売されている。
NW-E73 / NW-E55（128MB・日本未発売）
欧州ではNW-E75の128MBモデルであるNW-E73とその廉価版のNW-E55が発売された。

第4世代
NW-E107（1GB）/ NW-E105（512MB）/ NW-E103（256MB）
2005年3月21日に発売。
デザインはストップウォッチのような円盤型で、基本性能はNW-E99/E95/E75に準ずる。

第5世代

NW-E507（1GB）/ NW-E505（512MB）/ NW-E407（1GB）/ NW-E405（512MB）
2005年4月21日発売。
愛称は「ウォークマンスティック」。E507/505はネットワークウォークマンとして初めてFMチューナーを搭載した。有機ELディスプレイを採用し、「香水瓶」をイメージさせる美しく機能性に優れたデザインが好評を博したことで、一時は市場でiPod shuffleの売り上げを追い抜くほどの人気を得た。このデザインはAシリーズのフラッシュメモリタイプにも引き継がれ、その後のフラッシュメモリタイプウォークマンの基本デザインとして受け継がれている。Aシリーズの発売と共にE507/505は生産を終了した。
NW-E503 / NW-E403（256MB・日本未発売）
欧州で発売された。
第6世代
NW-E307 / NW-E307/B（1GB）/ NW-E305（512MB）
2005年10月26日発売。
かつての「ビーンズウォークマン」以来のビーンズ型を採用し、愛称も「ウォークマンビーンズ」である。FMチューナーが搭載され、E407/405とAシリーズの中間に位置していた。
NW-E307/Bはネット直販サイト「ソニースタイル」限定
NW-E303（256MB・日本未発売）/ NW-E207（1GB・日本未発売）/ NW-E205（512MB・日本未発売）
E207/205はE307/305からFMチューナーを省いたモデル。
第7世代
NW-E005（2GB）/ NW-E003（1GB）/ NW-E002（512MB）
2006年6月10日発売。
デザインはE400/E500/A600シリーズの面影を残したクリスタルデザインを採用しているが、USBメモリのような形が特徴で、初めてダイレクトUSB接続が可能になる。対応フォーマットはMP3/ATRAC3（plus）/WMAの他に、初めてAACに対応した。
NW-E005F（2GB・日本未発売）/ NW-E003F（1GB・日本未発売）/ NW-E002F（512MB・日本未発売）
海外ではFMチューナーを搭載したモデルも発売した。本モデルから2008年発売モデルまでの間、FMラジオ搭載モデルは型番末尾に「F」が付くようになる。

第8世代
NW-E016（4GB）/ NW-E015（2GB）/ NW-E013（1GB）
2007年4月11日に発表され、4月21日に発売された。
Eシリーズ初の4GBメモリもラインナップに加えられている。ダイレクトUSB接続に加え、S700F/S600シリーズから採用された高音質技術「クリアオーディオテクノロジー」、CDジャケット表示が可能な液晶ディスプレイなどを搭載する。
NW-E016F（4GB・日本未発売）/ NW-E015F（2GB・日本未発売）/ NW-E013F（1GB・日本未発売）
FMチューナーを搭載したモデル。

第9世代
NW-E026F（4GB）/ NW-E025F（2GB）/ NW-E023F（1GB）
2008年3月8日発売。
本体の前面パネル部「Style-Upパネル」が着脱可能で、ボディを好みに合わせて着せ替えできるのが特徴。着せ替えパネルは標準・オプションを合わせて20種類が用意される。新たにFMチューナーを搭載した以外、機能・音質面で従来モデルを継承しているが、「バーチャルホンテクノロジー（VPT）」は省かれている。
NWD-E025F（2GB・日本未発売）/ NWD-E023F（1GB・日本未発売）
欧州モデルはATRAC未対応でエクスプローラ上からドラッグアンドドロップで転送できる。
第10世代

NW-E044（8GB）/ NW-E043（4GB）/ NW-E042（2GB）
2009年5月16日発売。
着脱可能な「Style-Upパネル」など、機能・音質面ではE020シリーズを継承したが、デザインが若干丸みを帯びたものへ変更され、8GBモデルがラインナップに加わっている。事実上、最後のVirtual Mobile Engine搭載モデルとなった。

第11世代
NW-E053K / NW-E053（4GB）/ NW-E052K / NW-E052（2GB）
2010年10月9日発売。
本体形状をスティックタイプからプレートタイプに変更し、1.4型液晶を搭載。「WM-PORT」をEシリーズでは初めて搭載し、ブラックとホワイトのオーバル型アタッチメントが付属する。先代機種まで搭載されていたVirtual Mobile Engineが廃止され、Eシリーズでは初めてOSにLinuxが搭載された。
新しくダイレクトレコーディング、歌詞ピタ、おまかせチャンネルに対応。DSEE、VPTアコースティックエンジンに対応し、音質が向上された。
末尾にKがあるモデルはスピーカー付属。

第12世代

NW-E063K / NW-E063（4GB）/ NW-E062K / NW-E062（2GB）
2012年2月11日発売。
機能的にはE050シリーズに準ずるが、Eシリーズ初のデジタルノイズキャンセリングを搭載した。本体重量も軽くなり、従来のタイプより若干薄くなった。また、カラーバリエーションも変化があり、これまでのシルバーに代わり、レッドが登場した。そのほかデザインも微妙に変わって、ピンクとブルーの色味も変わった。
E060Kシリーズに付属のスピーカーも形状もが変更され、前モデルでは下面から音が出ていたが、本機は中央にスピーカーが移動している。

第13世代
NW-E083K / NW-E083（4GB）
2013年10月19日発売。
本体形状が同時発売のS780シリーズと同一形状になった。E803Kに付属のスピーカーもS780Kシリーズと同一形状になった。NW-S13/S13Kの登場に伴い生産完了した。

##### 海外モデル
日本国内の量販店にて国内モデルよりかなり安価に販売されており、日本のAC100V電源で問題なく使用できる。ただし液晶がVGAではなく、WMポートが非搭載、Music Center for PCで動作確認がとれていないため、対応型番として推奨されていない点が国内仕様と異なる。
第1世代
NWZ-E438F / NWZ-E436F / NWZ-E435F
第2世代
NWZ-E445 / NWZ-E444 / NWZ-E443 / NWZ-E444K / NWZ-E443K / NWZ-E345 / NWZ-E344 / NWZ-E343
第3世代
NWZ-E455 / NWZ-E454 / NWZ-E453 / NWZ-E454K / NWZ-E453K / NWZ-E354 / NWZ-E353
第4世代
NWZ-E464 / NWZ-E463 / NWZ-E463HK / NWZ-E365 / NWZ-E364 / NWZ-E363
第5世代
NWZ-E575 / NWZ-E574 / NWZ-E474
第6世代
NW-E395 / NW-E394 / NW-E393

#### Sシリーズ

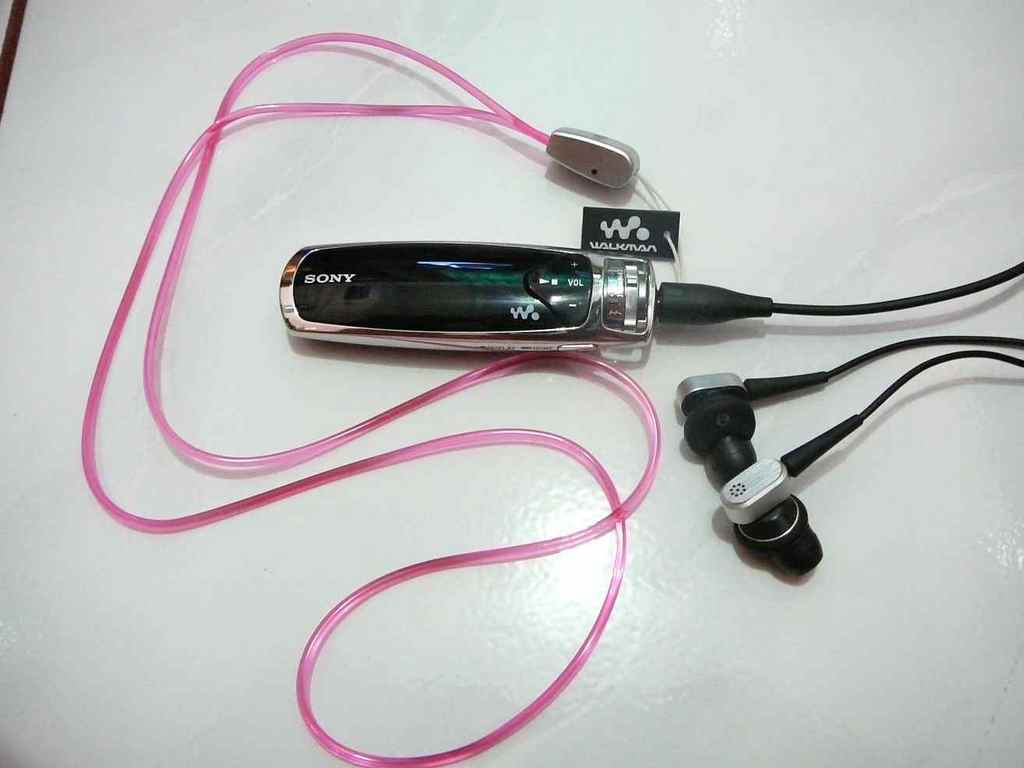
NW-S705F

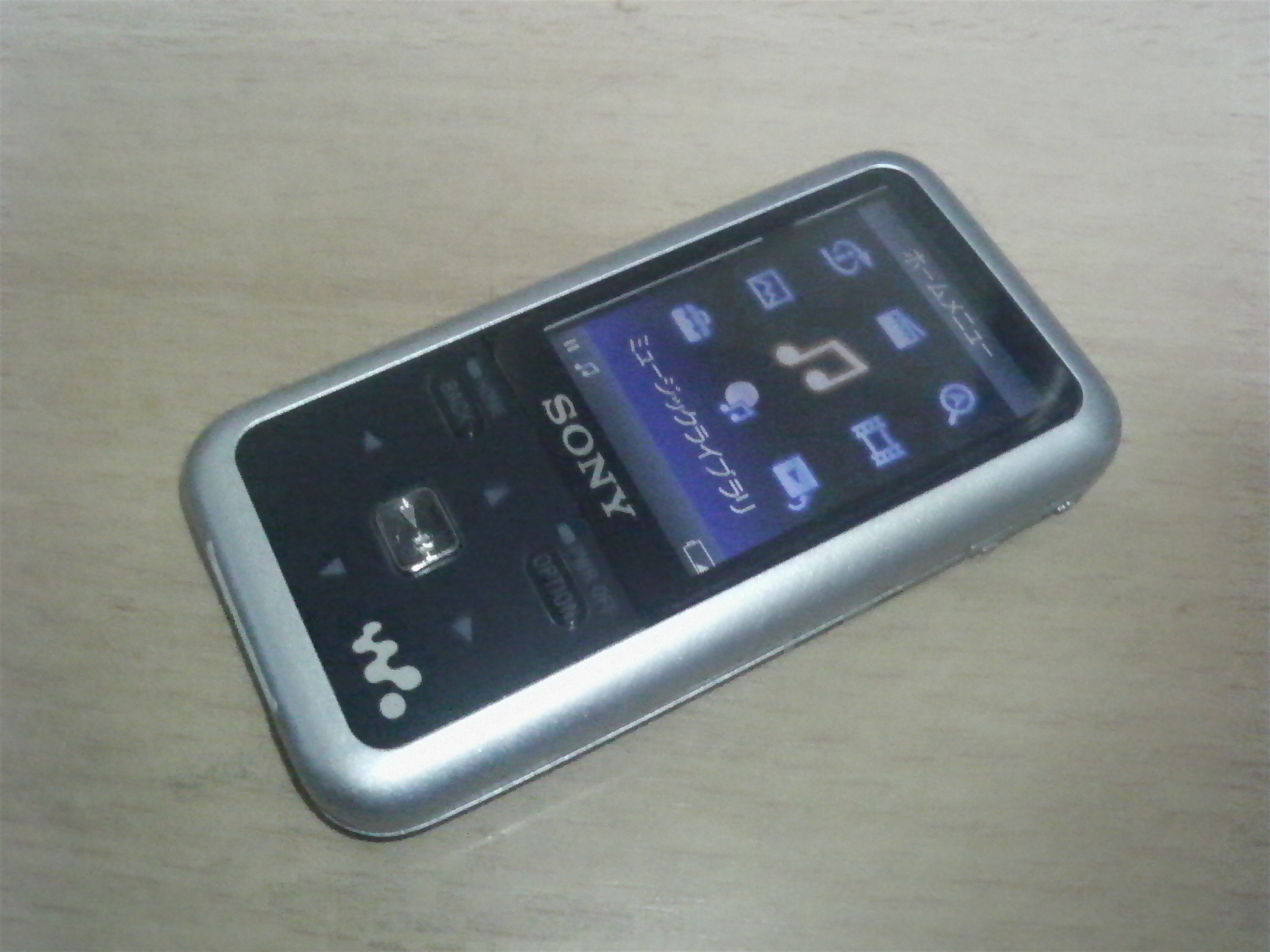
NW-S615F（シルバー）

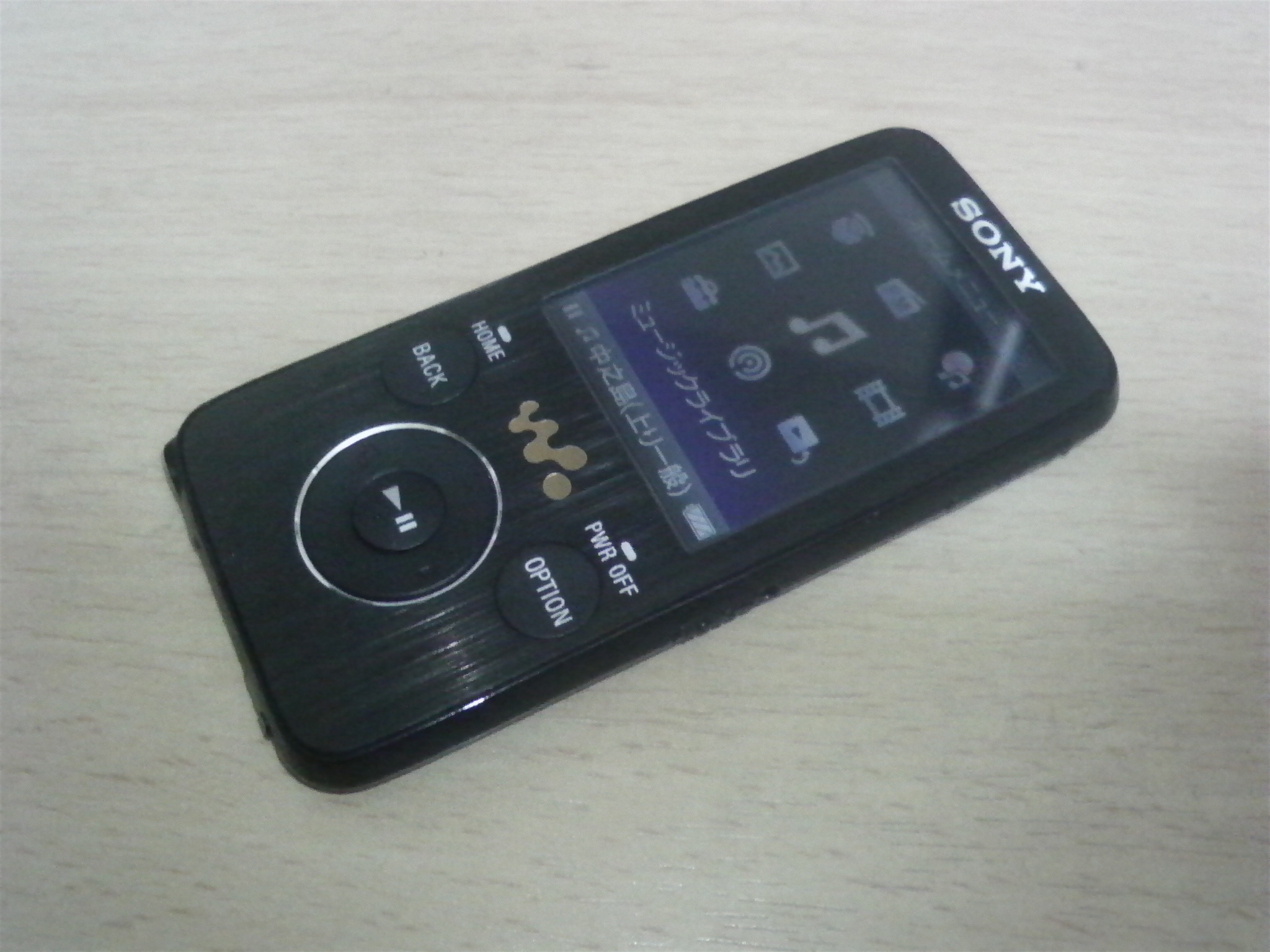
NW-S738F（ブラック）

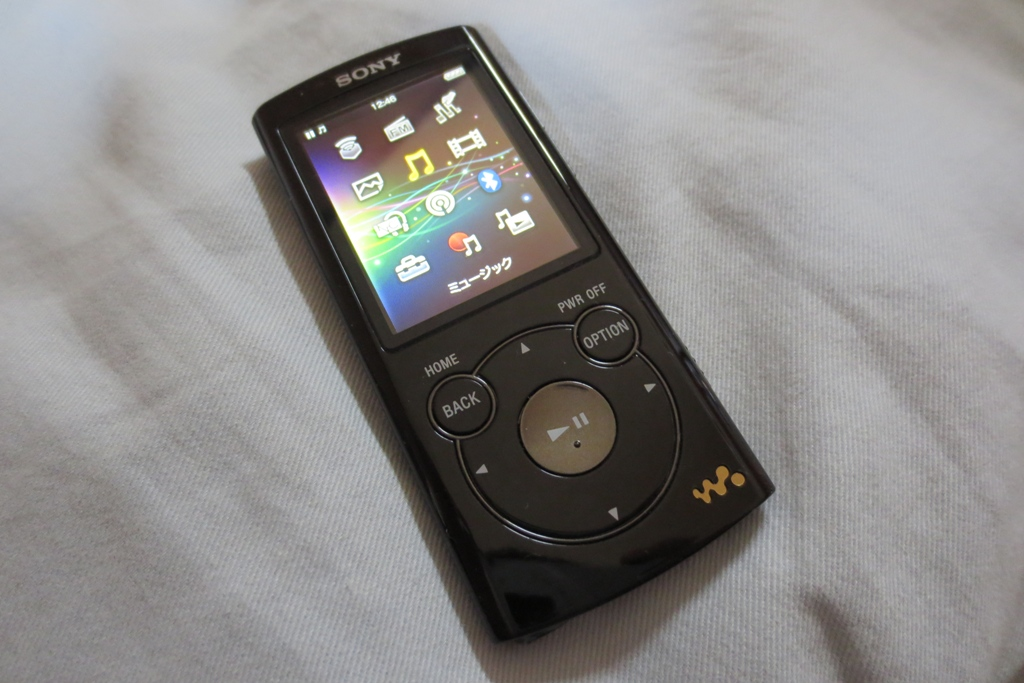
NW-S764 Black

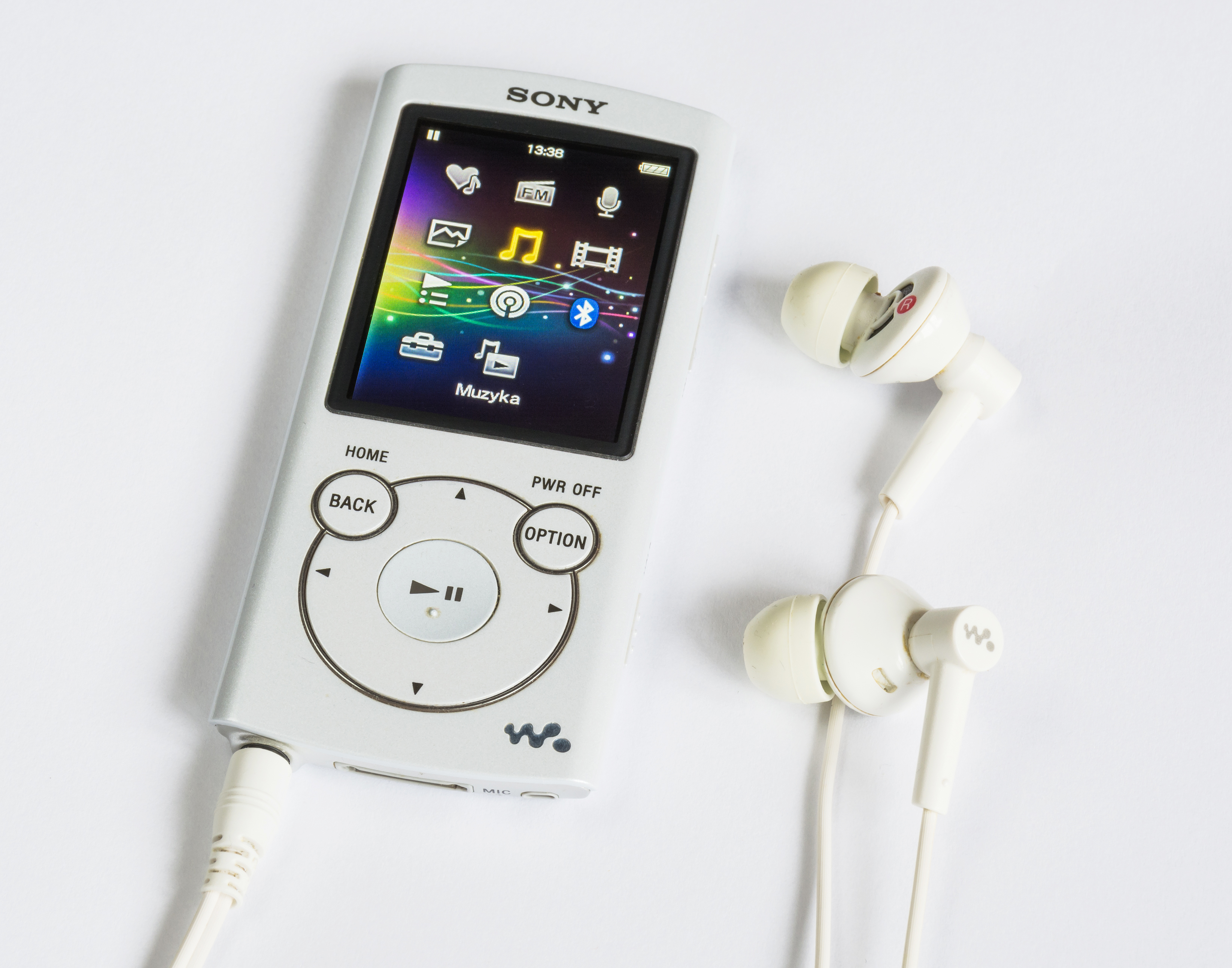
NWZ-S765

2006年9月から国内展開。元々は海外で「S2 Sports」ブランドとして展開していたが、NW-S700/600発売時にSシリーズのSを「Specialized」と再定義した。そのため、本シリーズは、ある機能に特化した一連のモデルを指す。メモリータイプウォークマンの主力であったが、2016年以降はWM1シリーズ・ZXシリーズ・Aシリーズに次ぐエントリーモデルとしての位置付けになっている。
第1世代（スポーツモデル）
NW-S4（64MB・日本未発売）
VAIO Music Clipのようなスティック型プレイヤーでアメリカで発売された。

第2世代（スポーツモデル）
NW-S23（256MB・日本未発売）/ NW-S21（128MB・日本未発売）
NW-E90/70シリーズのスポーツバージョン。

第3世代（スポーツモデル）
NW-S205F/B（2GB）/ NW-S203F（1GB）
Gセンサーを活用した様々な機能を搭載。具体的には、消費カロリー・歩数・距離計測、ミュージックペーサー、シャッフル・シェイク。防滴II型。FMチューナー搭載。
NW-S205F/Bはネット直販サイト「ソニースタイル」限定。
NW-S202F（512MB・日本未発売）/ NW-S202（512MB・日本未発売）
第4世代（ノイズキャンセリング・高音質モデル）

NW-S706F/T / NW-S706F（4GB）/ NW-S705F（2GB）/ NW-S703F（1GB）/ NW-S605（2GB）/ NW-S603（1GB）/ NW-S603K（1GB）
2006年10月12日に発表され、10月21日に発売された。事実上A600シリーズの後継機種。S600シリーズは、S700Fシリーズからノイズキャンセリング機能・FMチューナーを省いた廉価モデル。S700Fシリーズでは、メモリータイプウォークマンとしては初めて4GBモデルがラインアップされた。
このシリーズから、可逆圧縮であるATRAC Advanced Losslessと、非圧縮のリニアPCM再生に対応し、高輝度カラー有機ELディスプレイを搭載した。また、ソニー独自の高音質技術「クリアオーディオテクノロジー」を初採用し、ノイズキャンセリング機能を本体に内蔵するなど、高音質を追求したモデルとなっている。さらに、「WM-PORT」を初めて搭載し別売のケーブルと接続することで、CDプレーヤー・MDプレーヤーなどから直接録音できるダイレクトエンコーディングも可能となった。アクセサリーとの組み合わせで、同時発売されたNETJUKEとの連携がより強化されている。同時に本機種よりアクセサリー用アタッチメントがウォークマンに付属するようになった（ただし2009年秋より採用されたオーバル型アタッチメントは、本シリーズに対応するアタッチメントが存在しない）。
S700F/S600シリーズの市場投入により、国内のデジタルオーディオプレーヤー市場におけるソニーのシェアは25%程度にまで回復した。「もっと、音楽とひとつに。」のキャッチコピーは、S700F/S600シリーズ以降のフラッシュメモリ型ウォークマン、NETJUKE、Hi-Fiオーディオ機器で共通して用いられている。本体の操作に用いるジョグシャトルを搭載した最後の機種となった。
このシリーズから、Windows 98 SEに非対応となった。
本モデルではフレキシブル基板の断線により音声が出ない、あるいは途切れるといった問題が多く寄せられたため、2008年1月16日からフレキシブル基板の断線による音声の不具合に関しては無償修理対象となった（2013年11月30日まで）。
NW-S706F/Tはネット直販サイト「ソニースタイル」限定。
2007年4月21日にはNW-S603にACアダプター・録音用ケーブル・本革キャリングケースをセットにしたNW-S603Kも発売された。

第5世代

NW-S718F/Organic / NW-S718F（8GB）/ NW-S716F（4GB）/ NW-S715F（2GB）/ NW-S616F（4GB）/ NW-S615F（2GB）
2007年9月11日発表。同年10月20日発売。
「クリアオーディオテクノロジー」を搭載。S710Fシリーズにのみノイズキャンセリング機能を内蔵する。デザインはS700F/S600シリーズから大幅に変更され、A800シリーズに近いカードタイプとなった。
新たにビデオ再生（MPEG-4 AVC/H.264）にも対応した。またS610FシリーズではS600シリーズで省かれていたFMチューナーを搭載。1.8インチのカラー液晶を搭載。
NW-S718F/Organicはネット直販サイト「ソニースタイル」限定
NWZ-S718F（8GB・日本未発売）/ NWZ-S716F（4GB・日本未発売）/ NWZ-S618F（8GB・日本未発売）/ NWZ-S616F（4GB・日本未発売）/ NWZ-S615F（2GB・日本未発売）/ NWZ-S516（4GB・日本未発売）/ NWZ-S515（2GB・日本未発売）
本機種から海外モデルはAシリーズと同様にNWZシリーズとなり、ATRACは廃止、ドラッグアンドドロップで転送が可能となり、Windows Media DRMに対応した。
NWZ-S516/515はビデオ再生機能とFMチューナーを省略したモデル。

第6世代

NW-S739F/ST / NW-S739F（16GB）/ NW-S738F（8GB）/ NW-S736F（4GB）/ NW-S639F（16GB）/ NW-S638F（8GB）/ NW-S636F（4GB）/ NW-S638FK（8GB）/ NW-S636FK（4GB）
2008年9月8日発表。同年10月11日から順次発売された。
ウォークマンに転送した楽曲の特徴を自動分析し、自動でプレイリストを作成する「おまかせチャンネル」が搭載された。S730Fシリーズには従来通りノイズキャンセリング機能を搭載するが、新たに楽曲再生時以外でも使用できる「サイレントモード」、別売の録音ケーブルを介して利用できる「外部入力モード」が追加された。また、S630FKシリーズにはスピーカーが付属している。全モデルに「クリアオーディオテクノロジー」とFMチューナーを搭載。ビデオ再生は新たにWMVにも対応した。液晶も2インチに拡大。
カラーバリエーションは計8色。
「Play You.」キャンペーンを行い、カタログやCMにはYUIが起用された。
この世代からはヘッドホン端子が本体下部に移動しているほか、ラインアップがS730FシリーズとS630Fシリーズで統一されている。また、付属ヘッドホンのコードが105cmに延長され、従来付属していた延長コードは廃止された。
NW-S739F/STはネット直販サイト「ソニースタイル」限定
NW-S738FK（8GB）/ NW-S736FK（4GB）
2009年2月25日発表。
スピーカーが付属。
NWZ-S739F（16GB・日本未発売）/ NWZ-S738F（8GB・日本未発売）/ NWZ-S736F（4GB・日本未発売）/ NWZ-S639F（16GB・日本未発売）/ NWZ-S638F（8GB・日本未発売）/ NWZ-S636F（4GB・日本未発売）
第7世代
NW-S746（32GB）/ NW-S745（16GB）/ NW-S744（8GB）/ NW-S745K（16GB）/ NW-S744K（8GB）/ NW-S645（16GB）/ NW-S644/PI, NW-S644（8GB）/ NW-S645K（16GB）/ NW-S644K（8GB）
2009年9月16日に発表された。いずれの機種も8GBのモデルは10月10日、16/32GBのモデルは10月28日に発売。NW-S730F/S630Fシリーズの後継モデル。
新たに音楽・動画転送ソフトとしてx-アプリを採用し、音楽にあわせて歌詞を自動スクロール表示する歌詞表示機能「歌詞ピタ」、3つの語学学習機能、テレビへの音楽再生画面の出力、PS3との各種連携機能、ドラッグ&ドロップ転送、充電を約90%までにとどめてバッテリーの劣化を抑える「いたわり充電」を搭載した。またユーザーインターフェースも一新された。
カラーは、NW-S740がブラック・ゴールド・バイオレット・グリーン、NW-S640がホワイト・ピンク・ブルー・オレンジ・ミルフィーユピンク（「ソニースタイル」限定）の計9種類。本製品よりオーバル型アタッチメントが付属するようになる（従来の丸型も付属）。
NW-S746はSシリーズとしては初の32GBのフラッシュメモリを搭載。
NW-S644/PIはネット直販サイト「ソニースタイル」限定。
NWZ-S545（16GB・日本未発売）/ NWZ-S544（8GB・日本未発売）
本体内ステレオスピーカー、2.4インチワイドディスプレイ、録音機能付きFMチューナー搭載。

第8世代
NW-S756（32GB）/ NW-S755（16GB）/ NW-S754/VI, NW-S754（8GB）/ NW-S755K（16GB）/ NW-S754K/VI, NW-S754K（8GB）
2010年9月15日に発表され、10月9日に発売された。NW-S740/S640シリーズの後継モデル。
デザインは第4世代を踏襲しているが、丸みを帯びたデザインになった。ボーカルキャンセル、キーコントロールができるカラオケモードも新しく搭載した。S730F/S630Fシリーズに搭載されていたウォークマンが自動で選曲してくれるおまかせチャンネルとブックマーク機能が再登載された。
従来モデルはノイズキャンセリング機能を搭載しないS6**シリーズとノイズキャンセリング機能を搭載したS7**シリーズに分けられていたが、本モデルでは全機種ノイズキャンセリング機能搭載モデルになり、ノイズキャンセリング機能もAシリーズと同じくデジタルノイズキャンセリングへ進化した。
カラーはブルー・グリーン・ライトピンク・ホワイト・ビビッドピンク・バイオレット・ゴールド ・ブラック・プリンセスライラック（S754/S754Kのみ。「ソニーストア」限定）の計9種類であるが、S6**シリーズがS7**シリーズに統合されたことで、S640相当のポップカラーとS740相当のシックカラーが設定された。ブルー・グリーン・ライトピンク・ホワイトがS640リーズ相当のポップカラーで、ホワイトのヘッドホンが付属する。一方ビビッドピンク・バイオレット・ゴールド ・ブラックがS740相当のシックカラーで、ブラックのヘッドホンが付属する。
本シリーズより丸型アタッチメントがオプションとなり、付属のオーバル型アタッチメントもブラックとホワイトの2種類になった。
NW-S754/VIおよびNW-S754K/VIはネット直販サイト「ソニースタイル」限定。
NWZ-S756（32GB・日本未発売）/ NWZ-S755（16GB・日本未発売）/ NWZ-S754（8GB・日本未発売）
第9世代

NW-S766（32GB）/ NW-S765（16GB）/ NW-S764/NI, NW-S764（8GB）/ NW-S765K（16GB）/ NW-S764K/NI, NW-S764K（8GB）/ NW-S764BT（8GB）
2011年9月13日に発表され、10月8日に発売。NW-S750シリーズの後継モデル。
デザインはE050シリーズに近いものになった。Sシリーズ初のBluetoothを搭載。これに合わせて標準モデル・スピーカー付属モデルに加えてBluetoothヘッドホン付属モデルも登場した。
NW-S764/NIおよびNW-S764K/NIはネット直販サイト「ソニーストア」限定。
NWZ-S765（16GB・日本未発売）/ NWZ-S764（8GB・日本未発売）/ NWZ-S764BT（8GB・日本未発売）
第10世代
NW-S775（16GB）/ NW-S774/WI, NW-S774（8GB）/ NW-S775K（16GB）/ NW-S774K/WI, NW-S774K（8GB）/ NW-S774BT（8GB）
2012年9月20日に発表され、10月20日に発売。NW-S760シリーズの後継モデル。
最薄約7mmまで薄型化された新デザインとなり、デジタル信号処理で音響特性を最適化する「クリアフェーズ」を新搭載。スピーカー付属モデルはモノラルながら音質を向上させた新デザインスピーカーが採用された。本機種以降オーバル型アタッチメントが付属しなくなる代わり、WM-Portキャップが付属するようになった。
NW-S774/WIおよびNW-S774K/WIはネット直販サイト「ソニーストア」限定。
NWZ-S774BT（8GB・日本未発売）
第11世代
NW-S786（32GB）/ NW-S785（16GB）/ NW-S784（8GB）/ NW-S785K（16GB）/ NW-S784K（8GB）
2013年10月19日発売。NW-S770シリーズの後継モデル。
バッテリー持ちが改善され、最大77時間再生を実現した。カラーはパープル、ゴールドが廃止となり、6色となった。32GBモデルのS786はブルー、ホワイト、ブラックのみの設定である。

第12世代
NW-S15（16GB）/ NW-S14（8GB）/ NW-S15K（16GB）/ NW-S14K（8GB）
2014年11月8日発売。NW-S780シリーズの後継モデル。
バッテリーの持ち時間はそのままに、Bluetoothの音声コーデックに「aptX」が追加された。
NW-A25/A25HNの登場に伴い、NW-S15/S15Kは生産完了した。
NW-S13（4GB）/ NW-S13K（4GB）
2015年10月10日発売。Eシリーズの事実上後継である。
S14/S15と違って本体カラーが6色から3色に減らされている。

第13世代
NW-S315（16GB）/ NW-S313（4GB）/ NW-S315K（16GB）/ NW-S313K（4GB）
2017年8月4日発表、9月9日発売。NW-S10シリーズの後継モデル。
大幅に機能が削減されており、DSEEなど大部分の機種で搭載されている一部の機能が廃止され、それに加えてビデオ再生・写真再生も廃止され、音楽ファイルも対応している形式が削減され、ATRACは未対応となった。このため、Sシリーズと言うよりはEシリーズに近いものとなった。
また、これによりウォークマンからビデオ・写真再生可能な機種は消滅した。カラーはグリーンが廃止され、ブルー、ライトピンク、ビビットピンク、ホワイト、ブラックの5色となり、4GBモデルであるS313はブルー、ライトピンク、ブラックのみとなる。
このモデルより、歌詞ピタ機能が非対応となっている。

### ハイエンドモデル

#### Aシリーズ（2005年から2011年）

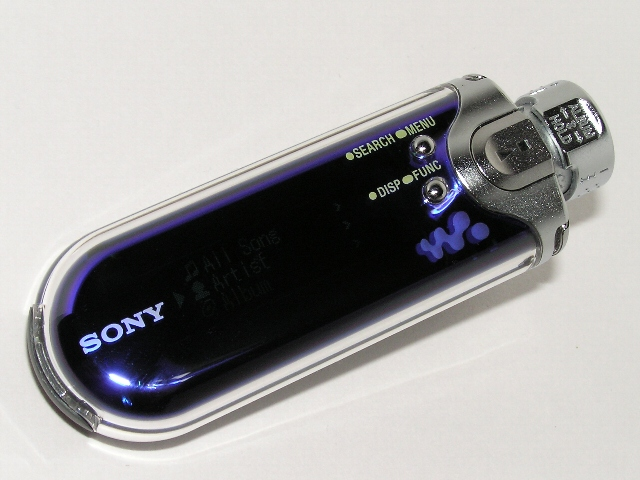
NW-A605

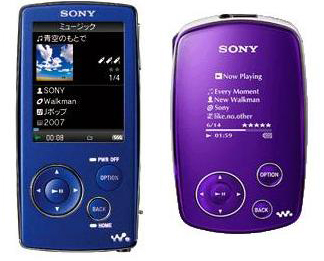
左:NW-A800
右:NW-A1000

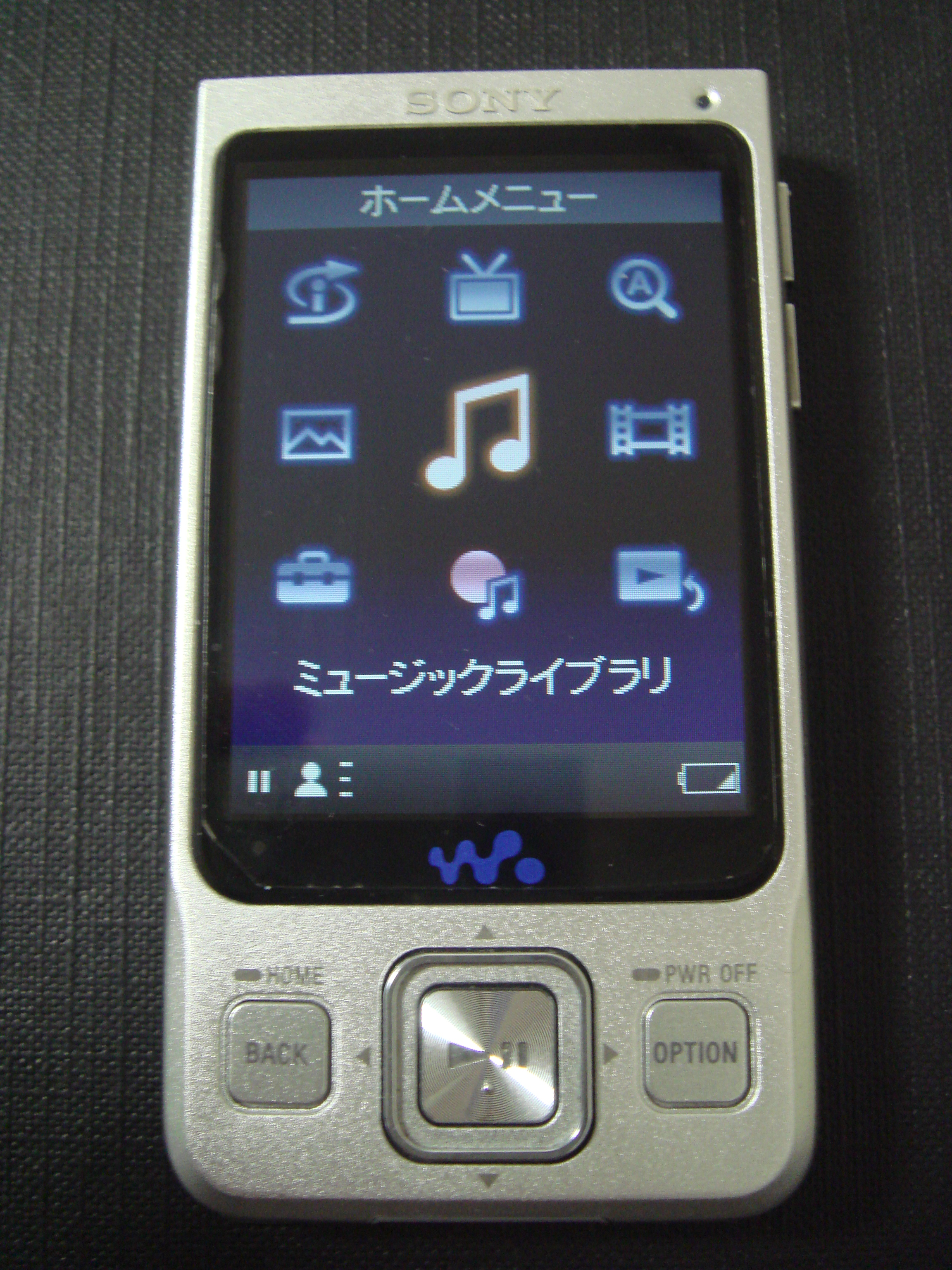
NW-A916

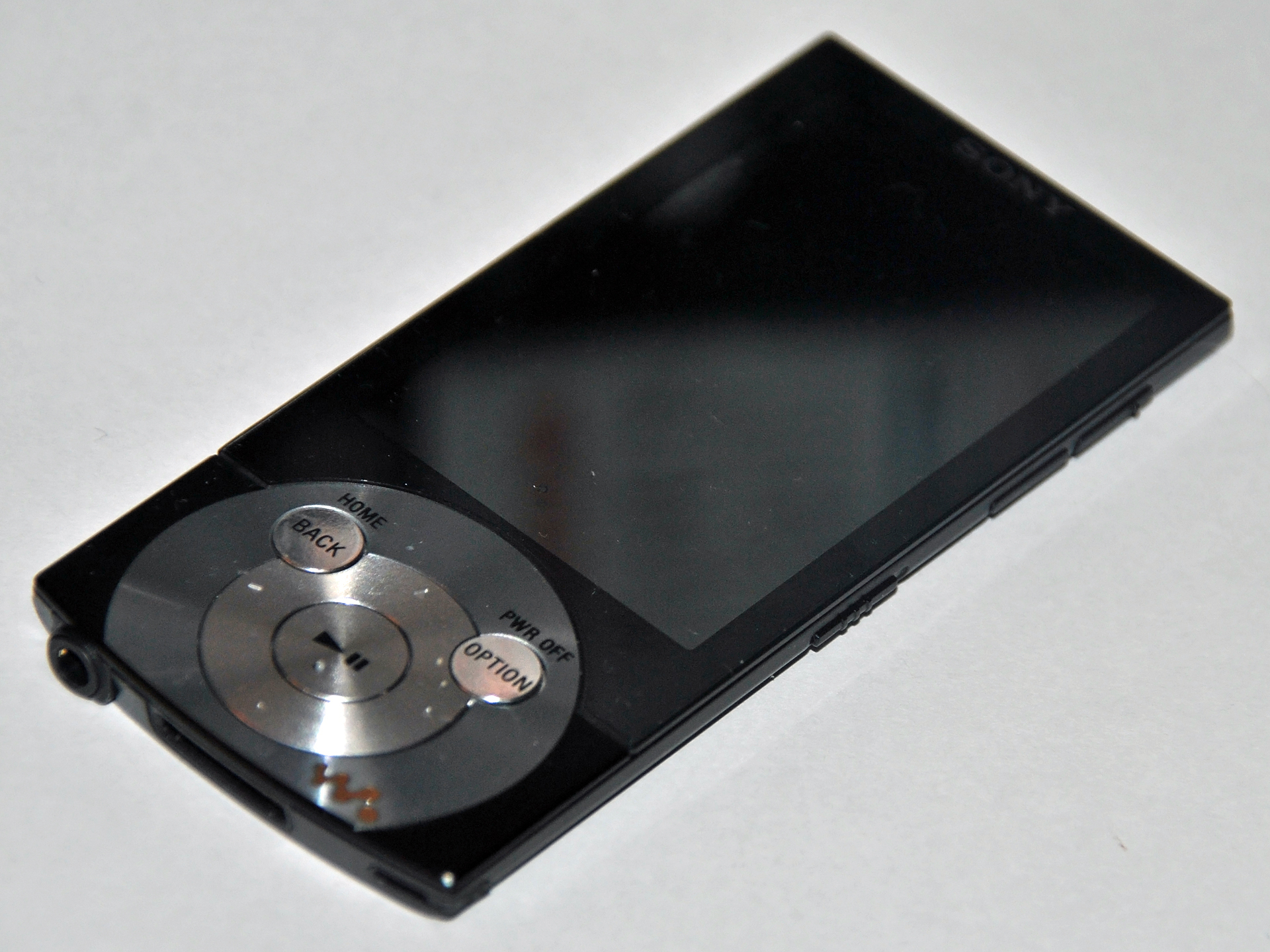
NW-A847

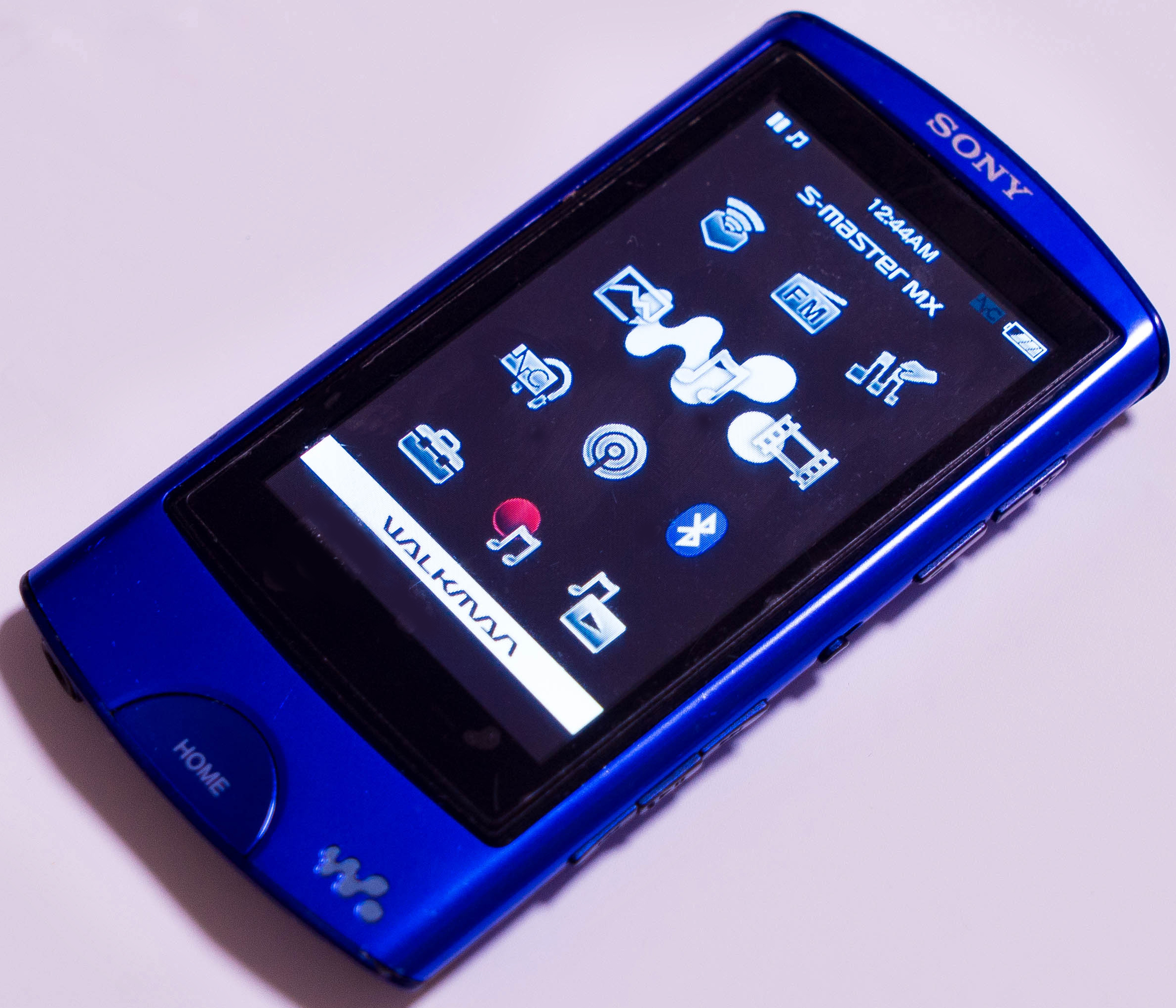
NW-A867/VI

2005年9月に発表され、11月から展開されたシリーズ。AシリーズのAは「All in one（全てを備えた）」「Advanced（進歩した）」「Attractive（魅力的な）」の頭文字を意味し、ウォークマンを象徴するトップモデルに位置づけられている。
2006年はSシリーズの投入により、2012年から2013年はAndroidを搭載したFシリーズの投入により生産休止となっていた。

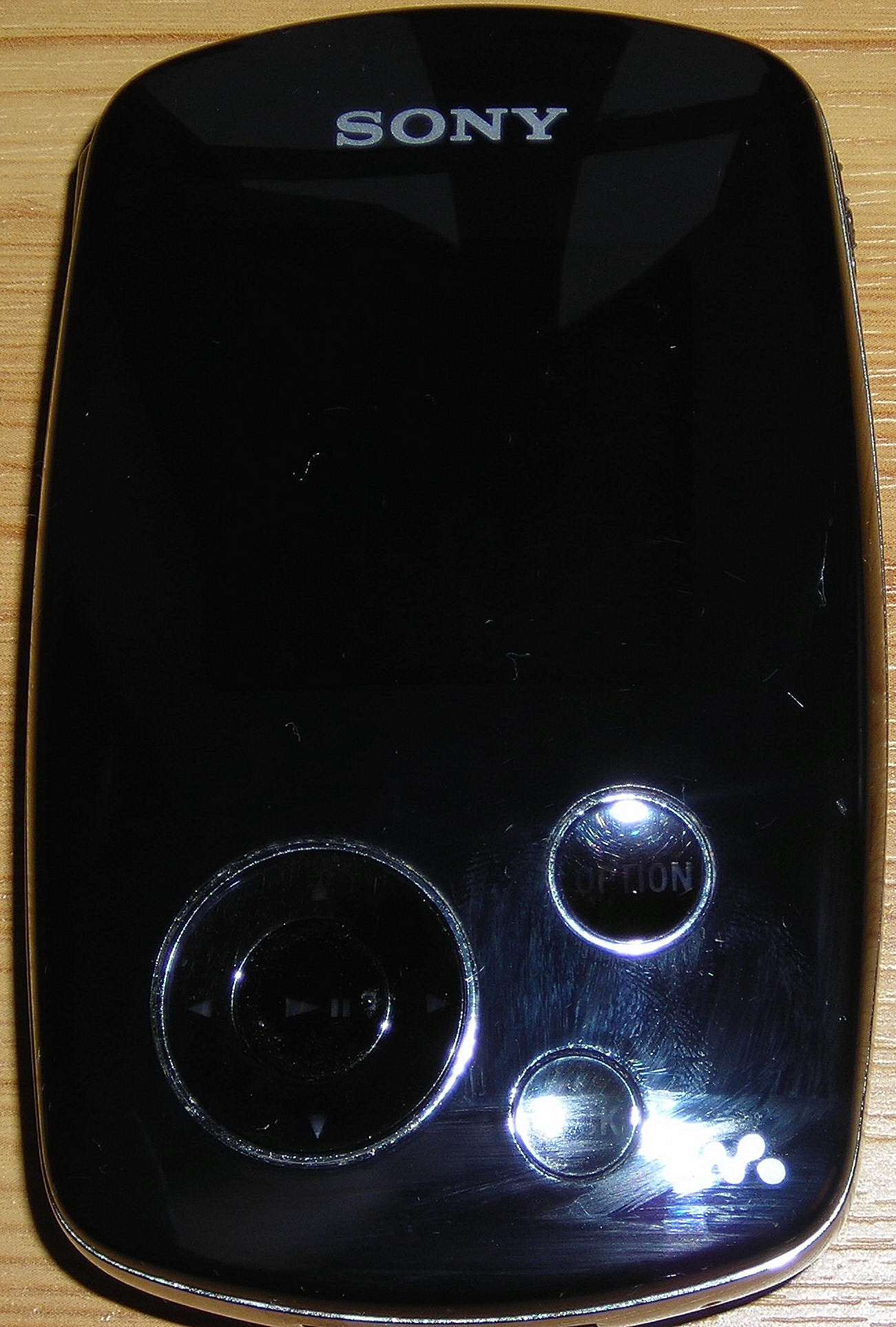
NW-A1000

第1世代

NW-A3000（ハードディスク/20GB）/ NW-A1200（ハードディスク/8GB）/ NW-A1000（ハードディスク/6GB）
「ネットワークウォークマン」の呼称が外された初のモデル。これまでハードディスクタイプとフラッシュメモリタイプで分かれていたシリーズ区分を統一。コンセプトは「使えば使うほどユーザーの好みに合わせて“進化”し、人と音楽を深く結ぶ」。
最大の特徴は、聴いているアーティストに関連したアーティストを探す「アーティストリンク」や、ユーザーの好みや関連アーティストなどの情報を利用したシャッフル再生モード「インテリジェントシャッフル」となっている。専用のアプリケーションソフトウェアはこれまでのSonicStageに代わって新開発の「CONNECT Player」に変更されたが、ソフトウェアの動作の遅さや、インストール関連の問題などの発生に批判が集まった。これに対して欧州ソニーは、ユーザーに不便をかけたことを謝罪するとともに、トラブルを抱える対象製品のユーザー向けにFAQを公開するとともに、トラブルが解決しない場合には転送ソフトウェアとしてSonicStageを利用する解決策を提案した。日本のソニー広報センターによると、この発表は「ユーザーからのトラブル報告が急増したことを受けてのもの」としている。なお、2006年5月25日にCONNECT Playerの機能を完全に取り込んだ「SonicStage CP」がリリースされたことで、その後はSonicStageに一本化された。
再生可能なフォーマットはATRACとMP3がデフォルトだが、2005年12月より配布が開始されたファームウェアでWMAに対応、2006年5月25日から配布が開始されたファームウェアではハードディスクタイプのみではあるがAACにも対応した。
HDDモデルにはWM-Portの前身ともいえる42ピンプラグが採用された（WM-Portとの互換性はない）。A600シリーズはmini-BタイプのUSBで接続する。
NW-A1200はネット直販サイト「ソニースタイル」限定モデル。
ヘッドホン入力を搭載し金属製クリップ付き専用リモートコントローラーRM-NWS1との接続に対応している。
NW-A608（フラッシュメモリ/2GB）/ NW-A607（フラッシュメモリ/1GB）/ NW-A605（フラッシュメモリ/512MB）

フラッシュメモリタイプはNW-E500シリーズのマイナーチェンジモデルで、HDDモデルにはないFMチューナーを搭載し、初の2GBモデルもラインアップされた。全モデルで白黒の有機ELディスプレイを採用。
A600/A3000シリーズはS700F/S600シリーズ発売と同時に生産完了、A1000シリーズはA800シリーズ発売と同時に生産完了した。

第2世代

NW-A808（8GB）/ NW-A806（4GB）/ NW-A805（2GB）
2007年3月7日に発表され、3月21日から発売された。
事実上A1000シリーズの後継機種。動画再生（H.264（AVC）及びMPEG-4、メモリースティックビデオ）に対応し、2インチ240×320ドットのカラー液晶ディスプレイを備える。
音質面では、DSEE（Digital Sound Enhancement Engine）をウォークマン本体に初めて搭載し、S700F/S600シリーズから採用された高音質技術「クリアオーディオテクノロジー」もより強化されている。
本機種からVirtual Mobile Engineが廃止され、OSにはLinuxが搭載されるようになった。
デザインは前モデルの面影を残しつつも薄型のカードタイプとなった。
付属ソフトには「SonicStage CP」の他に、動画作成用として「Image Converter 3.0」が付属し、起動時に「WALKMAN Launcher（ウォークマン ランチャ）」で選択することができる。また、前モデルで不評だった操作レスポンスが向上し、利便性が向上している。
A800シリーズでは、メモリータイプウォークマンとしては初めて8GBモデルがラインアップされた。同時に「WM-PORT」をAシリーズでは初搭載した。

第3世代

NW-A919 / NW-A919/BI（16GB）/ NW-A918（8GB）/ NW-A916（4GB）
2007年11月17日発売。
ウォークマン初のワンセグ対応モデル。画面も第2世代の2インチから2.4インチに拡大。「クリアオーディオテクノロジー」やノイズキャンセリング機能も搭載する。深絞り工法による特殊加工で継ぎ目の無いボディが特徴的である。FMラジオチューナーは非搭載である。本モデル以降の国内向けAシリーズは全てノイズキャンセリング機能搭載モデルとなる。
カラーはブラック・シルバー・ピンク（NW-A918/916のみ）・アイスブラック（NW-A919のみ、「ソニースタイル」限定）の4色。
メモリータイプウォークマンとしては初めて16GBモデルがラインアップされた。
NW-A919/BIはネット直販サイト「ソニースタイル」限定モデル
NWZ-A818（8GB・日本未発売）/ NWZ-A816（4GB・日本未発売）/ NWZ-A815（2GB・日本未発売）
2007年9月に海外のみで発売されたモデルで、NW-A800の後継モデル。デザインはNW-A800をベースとしている。
本機種から海外モデルはNWZシリーズとなり、ATRACは廃止、ドラッグアンドドロップで転送が可能となり、Windows Media DRMに対応した。これに伴い海外で展開していた音楽配信サービス「CONNECT」も終了した。

第4世代
NW-A829 / NW-A829/N（16GB）/ NW-A828（8GB）
2008年3月20日発売。
A800シリーズの後継モデル。ウォークマンとして初めてBluetoothを内蔵し、外付けオプションを付けなくても対応ヘッドホンやスピーカーへのワイヤレス伝送が可能になった。ノイズキャンセリング機能や「クリアオーディオテクノロジー」の搭載など、ワンセグが非搭載になる以外はA910シリーズとほぼ同じ機能であるが、液晶画面の発色が向上している。横幅の関係から旧型クレードルに対応できなくなり、発売に合わせて本モデルに対応した新型クレードルも発売された。
本モデルより同社のBDレコーダーBDZシリーズからのデジタル番組転送のサポート、本体でのビデオファイルの削除、ヘッドホンコードの延長（40cm→105cm）及び延長コードの廃止、製品をPCに接続してのカスタマー登録等、全体的な機能追加や仕様変更が行われた。
カラーは、ブラック・ホワイト・ピンク・ゴールド（NW-A829のみ、「ソニースタイル」限定）の4色で、ホワイトのみ表面の質感が異なる。
NW-A829/Nはネット直販サイト「ソニースタイル」限定モデル
NWZ-A829（16GB・日本未発売）/ NWZ-A828（8GB・日本未発売）/ NWZ-A826（4GB・日本未発売）/ NWZ-A729（16GB・日本未発売）/ NWZ-A728（8GB・日本未発売）/ NWZ-A726（4GB・日本未発売）
海外向けには4GBモデルや、A820シリーズからBluetoothを省いたA720シリーズも発売された。

第5世代

NW-A847/V / NW-A847（64GB）/ NW-A846（32GB）/ NW-A845（16GB）
2009年9月16日に発表、10月31日発売。
A910/A820シリーズの後継モデル。NW-A847はネットワークウォークマンとしては初の64GBのフラッシュメモリを搭載。NW-A846もAシリーズとしては初の32GBメモリ搭載モデルである。
フルデジタルアンプ「S-Master」、カラーの有機ELディスプレイ（2.8型ワイド）、デジタルノイズキャンセリング機能の搭載、FMチューナー内蔵（AシリーズではA600シリーズ以来）、ドラッグ&ドロップによる転送への対応（iTunesのライブラリからの転送にも対応）、ユーザーインターフェースの一新など、X1000シリーズを踏襲するが、ワンセグや無線LANなどを省き音楽・動画再生に特化しており、従来のAシリーズからコンセプト・デザインが一新されている（Bluetoothも非搭載）。
新たに音楽・動画転送ソフトとしてx-アプリを採用し、音楽にあわせて歌詞を自動スクロール表示する歌詞表示機能「歌詞ピタ」や、3つの語学学習機能、テレビへの音楽再生画面の出力、PS3との各種連携機能、充電を約90％までにとどめてバッテリーの劣化を抑える「いたわり充電」を搭載した。
カラーは、ブラック・ブラウン・ホワイト（NW-A846/A845のみ）・アークティックバイオレット（NW-A847のみ、「ソニースタイル」限定）の4種類。
本シリーズからオーバル型アタッチメントが付属するようになる（従来の丸型も付属）。
NW-A847/Vはネット直販サイト「ソニースタイル」限定モデル）
NWZ-A847（64GB・日本未発売）/ NWZ-A846（32GB・日本未発売）/ NWZ-A845（16GB・日本未発売）/ NWZ-A844（8GB・日本未発売）
第6世代
NW-A857（64GB）/ NW-A856（32GB）/ NW-A855（16GB）
2010年9月15日に発表され、11月13日に発売された。
A840シリーズの後継モデル。デザインはA840シリーズと同じであり、A840シリーズ用の保護フィルムやケースの流用が可能である。
ボーカルキャンセル、キーコントロールができるカラオケモードを新たに搭載し、ウォークマンが自動で選曲してくれるおまかせチャンネルもAシリーズでは初搭載。本シリーズより丸型アタッチメントがオプションとなり、付属のオーバル型アタッチメントもブラックとホワイトの2種類になった。
カラーは、ブラック・ホワイト・ロゼピンク（NW-A856/A855のみ）の3種類。この代ではソニーストア限定カラーが設定されていない。
第7世代

NW-A867 / NW-A867/VI（64GB）/ NW-A866（32GB）/ NW-A865（16GB）
2011年9月13日に発表され、10月8日に発売。
A850シリーズの後継モデル。デザインが従来のAシリーズと比べて丸みを帯びたものになった。カラーはブラック・ホワイト・ピンクの3色（NW-A867はこれにソニーストア限定のラッシュバイオレットを加えた4色）。
A820シリーズ以来となるBluetoothと、Xシリーズ以来のタッチパネルを搭載した。フルデジタルアンプが「S-Master MX」に進化した。
NW-A867/VIはネット直販サイト「ソニーストア」限定。
NWZ-A867（64GB・日本未発売）/ NWZ-A866（32GB・日本未発売）/ NWZ-A865（16GB・日本未発売）/ NWZ-A864（8GB・日本未発売）

#### Fシリーズ

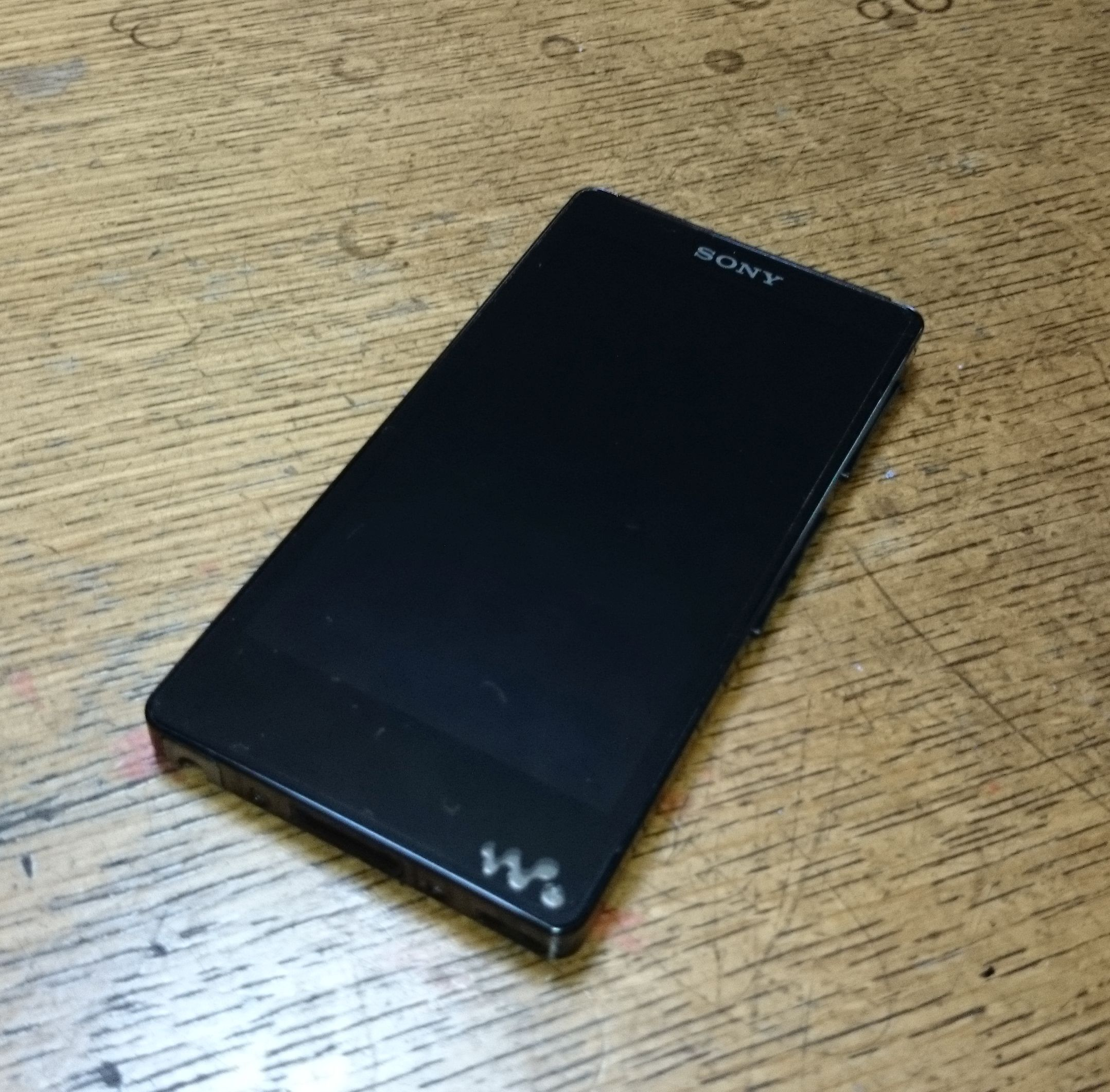
ウォークマン Fシリーズ
NW-F887（ブラック）

Androidを搭載。機能的にはZシリーズに近い。事実上のAシリーズの後継モデルとして発売された。
第1世代
NW-F807/S, NW-F807（64GB）/ NW-F806（32GB）/ NW-F805（16GB）/ NW-F806K（32GB）/ NW-F805K（16GB）/ NW-F805BT（16GB）
2012年9月20日に発表され、10月20日に発売。
Android 4.0搭載機種であり、FLAC対応やクリアフェーズなどの新機能を搭載。タッチパネル対応液晶ディスプレイ（800×480）は3.5型へとZ1000シリーズよりも小型化され、合わせて本体もZシリーズより小型軽量化が図られた。その他の機能はZ1000シリーズに準ずるが、「ウォークマンクラシックス アプリケーション」を搭載し、往年の名機（カセットタイプ5機種）を操作しているような感覚も体感できる。
上位シリーズ（Sシリーズより上）としては初めて、スピーカー付属モデル・Bluetoothヘッドホン付属モデルもラインアップされた。
NW-F807/Sはネット直販サイト「ソニーストア」限定。
NWZ-F806（32GB・日本未発売）/ NWZ-F805（16GB・日本未発売）/ NWZ-F804（8GB・日本未発売）
第2世代

NW-F887（64GB）/ NW-F886（32GB）/ NW-F885（16GB）
2013年9月25日発表、10月19日発売。
Android搭載ウォークマン第3弾で、ユーザーインターフェースに独自コミュニケートUIを採用している。
OSに「Android 4.1」を採用することでGoogle Playなどからアプリをダウンロードが可能なほか、「mora」から楽曲の直接購入が可能。
音質面ではウォークマンとしては史上初となる最大192kHz/24bitのハイレゾ音源に対応し、従来の「クリアオーディオテクノロジー」に加えてZXシリーズ同様、S-Masterをハイレゾ音源に対応させた「S-Master HX」を搭載。DSEEがMP3やAACなどの圧縮音源をハイレゾ音源相当にアップスケーリングする「DSEE HX」となり、電源も左右正負の4つを独立させ、これまで必要とされてきたカップリングコンデンサーも廃止され、マイナス電源を追加することによりハイレゾ音源の忠実な再現が図られた。さらに、4.0型タッチパネル対応液晶ディスプレイを採用する。
新たにFLACやApple Lossless、AIFFなどの高音質コーデックに対応し、NW-E040以来となるMP3・AACのギャップレス再生に対応。また、2014年4月17日のアップデートでDSDフォーマック（DSD64・2.8MHz/1bit）にも対応した。
CPUはテキサス・インスツルメンツ製の「OMAP4430 1.0GHz（デュアルコア）」を採用し、更に従来のNW-F800シリーズに対しRAMが1GBまで拡張され（従来のF800シリーズは512MB）、アプリの起動やシステムの安定性、操作性の向上を図っている。
Bluetoothに加え、ウォークマン初のNFCに対応。Xperiaシリーズなどでよく採用されていたNFCがようやくウォークマンでも使用可能となり、NFC対応の機器にかざして接続できるようになった。
本モデル以降のウォークマンではmacOSとの接続にも対応した。

##### スペック（日本仕様）
| 機種名                                          | 画面方式                | 通信方式                            | CPU                             | ストレージ                                                                        | 初期搭載 OS | 対応音声フォーマット                                                                        | 対応動画フォーマット                    | 対応静止画フォーマット | トピック |
| ----------------------------------------------- | ----------------------- | ----------------------------------- | ------------------------------- | --------------------------------------------------------------------------------- | ----------- | ------------------------------------------------------------------------------------------- | --------------------------------------- | ---------------------- | --- |
| NW-F805（16GB） NW-F806（32GB） NW-F807（64GB） | TFT液晶 3.5インチ WVGA  | IEEE802.11b/g/n Bluetooth Ver.3.0   | NVIDIA Tegra 2 1GHz             | RAM:512MB Storage:16GB（NW-F805） Storage:32GB（NW-F806） Storage:64GB（NW-F807） | A. 4.0      | MP3、WMA、ATRAC、ATRAC Advanced Lossless、WAV、AAC、HE-AAC、FLAC                            | 動画 : MPEG-4、AVC、WMV 音声 : AAC、WMA | JPEG                   | WM-PORT、DTCP-IP、FMラジオ、GPS、電子コンパス、デジタルノイズキャンセリング、S-Master MX、DSEE、xLOUD、クリアフェーズ、クリアステレオ、クリアベース                                                        |
| NW-F885（16GB） NW-F886（32GB） NW-F887（64GB） | TFT液晶 4.0インチ FWVGA | IEEE802.11a/b/g/n Bluetooth Ver.3.0 | Texas Instruments OMAP4430 1GHz | RAM:1GB Storage:16GB（NW-F885） Storage:32GB（NW-F886） Storage:64GB（NW-F887）   | A. 4.1      | MP3、WMA、ATRAC、ATRAC Advanced Lossless、WAV、AAC、HE-AAC、FLAC、Apple Lossless、AIFF、DSD | 動画 : MPEG-4、AVC、WMV 音声 : AAC、WMA | JPEG、PNG              | WM-PORT、DTCP-IP、FMラジオ、GPS、デジタルノイズキャンセリング、S-Master HX、DSEE HX、xLOUD、クリアフェーズ、クリアステレオ、クリアベース、クリアオーディオプラス、NFC、トリルミナスディスプレイ for mobile |

#### Aシリーズ（2014年以降）

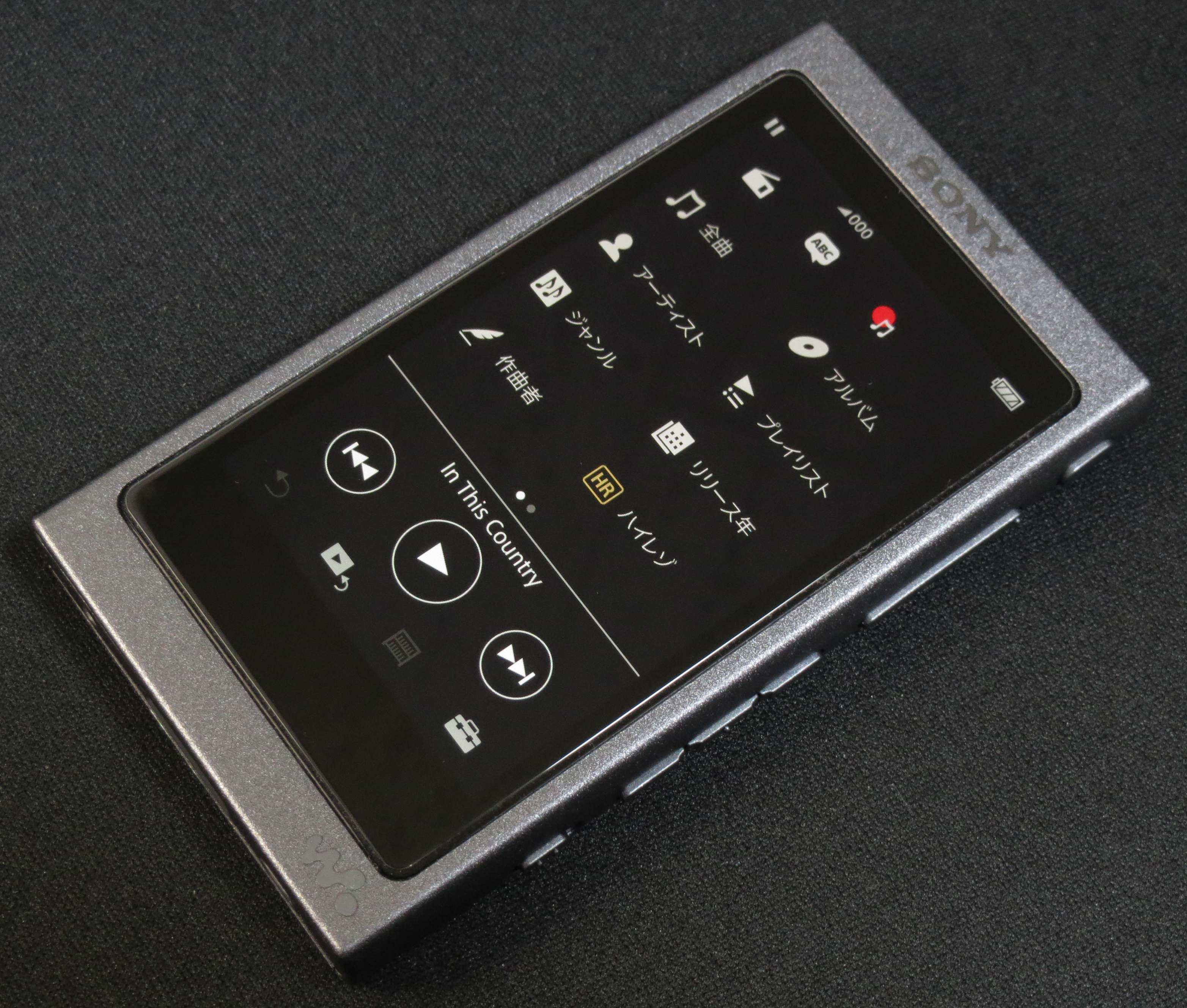
NW-A35

Fシリーズの投入により生産休止となっていたが、2014年にハイレゾ音源に対応したモデルとして復活し、2019年にはAndroidを搭載したAシリーズも投入された。
第8世代
NW-A17（64GB）/ NW-A16（32GB）
2014年9月25日発表、11月8日発売。
同時に発表されたS10シリーズの上位モデルにあたり、AシリーズとしてはA860シリーズ以来3年ぶりの新モデルである。
Android搭載のZXシリーズおよびF880シリーズ以外のウォークマンで初めての最大192kHz/24bitのハイレゾ音源に対応。
ウォークマンで初めてmicroSDカード（別売り）によるストレージ容量の拡張が可能となり、内蔵メモリ・microSDカード内のファイルを意識せずにまとめて管理される。デジタルノイズキャンセリング機能は周囲の騒音を分析し、その場所に適したノイズキャンセルを自動選択する「フルオートAIノイズキャンセリング機能」も搭載された。一方A860シリーズで付属していたオーバル型アタッチメントは、本機種以降付属しない。カラーは、ブラック・シルバー・ローズピンク・ブルーの4色を用意（ローズピンク・ブルーはNW-A16のみ）。WM-Portキャップも付属するようになる。
高音質化のために、無鉛はんだに純度99.99%以上の高純度すずの採用、電源部には低抵抗ケーブル、USB DAC内蔵ポータブルヘッドホンアンプ「PHA-2」と同じ技術手法の厚膜銅箔プリント基板、S-Master HXの電源にはZX1に採用されたPOSCAPコンデンサを搭載し、本体フレームにはアルミダイキャストフレームを採用している。
2015年4月に行われたアップデートで、Bluetoothの音声コーデックに既存のSBCとaptXに加えて、ソニー独自の高音質コーデック「LDAC」に対応した。
2015年10月に行われたアップデートで、ハイレゾ対応デジタルノイズキャンセリング機能対応ウォークマン専用イヤホンの「MDR-NW750N」に対応した。ただしA20シリーズとは違い、ハイレゾ音源でのイコライザやVPTなどの音響効果は利用できない。
NWZ-A17（64GB・日本未発売）/ NWZ-A15（16GB・日本未発売）
第9世代
NW-A27HN（64GB）/ NW-A26HN（32GB）/ NW-A25HN（16GB）/ NW-A25（16GB）
2015年9月8日発表、10月10日発売。
A10シリーズの後継モデル。microSDカード（別売り）対応。プリント基板にはビア部分を銅メッキで穴埋めしたフィルドビア構造を採用。デジタルノイズキャンセリング機能がハイレゾ音源にも対応出来るようになり、またハイレゾ音源でもイコライザやソニー独自のVPTなどの音響効果が利用可能となった。ただし、A10シリーズに搭載されていた「カラオケモード」「語学学習機能」「ダンスモード」は非搭載となっている。A10シリーズからは若干のデザイン変更はあるものの、A10シリーズ用のケースの流用が可能。
型番末尾に「HN」が付くモデルは、ハイレゾ対応デジタルノイズキャンセリング機能に対応した「MDR-NW750N」と同等の本体カラーと同色のイヤホンが付属される。WM-PORTキャップもA25HN/A26HN/A27HNでは本体カラーと同色になっている。
カラーはビリジアンブルー・シナバーレッド・チャコールブラック・ライムイエロー・ボルドーピンク・シルバーの6色を用意（シナバーレッド・ライムイエローはNW-A25/A25HN、ビリジアンブルー・ボルドーピンクはNW-A25/A25HN/A26HNのみ）。そのうちシルバーを除く5色は同日に発表されたヘッドホンのh.earシリーズと同じカラーを組み合わせることが可能。
2015年10月のアップデートでミュージック内でハイレゾ音源楽曲のみを表示する「ハイレゾ楽曲フィルター」が追加された。
2007年9月以降の海外モデルの型番は「NWZ」で始まっていたが、本機種は海外モデルも日本向けと同じく「NW」で始まる。ただしATRAC非対応・FMラジオの周波数帯が87.5 MHzから108.0 MHz・ダイレクト録音非搭載など日本向けとは異なる部分もある。

第10世代

NW-A37HN（64GB）/ NW-A36HN（32GB）/ NW-A35HN（16GB）/ NW-A35（16GB）
2016年10月4日発表、10月29日発売。
A20シリーズの後継モデル。microSDカード（別売り）対応。WM1シリーズと同じくS-Master HXを大幅進化させた新規開発の「CXD3778GF」を搭載し、44.1 kHz系と48 kHz系のデュアルクロック、コンデンサー「POSCAP」を5基搭載。DSD再生（PCM変換再生）にも対応し、WM1シリーズと同じくWM-PORT経由による音声出力がPCMに加えDSDネイティブ出力もできるようになった。
A10シリーズ以来となる語学学習機能が追加され、A860シリーズ以来のタッチパネルを採用している。
型番末尾に「HN」が付くモデルは、本体カラーと同色のハイレゾ対応デジタルノイズキャンセリング機能に対応したイヤホン「MDR-NW750N」が付属されるが、NW-A35に関してはZXシリーズやWM1シリーズと同じくヘッドホンが付属されない。
カラーはストレージ容量に関係なく、ビリジアンブルー・シナバーレッド・チャコールブラック・ライムイエロー・ボルドーピンクの5色を用意。これもh.earシリーズと同じカラーを組み合わせることが可能。
このモデルより、ビデオ・写真再生が非対応となっている。

第11世代
NW-A47（64GB）/ NW-A46HN（32GB）/ NW-A45HN（16GB）/ NW-A45（16GB）
2017年9月5日発表、10月7日発売。
A30シリーズの後継モデル。microSDカード（別売り）対応。デザインはA30シリーズと同じであるが、ZX300と同じくS-Master HXの接続部分に高音質はんだを採用。デジタルノイズキャンセリング機能は外音取り込み機能に対応し、パソコンなどの端末と接続して端末に保存されている音楽ファイルを高音質で聴けるUSB DAC機能、Bluetoothの音声コーデックにaptXとaptX HDが、音声フォーマットもAPEとMQAが追加された。
型番末尾に「HN」が付くモデルは、本体カラーと同色のハイレゾ対応デジタルノイズキャンセリング・外音取り込み機能に対応したイヤホン「IER-NW500N」が付属されるが、NW-A47/A45に関してはZXシリーズやWM1シリーズと同じくヘッドホンが付属されない。本モデルから、ヘッドホン付属の64GBモデルが廃止された。
カラーはストレージ容量に関係なく、ムーンリットブルー・ペールゴールド・グレイッシュブラック・トワイライトレッド・ホライズングリーンの5色を用意。h.ear 2シリーズと同じカラーを組み合わせることが可能。

第12世代
NW-A57（64GB）/ NW-A56HN（32GB）/ NW-A55WI（16GB）/ NW-A55HN（16GB）/ NW-A55（16GB）
2018年9月5日発表、10月6日発売。
A40シリーズの後継モデル。microSDカード（別売り）対応。後述のZX300と同じく、アルミの押し出し材から削り出したキャビネットを採用。右側面の再生・曲の頭出しボタンが独立ボタンに変更された。スマートフォンなどのBluetooth搭載機器からの音声を本体に受信し、高音質で音楽や動画の音声を聞くことができる「Bluetoothレシーバー機能」、DSP技術でアナログレコードをスピーカーで聞くようにシミュレートできる「バイナルプロセッサー」機能を追加。基板とバッテリ線材の接続部分に「金入り高音質無鉛はんだ」を採用。高音域補完技術の「DSEE HX」も新たにAI技術を投入する事で、処理をしている楽曲のタイプをAIが自動で判別、高音域の補正性能を向上させた。
型番末尾に「HN」が付くモデルは、本体カラーと同色のハイレゾ対応デジタルノイズキャンセリング・外音取り込み機能に対応したイヤホン「IER-NW500N」が、「WI」が付くモデルは本体カラーと同色の「h.ear in 2 Wireless（WI-H700）」が付属される。NW-A57/A55に関してはZXシリーズやWM1シリーズと同じくヘッドホンが付属されない。
カラーはストレージ容量に関係なく、ムーンリットブルー・ペールゴールド・グレイッシュブラック・トワイライトレッド・ホライズングリーンの5色を用意。h.ear 2シリーズと同じカラーを組み合わせることが可能。
16GBのh.ear in 2 Wirelessr（WI-H700）付属モデルと32GBモデル、64GBモデルは後継モデルであるA100シリーズの登場により販売終了した。

第13世代
NW-A107（64GB）/ NW-A106（32GB）/ NW-A105HN（16GB）/ NW-A105（16GB）/ NW-A100TPS（16GB）
2019年10月16日発表、11月2日発売。
A50シリーズの後継モデル。microSDカード（別売り）対応。後述のZX500と同じく搭載OSが独自OSからAndroid（9.0）に、Wi-Fi搭載、画面のサイズ拡大&高解像度化（3.1インチ→3.6インチ、800x480→1280x720）、データ転送端子がWM-PORTからUSB Type-C（USB 2.0）端子へと変更された。前モデルのA50シリーズ（16GBモデルのみ、WI-H700付属モデルを除く）は併売される。ATRAC音声コーデックは未対応となった。
Androidを搭載したことで、Android対応アプリのインストールが可能となり、各種コンテンツのストリーミング再生が可能。発売当初はmora qualitasに非対応だったがAmazon Music HDアプリのインストール対応により、ストリーミング配信サービスでのハイレゾ音源再生が可能になった最初のモデルとなる。2020年2月よりmora qualitasアプリのインストールにも対応。またこれに伴い、A50シリーズにあったVPT・FMラジオ・USB DAC・Bluetoothレシーバーの機能が廃止された。
専用アプリ「W.ミュージック」において再生画面が一定時間無操作の場合、ソニーのカセットテープを模したスクリーンセーバーが表示される。カセットテープの種類は音源によって変化する。
型番末尾に「HN」が付くモデルは、A50シリーズ付属のIER-NW500Nと比べて50%小型化した、本体カラーと同色のハイレゾ対応デジタルノイズキャンセリング・外音取り込み機能に対応したイヤホン「IER-NW510N」が付属される。また本モデルから、ヘッドホン付属の32GBモデルも廃止された。
初代ウォークマン TPS-L2の発売当時のパッケージを再現したボックスに、背面に40周年記念ロゴをプリントした『NW-A105』のブラックとTPS-L2のデザインを模した専用ソフトケース、ステッカー2種が付属した「NW-A100TPS」が2019年10月16日から12月15日までの期間限定で販売されていた。
カラーはレッド・オレンジ・ブラック・ブルー・アッシュグリーンの5色を用意（64GBモデルはレッド・ブラック・ブルー、NW-A100TPS（16GB・期間限定モデル）はブラックのみ）。同時発表されたh.ear 3シリーズと同じカラーを組み合わせることが可能。
| 機種名                                                                               | 画面方式             | 通信方式                               | CPU    | ストレージ                                                                                        | 初期搭載 OS[† 31] | 対応音声フォーマット                                                                                | 対応動画フォーマット | 対応静止画フォーマット | トピック |
| ------------------------------------------------------------------------------------ | -------------------- | -------------------------------------- | ------ | ------------------------------------------------------------------------------------------------- | ----------------- | --------------------------------------------------------------------------------------------------- | -------------------- | ---------------------- | --- |
| NW-A105（16GB） NW-A105HN（16GB） NW-A106（32GB） NW-A107（64GB） NW-A100TPS（16GB） | TFT液晶 3.6インチ HD | IEEE802.11a/b/g/n/ac Bluetooth Ver.5.0 | 未公開 | RAM:未公開 Storage:16GB（NW-A105,A105HN,A100TPS） Storage:32GB（NW-A106） Storage:64GB（NW-A107） | A. 9.0            | MP3、WMA、WAV[† 38]、AAC、HE-AAC、FLAC[† 38]、Apple Lossless[† 38]、AIFF[† 38]、DSD[† 30]、APE、MQA | -                    | -                      | USB Type-C、S-Master HX、DSEE HX（AI技術搭載）、DSEE Ultimate[† 39]、DCフェーズリニアライザー、NFC、microSDXC、バイナルプロセッサー、360 Reality Audio[† 40] |

第14世代
NW-A307（64GB）/ NW-A306（32GB）
2023年1月27日発売。microSDカード（別売り）対応。ヘッドホン別売。
仕様変更により、搭載OSがAndroid 12になり、各種対応音声フォーマットが増加、Bluetooth Ver.5.0などの機能追加。
カラーの選択肢も変更される可能性がある。
| 機種名                          | 画面方式             | 通信方式                               | ストレージ                                      | 初期搭載OS | 対応音声フォーマット                                                  | 対応動画フォーマット | 対応静止画フォーマット | トピック                                                                                               |
| ------------------------------- | -------------------- | -------------------------------------- | ----------------------------------------------- | ---------- | --------------------------------------------------------------------- | -------------------- | ---------------------- | --- |
| NW-A306（32GB） NW-A307（64GB） | TFT液晶 3.6インチ HD | IEEE802.11a/b/g/n/ac Bluetooth Ver.5.0 | Storage:32GB（NW-A306） Storage:64GB（NW-A307） | A. 12.0    | MP3、WMA、WAV、AAC、HE-AAC、FLAC、Apple Lossless、AIFF、DSD、APE、MQA | -                    | -                      | USB Type-C、S-Master HX、DSEE Ultimate、DCフェーズリニアライザー、NFC、microSDXC、バイナルプロセッサー |

### フラッグシップモデル

#### Xシリーズ
2009年4月12日に発表され、4月25日から発売されたシリーズ。Aシリーズがトップモデルに位置づけられていたのに対し、Xシリーズは「ウォークマン史上最高峰」に位置づけられていた。
- NW-X1060（32GB）

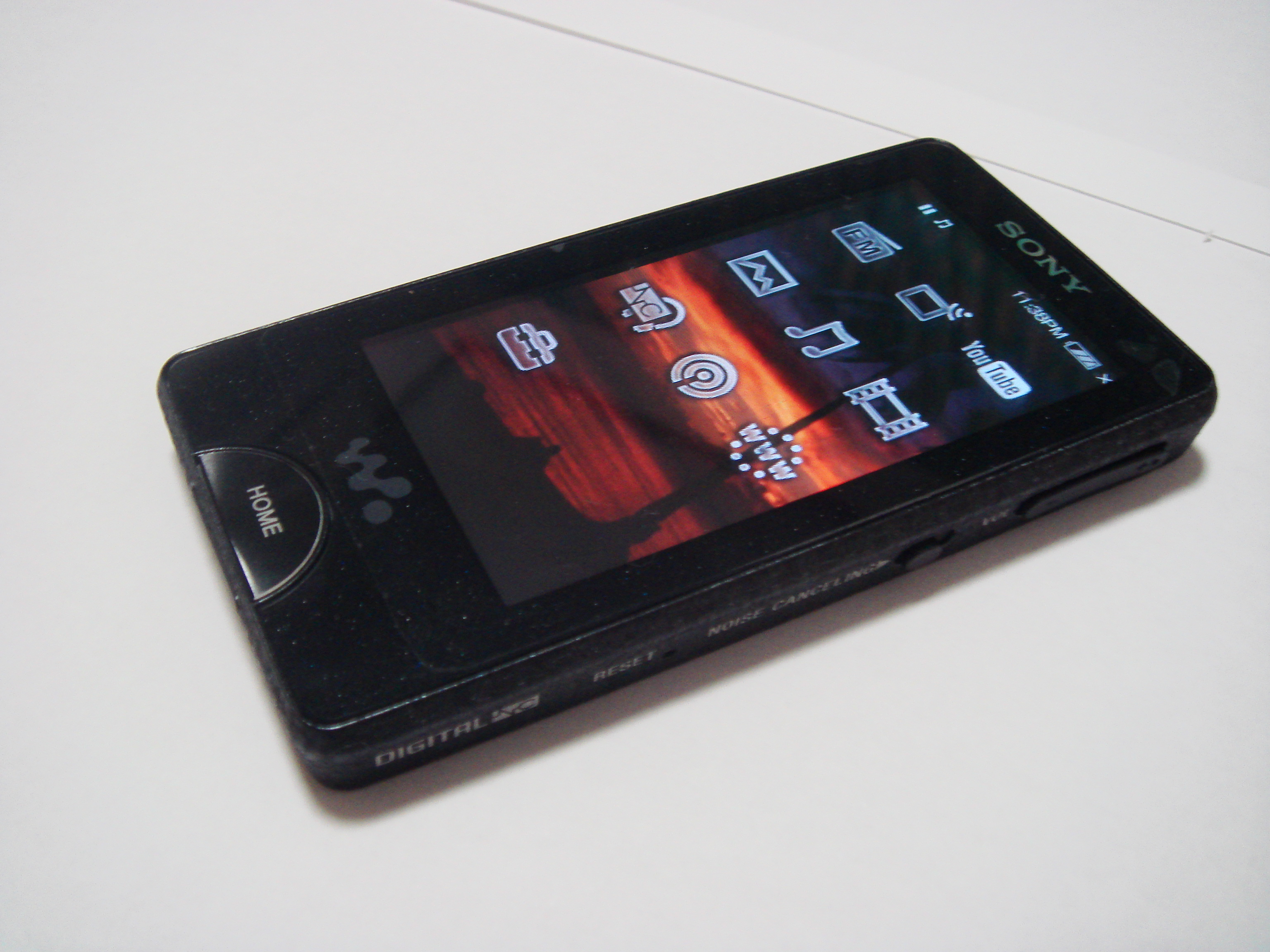
NW-X1050（ブラック）

- NW-X1060/BI（32GB・ネット直販サイト「ソニースタイル」限定）
- NW-X1050（16GB）

音質面での最大の特徴として、フルデジタルアンプ「S-Master」をウォークマンで初めて搭載（過去にCD・MDウォークマンでデジタルアンプ搭載モデルが発売されてはいたが、すべての機種で「S-Master」は搭載されていなかった）し、従来から搭載されているノイズキャンセリング機能のデジタル化が挙げられる。この2つを核とした6種類の「デジタルクリアオーディオテクノロジー」を搭載し、従来モデルからさらに高音質化を進めている。デジタルノイズキャンセリング機能は、使用環境に応じて「電車/バス」「室内」「航空機」の3モードから選択できる。なお、付属のヘッドホンは従来のノイズキャンセリング機能搭載モデルには対応していない。
ディスプレイには3.0型ワイド有機ELディスプレイ、タッチパネルを搭載した。ウォークマンでの有機ELディスプレイの搭載は、2006年のNW-S700F/S600シリーズ以来となり、タッチパネルの搭載はウォークマン初となる。また、タッチパネル操作とボタン操作を両立する「ハイブリッドオペレーション」が特徴となっている。
また、無線LAN接続に対応したことでウェブブラウザのNetFrontを搭載。また「おまかせリンク」機能に対応し、YouTubeの視聴（ウェブブラウザはAdobe Flash非対応だがYouTube専用アプリケーションを搭載）やポッドキャストのダウンロードが可能になった。さらに、ワンセグTVとFMチューナの両方を搭載している。さらに、ビデオ・写真に加えて音楽もドラッグ&ドロップによる転送が可能になった。国内モデルでは初めてとなる。ちなみに、NW-X1060は2005年に発売されたNW-HD5H（30GB）以来、4年ぶりとなる30GB以上のモデルである。またNW-HD5Hはソニースタイル限定で販売されていたため、30GB以上のネットワークウォークマンが店頭販売されるのはNW-X1060が初めてとなる。従来のFMラジオ搭載モデルは型番末尾に「F」が付いていたが、本モデル以降のFMラジオ搭載モデルでは省略された。
2010年に生産完了した。
海外では以下のモデルが発売された。
- NWZ-X1060（32GB・日本未発売）
- NWZ-X1050（16GB・日本未発売）
- NWZ-X1061F（32GB・日本未発売）
- NWZ-X1051F（16GB・日本未発売）
- NWZ-X1061（32GB・日本未発売）
- NWZ-X1051（16GB・日本未発売）

#### Zシリーズ
Androidを搭載した、事実上Xシリーズの後継モデル。
- NW-Z1070（64GB）
- NW-Z1070/W（64GB・ネット直販サイト「ソニーストア」限定）
- NW-Z1060（32GB）
- NW-Z1050（16GB）
- NWZ-Z1060（32GB・日本未発売）

2011年12月10日発売。シリーズ初のAndroid搭載機種であり、OSに「Android」を採用することでAndroid マーケットからのアプリのダウンロードが可能なほか、YouTubeやウェブブラウザ、Gmailが使用可能。また、CPUにNVIDIA製デュアルコアCPU「Tegra 2」を採用することで、アプリの起動や操作性の向上を図っている。 
音質面では従来の「クリアオーディオテクノロジー」に加えてS-Masterをモバイル機器用向けに対応させた「S-Master MX」を搭載するなど“ウォークマン史上最高音質”を実現。
ウォークマンとしては最大となる4.3型タッチパネル対応液晶ディスプレイ（800x480）を採用する。またBluetoothを搭載しており、別売のヘッドホンを接続することで本体とイヤホンを直接つなぐことなくワイヤレスで使用できる。2012年12月5日にAndroid 4.0へのOSアップグレードが提供され、F800シリーズで搭載された新機能などへの対応が盛り込まれた。
カラーはブラックとレッドの2種類で、2012年2月7日にはソニーストア限定モデルとしてホワイト基調のカラーも発売（NW-Z1070のみ）。

##### スペック（日本仕様）
| 機種名                                                                | 画面方式               | 通信方式                              | CPU                 | ストレージ                                                                           | 初期搭載 OS  | 対応音声フォーマット                                             | 対応動画フォーマット                    | 対応静止画フォーマット | トピック |
| --------------------------------------------------------------------- | ---------------------- | ------------------------------------- | ------------------- | ------------------------------------------------------------------------------------ | ------------ | ---------------------------------------------------------------- | --------------------------------------- | ---------------------- | --- |
| NW-Z1050（16GB） NW-Z1060（32GB） NW-Z1070（64GB） NW-Z1070/W（64GB） | TFT液晶 4.3インチ WVGA | IEEE802.11b/g/n Bluetooth Ver.2.1+EDR | NVIDIA Tegra 2 1GHz | RAM:512MB Storage:16GB（NW-Z1050） Storage:32GB（NW-Z1060） Storage:64GB（NW-Z1070） | A. 2.3 → 4.0 | MP3、WMA、ATRAC、ATRAC Advanced Lossless、WAV、AAC、HE-AAC、FLAC | 動画 : MPEG-4、AVC、WMV 音声 : AAC、WMA | JPEG                   | WM-PORT、HDMI、DTCP-IP、FMラジオ、GPS、電子コンパス、デジタルノイズキャンセリング、S-Master MX、DSEE、xLOUD、クリアフェーズ、クリアステレオ、クリアベース NW-Z1070/Wはソニーストア限定モデル。 |

#### ZXシリーズ

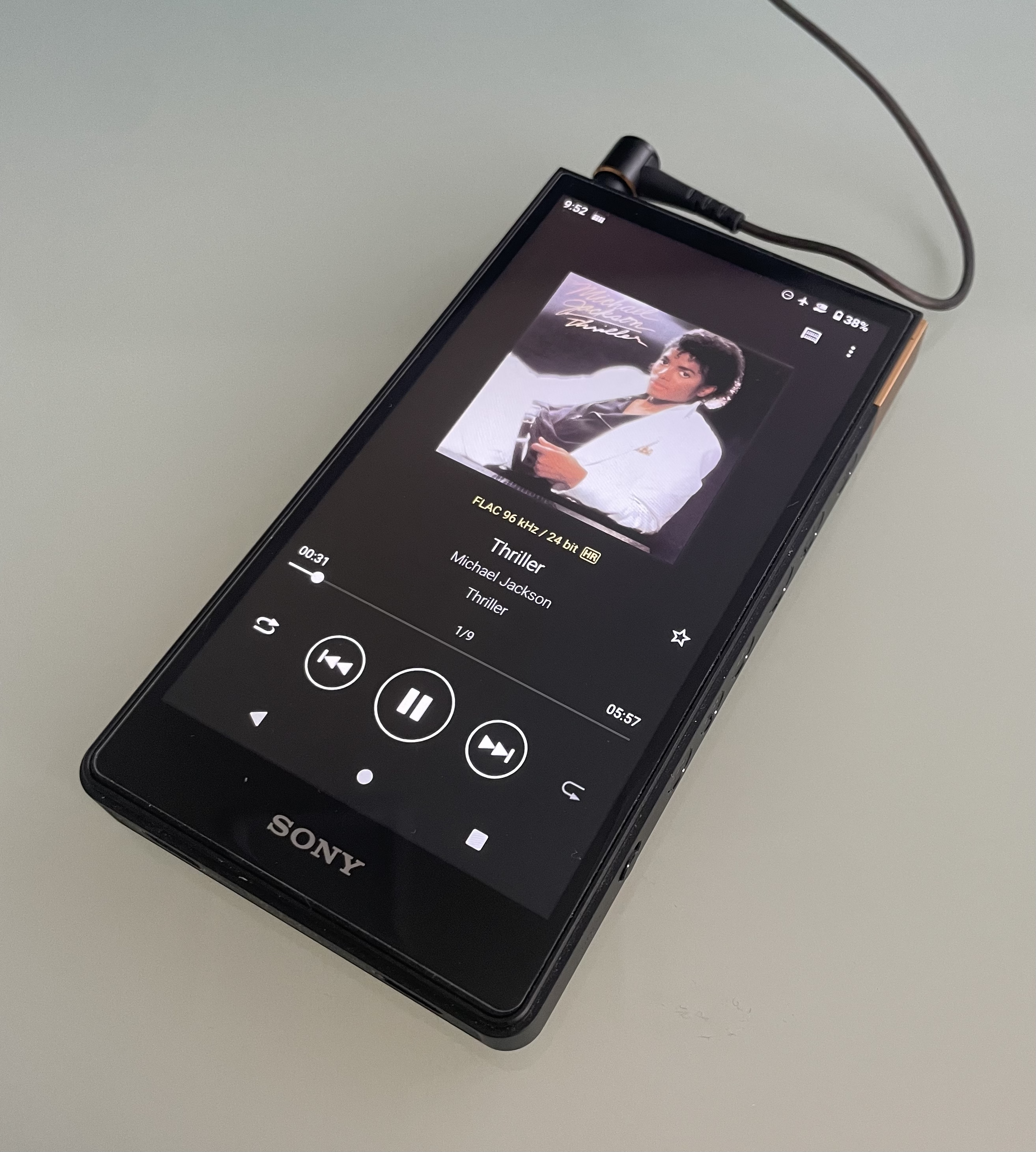
NW-ZX707

XおよびZシリーズの事実上の後継モデル。FMチューナーは搭載されておらず、ヘッドホンも付属されていない。ZXシリーズでは全てmacOSとの接続にも対応している。
第1世代
NW-ZX1（128GB）
ウォークマンでは初の100GB超モデル。F880シリーズの機能に加え、S-Master HXのL/R正負独立4電源に「OS-CON」コンデンサとチャージポンプ電源に「POSCAP」コンデンサを採用し、OFCケーブル、電池と電源回路に通常の約1.5倍の太さの線材、大型の3.5mmステレオミニジャック等様々な面で高音質化が図られており、その反面、FMラジオやデジタルノイズキャンセリング、クリアステレオは非搭載となっている。
2014年4月17日のアップデートでDSDフォーマット（DSD64・2.8MHz/1bit）に対応した。

第2世代
NW-ZX2（128GB）
2015年1月15日発表、2月14日発売。
ZX1の追加モデル。新たにAndroid 4.2、DSD128（5.6MHz/1bit）フォーマットへの対応とDSD再生メニュー、microSDカードスロットを搭載（microSDカードは別売り）。
ZX1からの強化点として、筐体にはアルミニウムと銅を組み合わせたハイブリッドシャーシの採用、電源強化、周波数44.1kHz・48kHz別にクロック発振器を2個搭載、OS-CONの追加や大容量バッテリの搭載、信号回路のブラッシュアップなどで音質向上を図っている。内蔵スピーカーは非搭載。
Bluetoothの音声コーデックに、「A2DP」の標準コーデック「SBC」に比べ最大約3倍の情報量をワイヤレスで伝送できるソニー独自の音声コーデック「LDAC（エルダック）」が追加されているが、A10シリーズなどに搭載されている「aptX」は非搭載となっている。

第3世代
NW-ZX100（128GB）
2015年9月8日発表、10月10日発売。
ZX1の事実上後継モデル。ZX1からの主な変更点として、OSがA20シリーズなどに搭載されているLinuxベースの独自OSの搭載、DSD128（5.6MHz/1bit）フォーマットへの対応とDSD再生メニュー、microSDカードスロットの搭載（microSDカードは別売り）、ハイレゾ音源対応デジタルノイズキャンセリング機能、Bluetoothの音声コーデックにaptXとLDACの追加が挙げられる。音楽再生に特化しており、Android搭載のZX1やZX2、同じ独自OS搭載のA20シリーズなどとは違って動画再生と静止画閲覧はできない。
筐体はアルミ切削筐体と一体化したモノコック構造、プリント基板にはビア部分を銅メッキで穴埋めしたフィルドビア構造・低誘電率基板を採用。ZX2と同じくアルミニウムと銅を組み合わせたハイブリッドシャーシの採用、電源強化、大容量バッテリ、周波数44.1kHz・48kHz別にクロック発振器を2個搭載している。内蔵スピーカーは非搭載。
2015年10月のアップデートでミュージック内でハイレゾ音源楽曲のみを表示する「ハイレゾ楽曲フィルター」が追加された。

第4世代
NW-ZX300（64GB）
2017年9月5日発表、10月7日発売。
ZX100の後継モデル。microSDカードは別売。S-Master HXの接続部分に高音質はんだを採用。新たにJEITA統一規格であるφ4.4mmのバランス端子を搭載し、パソコンなどの端末と接続して端末に保存されている音楽ファイルを高音質で聴けるUSB DAC機能、Bluetoothの音声コーデックにaptXとaptX HDが、音声フォーマットもAPEとMQAが追加された。
DSDのネイティブ再生や指紋が付きにくいマッドガラスを採用したZX2以来となるタッチパネルを採用している。
カラーはブラックとシルバーの2色。
NW-ZX300G（128GB/microSDカード別売）
2018年9月5日発表、10月6日発売。
ZX300の追加モデル。内蔵ストレージが128GBになり、同日発表されたA50シリーズと同じく「Bluetoothレシーバー機能」と「バイナルプロセッサー」が追加された。既存モデルのZX300も2018年10月4日のアップデートで対応した。
カラーはブラックのみとなる。

第5世代
NW-ZX507（64GB）
2019年10月16日発表、11月2日発売。
ZX300の後継モデル。microSDカード別売、ヘッドホン別売。ZX300からの主な変更点として、搭載OSが独自OSからZX2以来となるAndroid（9.0）を搭載、画面のサイズ拡大&高解像度化（3.1インチ→3.6インチ、800x480→1280x720）、データ転送端子がWM-PORTからUSB Type-C（USB 2.0）端子へと変更された。
Androidを搭載したことで、Android対応アプリのインストールが可能となり、各種コンテンツのストリーミング再生が可能。発売当初はmora qualitasに非対応だったが、Amazon Music HDアプリのインストール対応により、ストリーミング配信サービスでのハイレゾ音源再生が可能になった最初のモデルとなる。2020年2月よりmora qualitasアプリのインストールにも対応。一方でATRAC音声コーデックは未対応となった。
音質面において、筐体はZX100/300と同じくアルミ切削筐体と一体化したモノコック構造、リアパネルにアルミを採用。切削加工した銅のブロックを新たに組み込むことで、抵抗値を低減。DMP-Z1と同じく高分子コンデンサ（FT CAP2）を4基搭載、アンバランス出力用のアンプブロックの電源に使われるPOSCAPの容量をZX300シリーズに比べて2倍以上向上させることでアナログ電源系統を強化。ヘッドホン出力やバッテリーなどには金を添加した無鉛高音質はんだ、アンプからヘッドホンジャックへの線材には無酸素銅ケーブルを使用している。
カラーはブラックとシルバーの2色。

第6世代

NW-ZX707（64GB）
2023年発売。価格は約105,000円。microSDカード別売、ヘッドホン別売。
外観では筐体のサイズやデザインが大きく変わり、ディスプレイも大型化している。USB DAC機能やバッテリー持続時間の改善など、多くの進化が見られる。

##### スペック（日本仕様）
| 機種名             | 画面方式                | 通信方式                               | CPU                             | ストレージ                                      | 初期搭載 OS | 対応音声フォーマット                                                                                  | 対応動画フォーマット                    | 対応静止画フォーマット | トピック |
| ------------------ | ----------------------- | -------------------------------------- | ------------------------------- | ----------------------------------------------- | ----------- | --- | --------------------------------------- | ---------------------- | --- |
| NW-ZX1（128GB）    | TFT液晶 4.0インチ FWVGA | IEEE802.11a/b/g/n Bluetooth Ver.3.0    | Texas Instruments OMAP4430 1GHz | RAM:1GB Storage:128GB                           | A. 4.1      | MP3、WMA、ATRAC、ATRAC Advanced Lossless、WAV、AAC、HE-AAC、FLAC、Apple Lossless、AIFF、DSD           | 動画 : MPEG-4、AVC、WMV 音声 : AAC、WMA | JPEG、PNG              | WM-PORT、DTCP-IP、GPS、S-Master HX、DSEE HX、xLOUD、クリアフェーズ、クリアベース、クリアオーディオプラス、NFC、トリルミナスディスプレイ for mobile                                |
| NW-ZX2（128GB）    | TFT液晶 4.0インチ FWVGA | IEEE802.11a/b/g/n Bluetooth Ver.3.0    | 未公開                          | RAM:未公開 Storage:128GB                        | A. 4.2      | MP3、WMA、ATRAC、ATRAC Advanced Lossless、WAV、AAC、HE-AAC、FLAC、Apple Lossless、AIFF、DSD           | 動画 : MPEG-4、AVC、WMV 音声 : AAC、WMA | JPEG                   | WM-PORT、DTCP-IP、GPS、S-Master HX、DSEE HX、クリアベース、クリアオーディオプラス、NFC、トリルミナスディスプレイ for mobile、microSDXC                                            |
| NW-ZX100（128GB）  | TFT液晶 3.0インチ WQVGA | Bluetooth Ver.3.0                      | -                               | Storage:128GB                                   | 独自OS      | MP3、WMA、ATRAC、ATRAC Advanced Lossless、WAV、AAC、HE-AAC、FLAC、Apple Lossless、AIFF、DSD           | -                                       | -                      | WM-PORT、デジタルノイズキャンセリング、S-Master HX、DSEE HX、クリアベース、クリアオーディオプラス、NFC、microSDXC                                                                 |
| NW-ZX300（64GB）   | TFT液晶 3.1インチ WVGA  | Bluetooth Ver.4.2                      | -                               | Storage:64GB                                    | 独自OS      | MP3、WMA、ATRAC、ATRAC Advanced Lossless、WAV、AAC、HE-AAC、FLAC、Apple Lossless、AIFF、DSD、APE、MQA | -                                       | -                      | WM-PORT、S-Master HX、DSEE HX（5モード）、DCフェーズリニアライザー（6モード）、NFC、microSDXC、バランス出力接続端子、USB DAC機能、Bluetoothレシーバー機能、バイナルプロセッサー   |
| NW-ZX300G（128GB） | TFT液晶 3.1インチ WVGA  | Bluetooth Ver.4.2                      | -                               | Storage:128GB                                   | 独自OS      | MP3、WMA、ATRAC、ATRAC Advanced Lossless、WAV、AAC、HE-AAC、FLAC、Apple Lossless、AIFF、DSD、APE、MQA | -                                       | -                      | WM-PORT、S-Master HX、DSEE HX（5モード）、DCフェーズリニアライザー（6モード）、NFC、microSDXC、バランス出力接続端子、USB DAC機能、Bluetoothレシーバー機能、バイナルプロセッサー   |
| NW-ZX507（64GB）   | TFT液晶 3.6インチ HD    | IEEE802.11a/b/g/n/ac Bluetooth Ver.5.0 | 未公開                          | RAM:未公開 Storage:64GB                         | A. 9.0      | MP3、WMA、WAV、AAC、HE-AAC、FLAC、Apple Lossless、AIFF、DSD、APE、MQA                                 | -                                       | -                      | USB Type-C、S-Master HX、DSEE HX（AI技術搭載）、DSEE Ultimate、DCフェーズリニアライザー（6モード）、NFC、microSDXC、バランス出力接続端子、バイナルプロセッサー、360 Reality Audio |
| NW-ZX707（64GB）   | TFT液晶 5.0インチ HD    | IEEE802.11a/b/g/n/ac Bluetooth Ver.5.0 | 未公開                          | RAM:未公開 Storage:64GB（実使用可能領域約47GB） | A. 12.0     | MP3、WMA、FLAC、WAV、AAC、HE-AAC、Apple Lossless、AIFF、DSD、APE、MQA                                 | -                                       | -                      | USB Type-C（USB3.2 Gen1準拠）、S-Master HX、DSEE Ultimate、microSD/microSDHC/microSDXC、バランス標準ジャック、音質強化機能                                                        |

#### WM1シリーズ
2016年秋より展開されるソニーのオーディオ機器におけるフラッグシップシリーズ「Signature Series」にも属する。これもFMチューナーは搭載されておらず、ヘッドホンも付属されていない。WM1シリーズでは全てmacOSとの接続にも対応している。
第1世代
NW-WM1Z（256GB）/ NW-WM1A（128GB）
2016年9月8日発表、10月29日発売。microSDカード別売。
両機種ともにフルデジタルアンプであるS-Master HXを大幅進化させた新規開発の「CXD3778GF」を搭載し、PCMは最大384kHz/32bit・DSDは最大11.2MHzのネイティブ再生が可能となった。またステレオミニ端子とは別に、JEITA統一規格であるφ4.4mmのバランス端子も搭載。またWM-PORT経由による音声出力がPCMに加えDSDネイティブ出力もできるようになり、操作画面も一新された。
高音域補完技術のDSEE HXも進化し、最大192kHz/32bitまで拡張できるようになり、楽曲別に5モードから選択できるようになった。またDCフェーズリニアライザー搭載により、伝統的なアナログ方式のパワーアンプの位相特性を6モードから選択でき再現可能となった。
WM1Zは筐体に無酸素銅に金メッキを施したものを採用し、アンプからヘッドホンジャックへの線材はKIMBER KABLE社との協力によって開発された4芯Braid（編み）構造ケーブルを採用。
WM1Aは筐体に総削り出しアルミシャーシを採用し、アンプからヘッドホンジャックへの線材は無酸素銅ケーブルを採用している。
2017年11月のアップデートでBluetoothの音声コーデックにaptXとaptX HDが、音声フォーマットにAPEとMQAが追加された。
2018年10月4日のアップデートで「USB DAC機能」と「Bluetoothレシーバー機能」、「バイナルプロセッサー」機能が追加された。

第2世代
NW-WM1ZM2（256GB）/ NW-WM1AM2（128GB）
2022年2月9日発表、3月25日発売。microSDカード別売。
WM1Z・WM1Aの後継モデルであり、WM1シリーズ初のAndroid搭載モデル。主な変更点として、画面のサイズ拡大&高解像度化（4.0インチ→5.0インチ、854x480→1280x720）、データ転送端子がWM-PORTからUSB Type-C（USB 3.2 Gen1）端子へと変更された。
高音域補完技術は新たに「DSEE Ultimate」を搭載。アップデートで先行搭載されたA100シリーズやZX500シリーズとは違い、W.ミュージックを含む全てのアプリに対応し、有線接続・無線接続でも作動できるようになった。また、PCM音源を元のデータの情報量を損なわず11.2MHz相当のDSD信号に変換する「DSDリマスタリングエンジン」を搭載。オーディオブロックの電源のバイパスコンデンサー全てにFTCAP3（新開発高分子コンデンサー）を採用、ノイズ発生を防ぐために、音質を決定付けるアナログブロックとCPUや内蔵メモリなどを搭載するデジタルブロックの間を物理的に遮断し、音質に影響が及ばないような設計とした。
WM1ZM2は、WM1Zと比較して不純物を約1/4に減少させた純度約99.99%の総削り出し無酸素銅シャーシを採用し、アンプからヘッドホンジャックへの線材はKIMBER KABLE社との協力によって開発された4芯Braid（編み）構造ケーブルを採用。
WM1AM2は筐体に総削り出しアルミシャーシとリアカバー素材にも一体型のアルミを採用することで低インピーダンス化と高剛性を両立し、アンプからヘッドホンジャックへの線材は無酸素銅ケーブルを採用している。

##### スペック（日本仕様）
| 機種名             | 画面方式                | 通信方式                               | CPU    | ストレージ               | 初期搭載 OS | 対応音声フォーマット                                                                                  | トピック |
| ------------------ | ----------------------- | -------------------------------------- | ------ | ------------------------ | ----------- | --- | --- |
| NW-WM1Z（256GB）   | TFT液晶 4.0インチ FWVGA | Bluetooth Ver.4.2                      | -      | Storage:256GB            | -           | MP3、WMA、ATRAC、ATRAC Advanced Lossless、WAV、AAC、HE-AAC、FLAC、Apple Lossless、AIFF、DSD、APE、MQA | WM-PORT、S-Master HX、DSEE HX（5モード）、DCフェーズリニアライザー（6モード）、NFC、microSDXC、バランス出力接続端子、USB DAC機能、Bluetoothレシーバー機能、バイナルプロセッサー               |
| NW-WM1A（128GB）   | TFT液晶 4.0インチ FWVGA | Bluetooth Ver.4.2                      | -      | Storage:128GB            | -           | MP3、WMA、ATRAC、ATRAC Advanced Lossless、WAV、AAC、HE-AAC、FLAC、Apple Lossless、AIFF、DSD、APE、MQA | WM-PORT、S-Master HX、DSEE HX（5モード）、DCフェーズリニアライザー（6モード）、NFC、microSDXC、バランス出力接続端子、USB DAC機能、Bluetoothレシーバー機能、バイナルプロセッサー               |
| NW-WM1ZM2（256GB） | TFT液晶 5.0インチ HD    | IEEE802.11a/b/g/n/ac Bluetooth Ver.5.0 | 未公開 | RAM:未公開 Storage:256GB | A. 11       | MP3、WMA、WAV、AAC、HE-AAC、FLAC、Apple Lossless、AIFF、DSD、APE、MQA                                 | USB Type-C、S-Master HX、DSEE Ultimate、DSDリマスタリングエンジン、DCフェーズリニアライザー（6モード）、microSDXC、バランス出力接続端子、USB DAC機能、バイナルプロセッサー、360 Reality Audio |
| NW-WM1AM2（128GB） | TFT液晶 5.0インチ HD    | IEEE802.11a/b/g/n/ac Bluetooth Ver.5.0 | 未公開 | RAM:未公開 Storage:128GB | A. 11       | MP3、WMA、WAV、AAC、HE-AAC、FLAC、Apple Lossless、AIFF、DSD、APE、MQA                                 | USB Type-C、S-Master HX、DSEE Ultimate、DSDリマスタリングエンジン、DCフェーズリニアライザー（6モード）、microSDXC、バランス出力接続端子、USB DAC機能、バイナルプロセッサー、360 Reality Audio |

### その他

#### Bシリーズ
日本では未発売のモデル。楽曲の転送にSonicStage及びx-アプリは用いず、PCにプレーヤーを接続した際はマスストレージクラスデバイスとして認識されるため、PC側のOS環境のファイルシステム環境（ドラッグ&ドロップやコピー等）を用いて行う。そのため原理上ATRAC3 / ATRAC3plusやDRMによる楽曲データには対応せず、MP3とDRMなしのWMAにのみ対応している。FMチューナー内蔵。
第1世代
NWD-B105F（2GB）/ NWD-B103F（1GB）/ NWD-B105（2GB）/ NWD-B103（1GB）
2007年8月より発売。NW-E010シリーズに近いデザインのプレイヤーで、3行表示のカラーディスプレイを備える。

第2世代
NWZ-B135F（2GB）/ NWZ-B133F（1GB）/ NWZ-B135（2GB）/ NWZ-B133（1GB）
NW-E040シリーズに近いデザインのプレイヤーである。新たにZAPPINに対応し、連続再生が16時間に向上した。
カラーはNWZ-B135FがBlack, Pink, RedでNWZ-B133FがBlack, Pink, Blue。

第3世代
NWZ-B143F（4GB）/ NWZ-B142F（2GB）/ NWZ-B143（4GB）/ NWZ-B142（2GB）
NWZ-B130をベースに、FMラジオの録音やWMA DRMに対応し、連続再生も18時間に向上した。
第4世代
NWZ-B153F（4GB）/ NWZ-B152F（2GB）/ NWZ-B153（4GB）/ NWZ-B152（2GB）
デザインを一新し、新たにジョグダイアルを搭載したが、ボイスレコーディングやWMA DRMが未対応となった。

第5世代
NWZ-B163F（4GB）/ NWZ-B162F（2GB）/ NWZ-B163（4GB）/ NWZ-B162（2GB）
NWZ-B150をベースにボイスレコーディング機能を復活させたモデル。

第6世代
NWZ-B173（4GB）/ NWZ-B172（2GB）

#### Wシリーズ

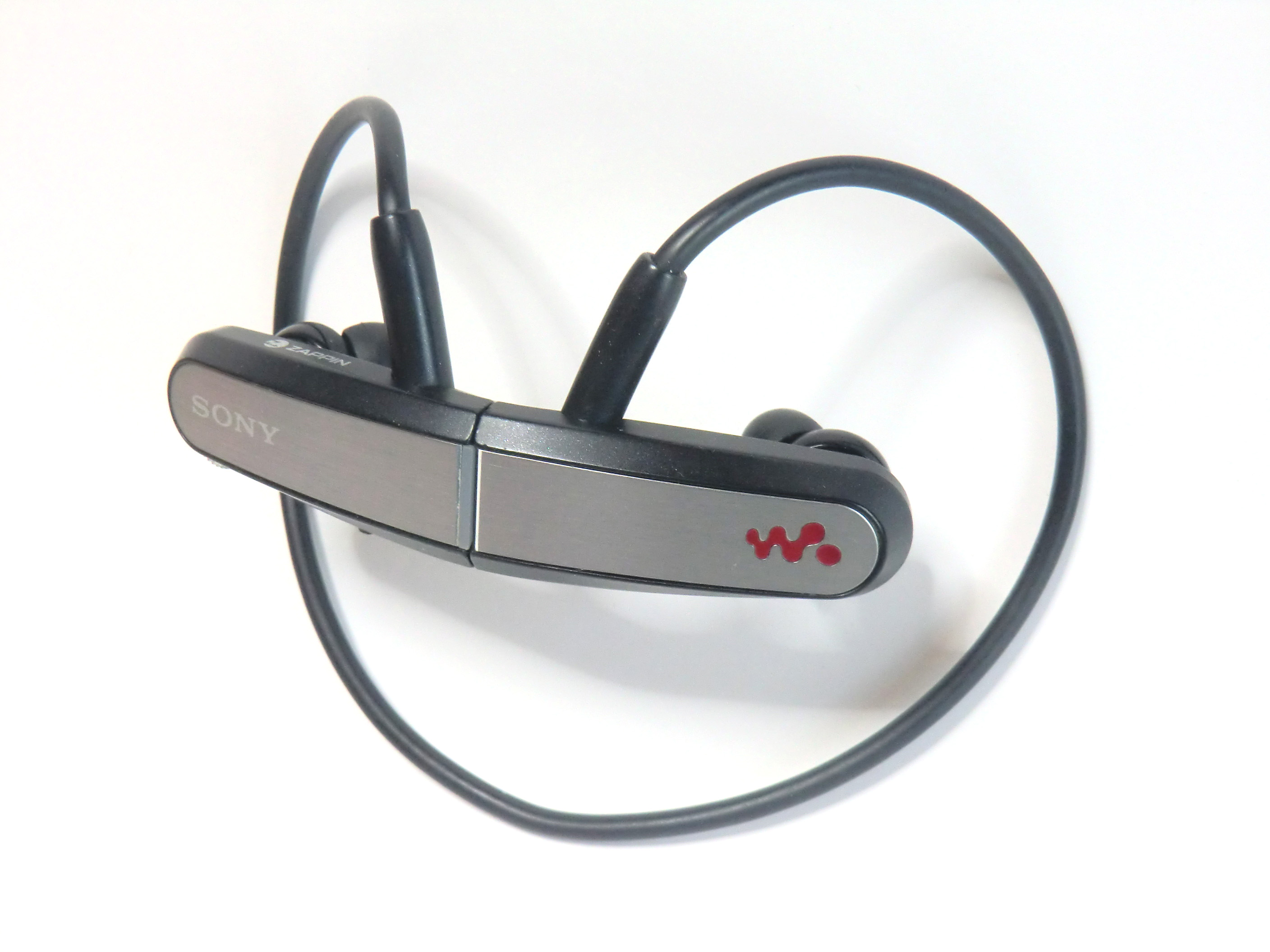
NWD-W202

第1世代
NWD-W202（2GB）
欧米では「wearable walkman」と称されているカナル型イヤフォン一体型モデル。2009年に欧米で発売され、日本では同6月発売。ディスプレイがなく、楽曲検索のために楽曲の一部だけを連続再生する「ZAPPIN」機能を備える。Xシリーズ同様にドラッグ&ドロップ転送に対応。ATRAC ADではないため、moraなどで配信されているDRM付き楽曲は転送できず、また、ネットジュークなどからのオーディオ機器での転送はできない。

第2世代
NWD-W253/Z, NWD-W253（4GB）
2010年5月22日発売。防水機能を備える。PS3連携機能も搭載した。
NWD-W253/Zはネット直販サイト「ソニースタイル」限定
NWD-W252（2GB・日本未発売）
第3世代
NWD-W263（4GB）
2011年9月10日発売。本体質量が約25％軽量化され、操作性も向上した。
NWD-W262（2GB・日本未発売）
第4世代
NWD-W273（4GB）
2013年2月16日発売。
NW-W274S（8GB）/ NW-WH303（4GB）
2013年10月19日発売。
W274Sはメモリーが8GBに増やされ、水泳用イヤーピース付属により更なるスポーツシーンへの適合が図られた。
WH303はヘッドホン・耳掛けスピーカー一体型で、単体でヘッドホンとしても使用できる。
NW-W273S（4GB）
2015年5月30日発売。

第5世代
NW-WS615（16GB）
2014年11月8日発売。
NW-W270Sシリーズの上位モデルにあたり、専用のリングタイプリモコンを付属する。
新たにBluetoothとNFC、マイクを備え、スマートフォンとの連携が強化された。また、Android/iOSアプリの「SongPal」を入れることにより、本体に転送したアルバムや曲名の確認や曲送り、音質設定などができるようになった。
NW-WS414（8GB）/ NW-WS413（4GB）
2016年2月13日発売。
NW-W270Sシリーズの後継モデル。
防塵性能、耐寒熱性能の向上、また塩水対応になり海水でも使用可能となった。外音取り込み機能も新たに搭載された。
カラーはブルー・アイボリー・ブラックの3色を用意（NW-WS413はブラックのみ）。

第6世代
NW-WS625（16GB）/ NW-WS623（4GB）
2017年4月25日発表、2017年6月10日発売。
NW-WS610シリーズの後継モデル。NW-WS625のみに専用のリングタイプリモコンを付属する。
NW-WS410シリーズと同じく、防塵性能、耐寒熱性能の向上、塩水対応になり海水でも使用可能。外音取り込み機能も搭載され、新たにFLACファイル（48kHz/16bitまで）の再生も可能となった。なお、NW-WS610にあった「Music Center（旧SongPal）」との連携は削除された。
カラーはブラック・ブルー・ライムグリーンの3色を用意（NW-WS625はブラックのみ）。

#### Mシリーズ
スティックタイプで、スマートフォンとの2台持ちを想定している。
NW-M505（16GB）
2013年12月7日発売。
スマートフォンなどとの連携を想定しており、BluetoothとNFC、デジタルノイズキャンセリング機能、マイクを搭載している。スマートフォンなどと繋げることでデジタルノイズキャンセリング機能搭載ヘッドセットとして使用できる。16GBメモリ内蔵により単体で音楽再生も可能。Bluetoothは受信専用となっている。
S-Master MXも搭載されているが、同アンプが搭載されている従来モデルのF800シリーズなどとは異なり、ZXシリーズやF880シリーズなどに搭載されているS-Master HXと同じく、電源を左右正負の4つを独立させ、カップリングコンデンサーも廃止し、マイナス電源を追加することにより左右の音の相互干渉も軽減され、ステレオ感がさらに強調されるようになった。

## 携帯電話
日本国外においてはSony Ericssonから発売され、ウォークマンの機能を内蔵した音楽携帯は「Walkman Phone」と呼ばれ、ローエンド端末からハイエンド端末まで幅広いラインナップが存在する。
- W880
薄さ9.4ミリのWalkman Phone
- W810

対応コーデックはMP3、AAC、HE-AAC、E-AAC+、WAV、WMA、m4a、Real8と多いが、2007年秋以降の海外向けWalkmanと同様にソニー主力のATRAC3、ATRAC3plusには対応していない。転送ソフトも「Disc2Phone」というWalkman Phone専用の簡易転送ソフトを使用する。なお、ドラッグ&ドロップでも楽曲を転送できる。
日本では当初はウォークマンケータイという呼称が使用され、第1号機はau（KDDI/沖縄セルラー電話）からCDMA 1X WINの2006年夏モデルとして発売された『W42S』で、同年6月に発売され、2007年にはその後継の『W52S』が発売された。2008年に発売された『W65S Xmini』からは、日本国内でも「Walkman Phone」と呼ばれるようになった。対応コーデックは着うたフル（HE-AAC）形式と、ATRAC3、ATRAC3plusである。転送にはSonicStage/SonicStage For LISMOまたはau BOXを使う。
W42S
初代ウォークマンケータイで、1GB内蔵メモリーを搭載。外部メモリーはメモリースティックDuo/PRO Duoに対応。
W52S
W42Sの後継。2GB内蔵メモリーを搭載。外部メモリはメモリースティックマイクロ（M2）の他にmicroSDにもアダプター経由で対応。
Xmini（W65S）
4GB内蔵メモリを搭載し、EZ「着うたフルプラス」に対応。
Premier3（SOY01）
Wオープン型でワンセグチューナーを搭載し、EZ「着うたフルプラス」およびアナログライン接続によるダイレクトレコーディング機能に対応。また、ステレオスピーカーを内蔵した本機専用の充電台とイヤホンマイクがそれぞれ付属する（au向けの2009年春モデルとしては唯一）。
なお日本国内ではWalkman Phoneを冠したスマートフォンは発売されていない。同社（後のソニーモバイルコミュニケーションズ）のXperiaではウォークマンアプリが内蔵されている機種があったが、2015年発売モデルからは「ミュージック」に改称された。